# Église Saint-Gervais-Saint-Protais de Rhuis
L'église Saint-Gervais-Saint-Protais de Rhuis est une église catholique paroissiale située à Rhuis, dans le département français de l'Oise et la région Hauts-de-France. C'est apparemment la première église que le petit village de Rhuis a possédé, et elle représente l'une des églises les plus anciennes de la région. De style roman, elle a été édifiée au milieu du XIe siècle, mais le clocher n'a été bâti qu'à la fin du siècle, en même temps que le chœur fut prolongée d'une abside en hémicycle. La nef est de plan basilical et extrêmement sobre, sans chapiteaux, les grandes arcades retombant sur des impostes agrémentés d'un décor géométrique simple. Les dernières travées des bas-côtés forment des chapelles, dont celle du nord est en même temps la base du clocher. Elle est voûtée d'arêtes, alors que son homologue au sud a été voûté d'ogives vers 1125. La nef est de nouveau recouverte d'une charpente apparente depuis la profonde restauration des années 1964-1970, et les bas-côtés sont simplement plafonnés. Le chœur est mieux éclairé que la nef, mais également dépourvu d'ornementation, et sa voûte en cul de four consiste en fait d'un clayage d'osier. Extérieurement, l'on remarque surtout le portail avec le gâble le plus ancien du nord de la France, et l'élégant clocher avec ses trois étages de baies et sa pyramide en pierre. L'extérieur de l'église n'est pas de la même austérité que l'intérieur, et les corniches torsadées reposant sur des modillons sculptés, ainsi que les chapiteaux des fenêtres de l'abside et du clocher donnent un intéressant aperçu de l'art roman de la région avant l'an 1100. Au sud de l'abside, l'on trouve le premier chapiteau à godrons en dehors de la Normandie. Dans son ensemble, l'église Saint-Gervais-Saint-Protais représente l'une des églises romanes les mieux préservées et les plus homogènes de la région. Elle a été classée monument historique par arrêté du 20 septembre 1894, et remise dans son état du XIIe siècle lors de la restauration des années 1960. Du fait du faible nombre d'habitants du village, les messes sont aujourd'hui peu fréquentes dans l'église de Rhuis. Elle est affiliée à la paroisse Sainte-Maxence de Pont-Sainte-Maxence.

## Localisation
L'église Saint-Gervais-Saint-Protais se situe en France, en région Hauts-de-France et dans le département de l'Oise, dans le Parc naturel régional Oise-Pays de France, sur la commune de Rhuis, à l'ouest du village, en surplomb de la Grande-Rue. Elle est entourée du cimetière, qu'un mur de soutènement sépare de la rue. On y accède par un escalier directement en face de l'église, ou par un chemin qui se débranche de la Grande-Rue dès l'entrée du village, et qui reste au même niveau, alors que la route descend. Entièrement libre d'autres constructions, l'on peut facilement faire le tour de l'édifice. La situation de l'église est assez pittoresque, car elle est bâtie sur un terrain en pente, qui monte en direction du sud et est dominé par la butte du Grand-Catillon à l'ouest, près des dernières maisons du village et en lisère de forêt. L'église est visible depuis plusieurs endroits du village, mais au sud, des bâtiments d'exploitation modernes d'une ferme empêchent de la voir depuis la route de Roberval.

## Histoire

### Les origines

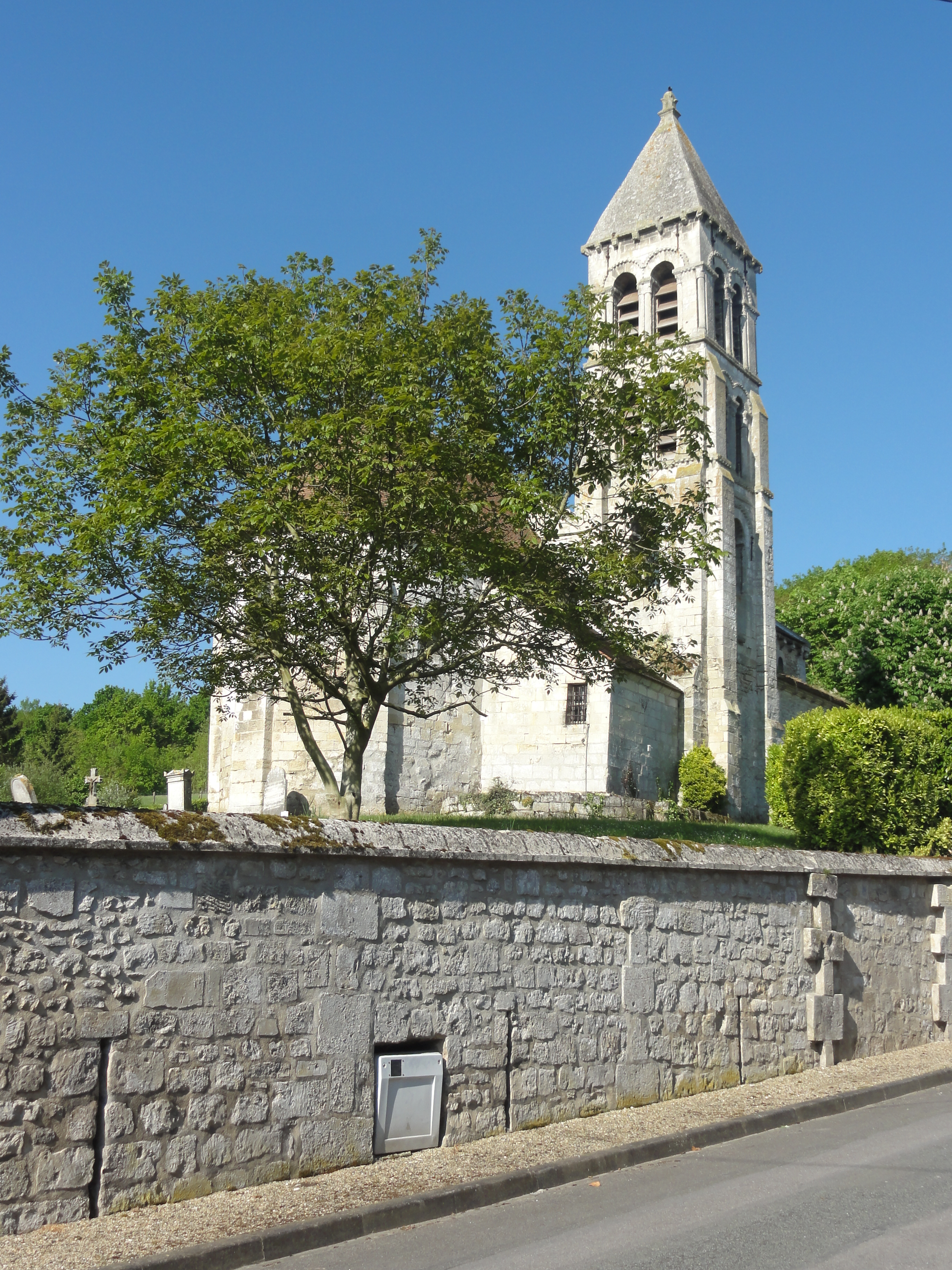
Vue depuis la Grande-Rue sur le chœur et le clocher.

Rhuis a toujours été un village fort petit, mais occupait une place stratégique dans le réseau de transport de l'époque gallo-romaine et du Moyen Âge. À l'Antiquité, pendant une période non précisée, et à un endroit que l'on se sait pas préciser davantage, le pont du Rouanne traversait l'Oise au nord du village de Rhuis. Le Rouanne étant un ruisseau qui vient de Roberval et se jette dans l'Oise près de Rhuis, on est amené à penser que le pont devait se trouver près du confluent, qui a néanmoins pu changer d'endroit au fil des siècles. Le pont se situait sur l'itinéraire de voies romaines en provenance de Beauvais par Saint-Martin-Longueau et de Montdidier, et se dirigeant vers Nanteuil-le-Haudouin. La naissance du village est sans doute liée au pont, mais l'occupation humaine est beaucoup plus ancienne. Au Moyen Âge, à une époque indéterminée, le pont disparaît et est remplacé par un bac et une nacelle. Leur entretien est à la charge des habitants, qui profitent certainement du commerce et en tirent une partie de leurs ressources. C'est à peu près tout ce que l'on sait de l'histoire de Rhuis jusqu'au XIVe siècle, hormis quelques mentions du lieu qui permettent tout au plus de suivre l'évolution du toponyme. Politiquement, Rhuis se situe à l'extrémité nord du Valois, et forme une seigneurie commune avec Saint-Germain-lès-Verberie (aujourd'hui un hameau de Verberie), qui était parfois partagée par deux seigneurs. Sur le plan ecclésiastique, Rhuis dépend du doyenné de Béthisy, qui est une subdivision de l’archidiaconé de la Rivière du diocèse de Soissons. Rhuis est en effet le point le plus avancé au nord-ouest du diocèse de Soissons, qui est supprimé à la Révolution française. Les villages voisins de Pontpoint et Roberval sont déjà dans le diocèse de Beauvais, et le hameau de Laborde de Saint-Vaast-de-Longmont est une exclave du diocèse de Senlis, également supprimé à la Révolution. L'évêque de Soissons nomme à la cure. La période de fondation de la paroisse de Rhuis est inconnue, mais ne peut être postérieure au milieu du XIe siècle, quand l'église actuelle est élevée. Les saints patrons de la paroisse et de l'église sont saint Gervais et saint Protais, des jumeaux qui ont été martyrisés à Milan au Ier siècle,.

### Les campagnes de construction de l'église

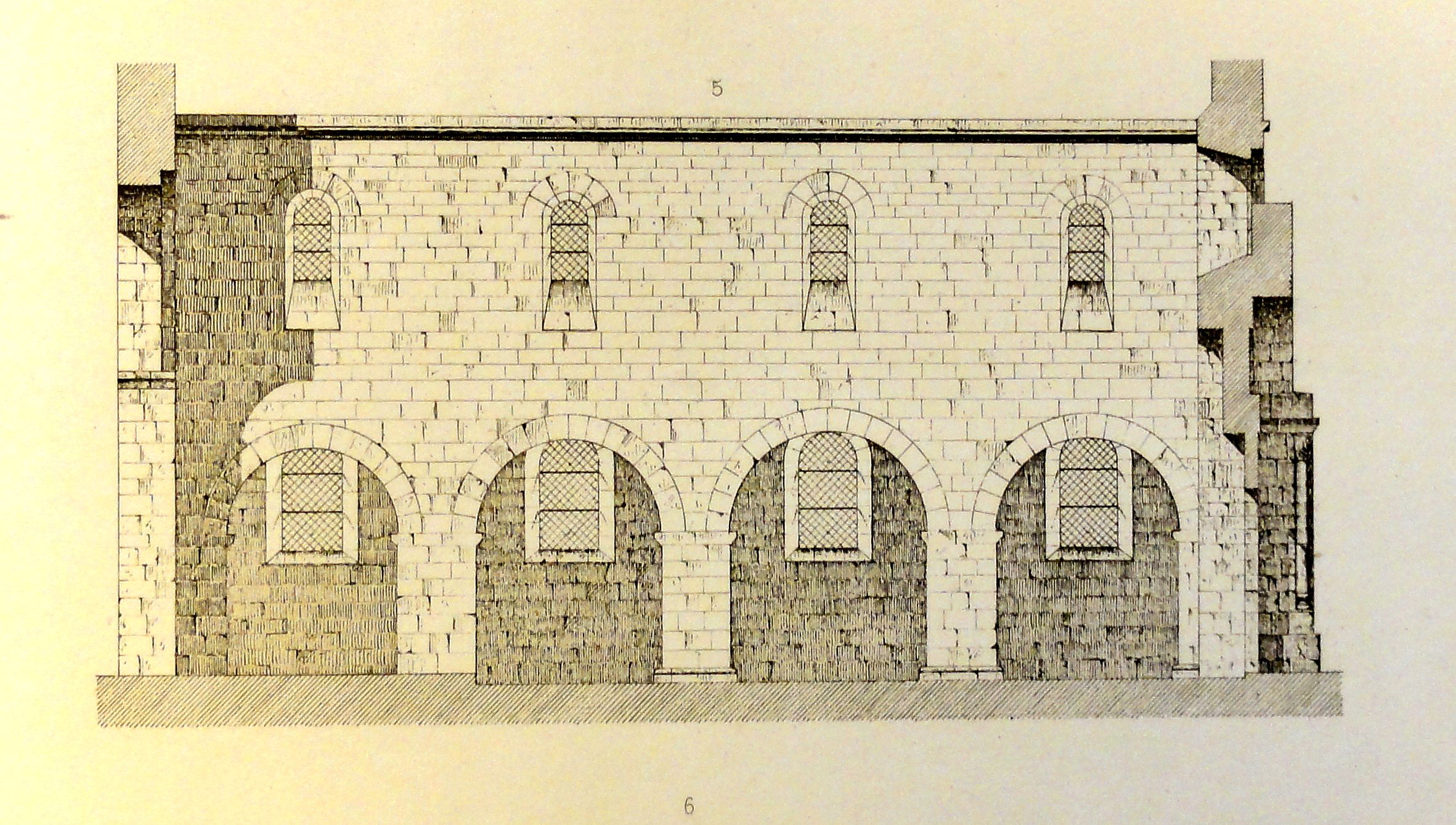
Coupe longitudinale de la nef.

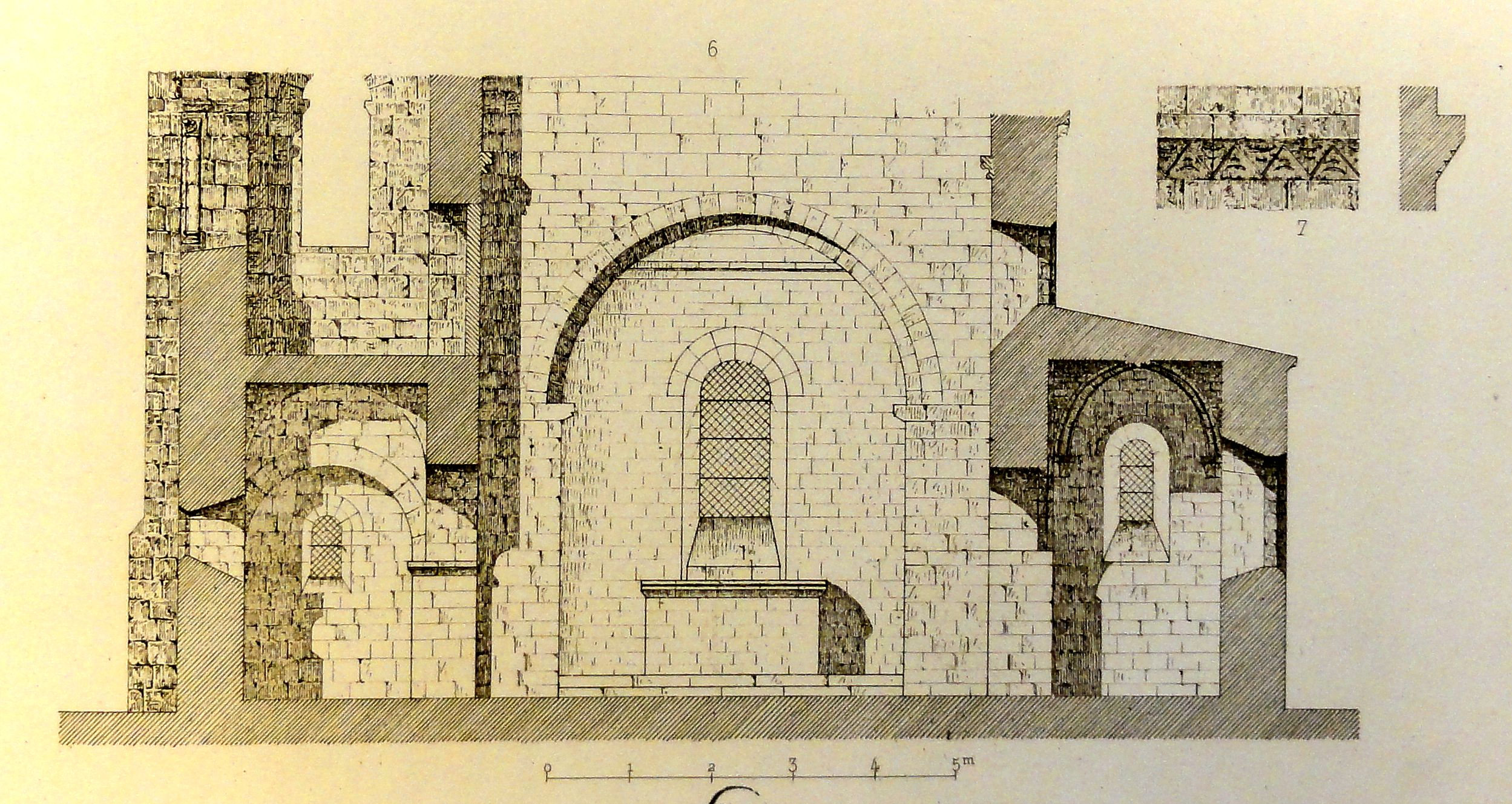
Coupe transversale de la nef et des bas-côtés au niveau de la 4e travée.

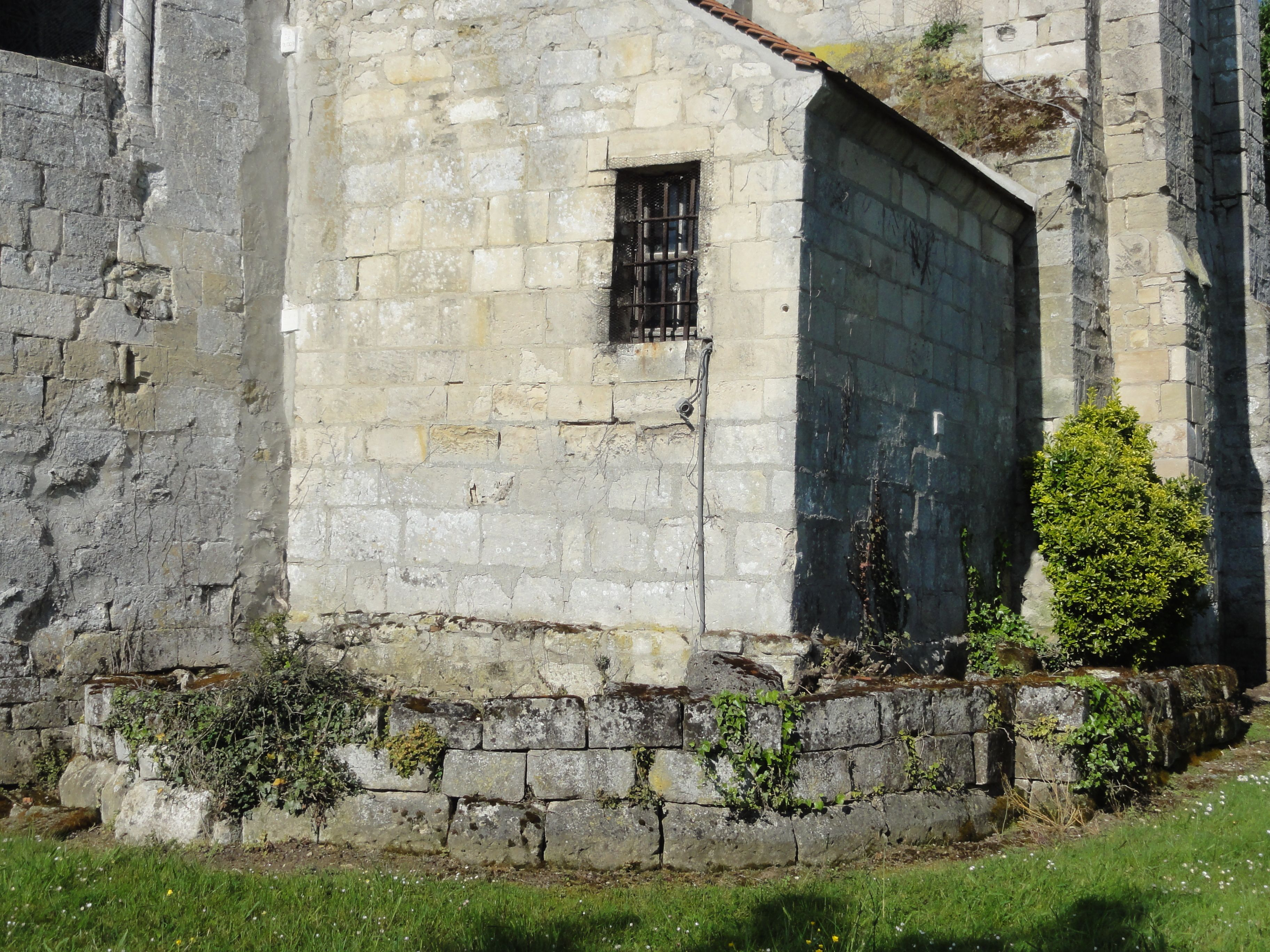
Sacristie et vestiges de l'ancienne chapelle orientée.

Aucun document ne renseignant sur la construction ne s'étant conservé dans les archives, l'analyse archéologique est le seul moyen d'explorer l'histoire de l'édifice, et d'identifier les différentes campagnes de construction. Considérée longtemps comme datant du Xe siècle, la nef a été correctement datée par Eugène Lefèvre-Pontalis au cours des années 1880. Les grandes arcades la faisant communiquer avec les bas-côtés évoquent l'église Notre-Dame-de-la-Basse-Œuvre de Beauvais qui date effectivement du Xe siècle, mais les tailloirs sculptés se retrouvent sous le clocher-porche de Morienval, qui est postérieure au milieu du XIe siècle. À cette époque, l'on élève donc à Rhuis une nef de plan basilical de quatre travées, accompagnée de deux bas-côtés de longueur identique. Son sanctuaire est approximativement carré, et son mur septentrional subsiste probablement encore dans le chœur actuel, tandis que les fondations du mur du chevet plat ont été retrouvées lors de sondages en 1969-1970. Il n'y a apparemment pas encore de clocher. Celui-ci est édifié à partir de 1085 environ au-dessus de la dernière travée du bas-côté nord, qui est entièrement rebâtie à cette occasion. Une arcade est construite à l'ouest, et une voûte d'arêtes remplace le plafond de bois. L'on ne sait toujours pas si le clocher avait une tour jumelle au sud, comme à Morienval. Au minimum la construction d'un second clocher est-elle projetée, car à l'instar de son homologue au nord, la dernière travée du bas-côté sud est également reconstruite. À la même époque, c'est-à-dire à la fin du XIe siècle, le sanctuaire est prolongé vers l'est par une abside en hémicycle. Il a échappé à Eugène Lefèvre-Pontalis que les parties romanes de l'église ne sont pas homogènes. François Deshoulières n'apporte quant à lui aucun élément nouveau à la datation. C'est Dominique Vermand qui est le premier à tenir compte des chapiteaux, qui flanquent les baies du clocher et de l'abside. L'on trouve parmi eux des chapiteaux à godrons, qui sont introduits en Normandie vers 1080 / 1085, et apparaissent dans l'Oise environ cinq ans plus tard. Le style des autres chapiteaux et le type des contreforts parlent également en faveur d'une date à la fin du XIe siècle. L'église prend donc sa physionomie actuelle avant 1100,,,.
Le gable du portail occidental semble aussi dater de la fin du XIe siècle. Deux modifications interviennent encore au XIIe siècle. Entre 1125 et 1130, la dernière travée du bas-côté sud est partiellement reconstruite. Son mur oriental est refait, et la supposée voûte d'arêtes est remplacée par une petite voûte d'ogives. Elle paraît un peu irrégulière et maladroite, et comme l'a déjà remarqué Eugène Lefèvre-Pontalis, porte les caractéristiques des plus anciennes voûtes d'ogives. Dominique Vermand a répertoriée une quarantaine d'églises dans le département de l'Oise qui conservent des voûtes d'ogives antérieures à 1150. Selon cet auteur, le lancement de la voûte fait suite au renoncement à la construction du second clocher, ou sinon à son effondrement : Une telle catastrophe peut expliquer pourquoi le mur du chevet du bas-côté sud est reconstruite pour une seconde fois (il l'a sans doute déjà été à la fin du siècle précédent, comme au nord), et pourquoi le mur méridional du chœur est lui aussi construit à neuf. Ces reconstructions ayant fait disparaître les traces d'un éventuel effondrement, la question du second clocher est susceptible de rester pour toujours sans réponse. — Pour venir à la seconde modification, elle porte sur l'adjonction d'une chapelle orientée devant le mur oriental du clocher, au nord du chœur. Elle se compose d'une travée droite voûtée d'ogives, et d'une abside voûtée en cul-de-four. Sans expliquer ses motifs, Dominique Vermand date cette chapelle de 1150 / 1160 environ. Puisqu'elle a été détruite à une date indéterminée, il faut se tenir à l'étude des vestiges. L'arrachement de la voûte est encore visible depuis la sacristie, qui a été édifiée à l'emplacement de la travée droite, sans doute au XVIIIe siècle. Deux bases de colonnes posées en biais ont également été retrouvées, et prouvent le voûtement d'ogives. En revanche, l'absence de bases dans l'abside indique un cul-de-four non nervurée. Abstraction fait de cette archaïsme, la chapelle devait être semblable à celle, édifiée à la même époque, devant le chevet du bas-côté nord de l'église voisine de Saint-Vaast-de-Longmont,,.

### L'évolution de l'édifice depuis leXIIIesiècle

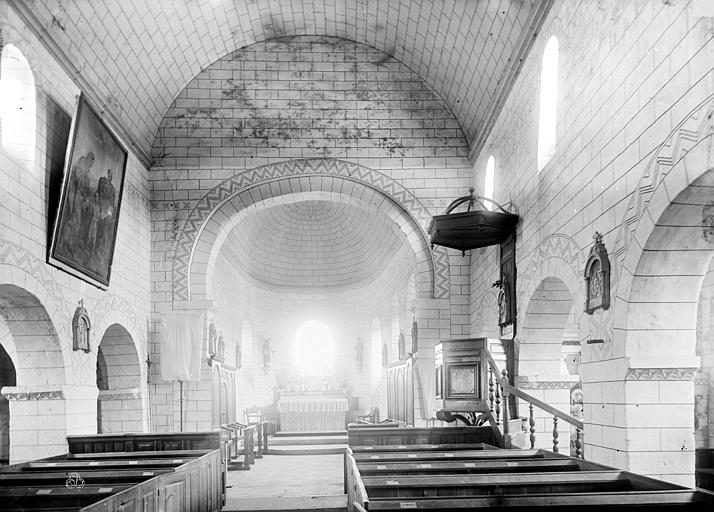
Vue intérieure au début du XXe siècle s.

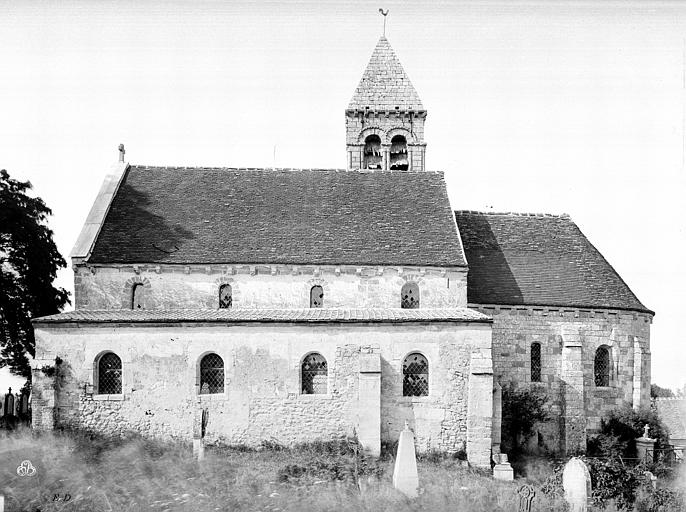
Élévation sud au début du XXe siècle s.

L'art roman est rapidement considéré comme désuet à la période gothique, mais les générations qui se succèdent demeurent sensibles aux qualités esthétiques des portails et des clochers romans, comme le prouvent leur très grand nombre conservé dans la région, ou d'audacieuses reprises en sous-œuvre de clochers romans, comme à Ennery, Jouy-le-Moutier, Rully ou Sarcelles, ayant pour seul but de préserver le clocher roman au-dessus d'un édifice gothique. Si un village est prospère, le chœur roman est le plus souvent remplacé par un chœur gothique au XIIIe siècle au plus tard, comme à Béthisy-Saint-Martin, Rully, Saint-Vaast-de-Longmont, Saintines, Trumilly, etc. À Rhuis, c'est sans doute la petite taille du village qui évite une telle mesure onéreuse (au XVIIIe siècle, le nombre d'habitants fluctue entre 90 et 115, et rien n'indique que le village est plus grand au Moyen Âge). Une autre raison de la survivance de l'église romane dans sa totalité est l'absence de destructions par faits de guerre. En 1358, lors de la Grande Jacquerie, des habitants rejoignent les Jacques lors de leur marche sur Senlis après leur échec à Compiègne, mais la révolte ne fait pas de dégâts sur place. D'après Louis Bardon, Rhuis est également épargnée par la guerre de Cent Ans, et l'auteur n'a pas trouvé davantage d'allusions à des souffrances résultant des guerres de religion de la seconde moitié du XVIe siècle. Afin de rendre l'église plus claire, de nouvelles baies sont percées dans les murs des bas-côtés au XVIIIe siècle, trois au nord et quatre au sud. Une opération analogue est menée à Saint-Vaast-de-Longmont, et à de différentes époques, dans la plupart des nefs romanes. En 1878, une fausse voûte en berceau dissimulant la charpente de la nef est construite, et les murs gouttereaux des bas-côtés sont exhaussés afin de pouvoir y créer des voûtes identiques, en bois et plâtre. Les traces de ces aménagements ont disparu lors de la restauration des années 1964-1970. Il est remarquable que les fenêtres hautes de la nef ne sont pas obstruées, grâce à des toits en appentis très faiblement inclinés. À l'intérieur, les murs sont enduits pour les rendre parfaitement lisses, et l'ensemble est recouvert d'un badigeon. Celui-ci est peint en faux appareil, avec des motifs géométriques d'inspiration néoromane, sans doute au XIXe siècle,.

### La paroisse de Rhuis à la Révolution et au débutXIXesiècle
Il serait intéressant de donner un aperçu de la vie paroissiale au fil des siècles, mais Louis Bardon n'a rien trouvé d'autre que les registres paroissiaux, qui n'apparaissent qu'au début du XVIIe siècle et ne fournissent pas beaucoup plus que des indices sur le développement démographique du village. D'après les calculs d'Annie Jaussaud-Journa, qui se base sur les registres paroissiaux, le nombre moyen des naissances s'établirait d'au minimum 5,1 par an au XVIIe siècle. Le nombre de décès est généralement plus bas, ce qui conduit à une augmentation de la population au XVIIIe siècle, sur un niveau qui reste toujours très modeste. L'on ne célèbre qu'un ou deux mariages par an au maximum, et souvent aucun. — Jusqu'au début de l'année 1791, la Révolution française n'influe guère la vie quotidienne à Rhuis, et rien ne change. Personne ne rejoint les armées révolutionnaires, contrairement à Noël-Saint-Martin. Le premier événement enregistré au cours de la Révolution est le serment prêté à la constitution civile du clergé par le curé Pierre-Barthélémy Casteres, en date du 16 janvier 1791, à 11 h 00, à l'église. Les curés des paroisses voisines prêtent tous serment entre le 13 et le 23 janvier, et il paraît qu'ils se soient décidés ensemble. Le 2 avril, Claude Duvivier, expert nommé par le district de Crépy, procède à l'inventaire des biens de la cure de Rhuis en vue de leur vente aux enchères comme bien national. L'ensemble représente une valeur de 1 474 livres, ce qui n'est pas une somme très importante, et Pierre Havy, marchand de bois à Rhuis, soumissionne pour l'ensemble,.
Le curé devient fonctionnaire de l'État, et son traitement est provisoirement fixé à 1 200 livres par an. Mais l'abbé Casteres meurt à Rhuis le 4 mai 1793 à l'âge de soixante-huit ans, ce qui lui épargne de vivre la suppression du culte. Il n'est pas remplacé. Le culte de la Raison est officiellement instauré le 9 octobre 1793, mais il ne semble pas qu'il soit célébré à Rhuis. Au début de l'année 1794 (pluviôse an II), l'on procède à l'inventaire des objets se trouvant dans l'église. N'y figurent que les ornements sacerdotaux et du textile, souvent en mauvais état, ainsi qu'un coffre, une armoire et une boîte pour conserver les cierges. Reste également le presbytère avec sa basse-cour et son jardin, près du calvaire au carrefour au centre du village. L'ensemble est vendu le 9 avril (20 germinal), et rapporte 671 livres. Les acquéreurs sont des habitants, qui veulent ainsi préserver les pièces en attendant de meilleurs jours. Personne à Rhuis ne se montre fervent révolutionnaire et le village reste toujours calme, mais le conseil municipal se résout néanmoins à vendre les pièces d'argenterie et les vases sacrés de l'église, et l'une des deux cloches est envoyée à la fonte. Vu la petite taille du village et l'absence de prêtre, le culte n'est pas rétabli dès la levée de l'interdiction, mais seulement vers 1800. À ce moment, le père Dusseret, génovéfain de Verberie, se retire à Rhuis, et semble occuper la fonction du curé sans nomination officielle par l'évêque. Il fait également fonctionner une école, qui attire des enfants des familles aisées des environs. Cette situation dure jusqu'en 1807, quand la santé du père Dusseret décline. Rhuis est alors rattaché à la paroisse de Pontpoint.
La Révolution n'a apparemment pas diminué les reliques de l'église, qui en 1834 sont encore très nombreuses. Elles ne sont pour autant pas mentionnées dans les inventaires, ce qui s'explique sans doute par le fait que les habitants les avaient cachées en craignant qu'elles ne soient perdues. Louis Graves mentionne un morceau de la Vraie Croix, un morceau du linceul de saint Denis, des fractions d'ossements de saint Thomas, de saint Étienne, de sainte Marguerite, de saint Sulpice le Pieux, et des deux saints patrons de l'église, saint Gervais et son frère jumeau saint Protais. Le deuxième dimanche suivant Pâques, ces reliques d'une haute antiquité donnent lieu à un pèlerinage attirant un grand nombre de fidèles. En 1856, un curé est de nouveau nommé à Roberval, et pendant un siècle, Rhuis forme une paroisse avec ce village voisin, puis revient vers la paroisse de Pontpoint (voir ci-dessous).

### La restauration de l'église

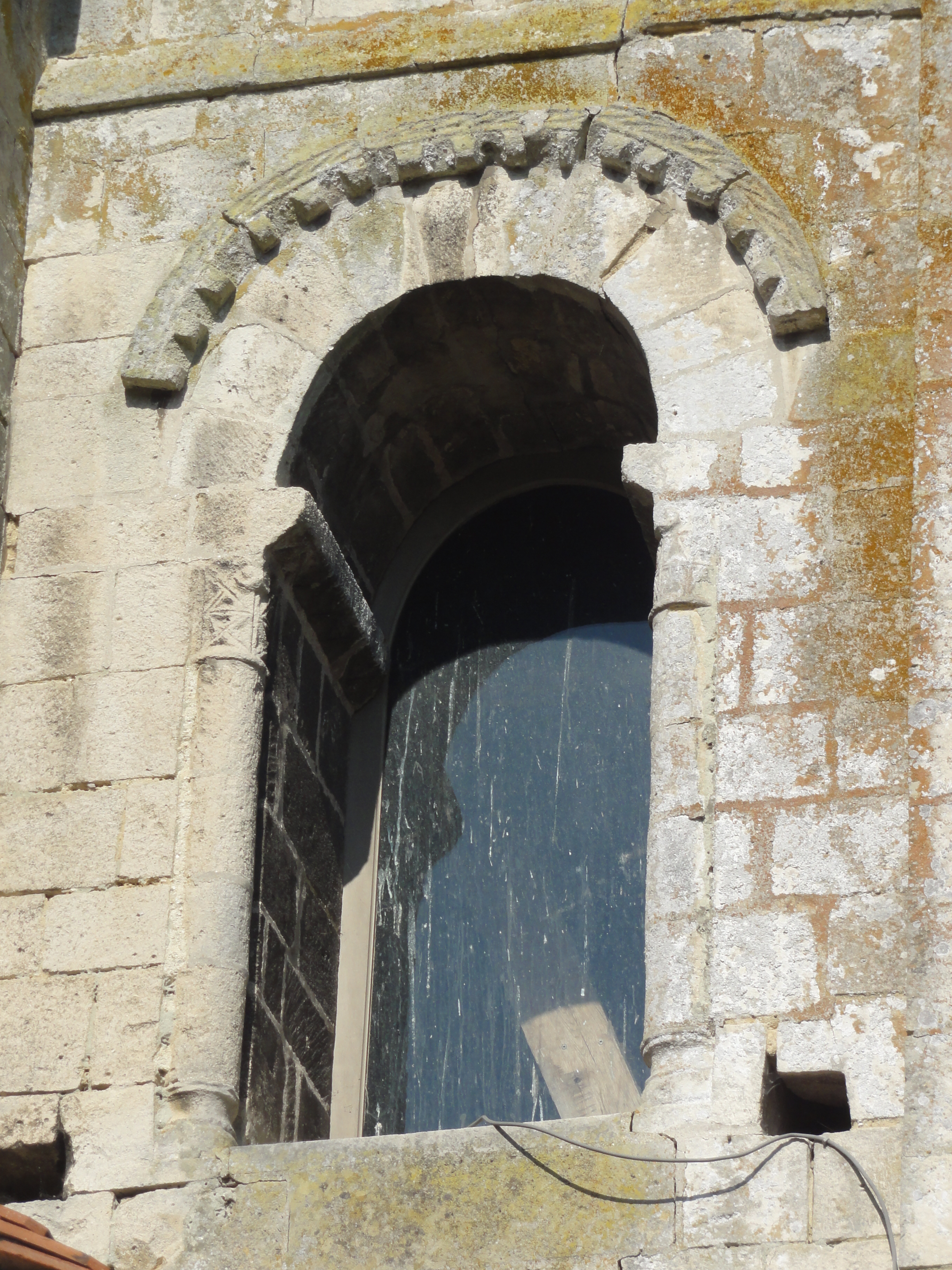
Depuis la restauration, les baies du premier étage du clocher sont vitrées.

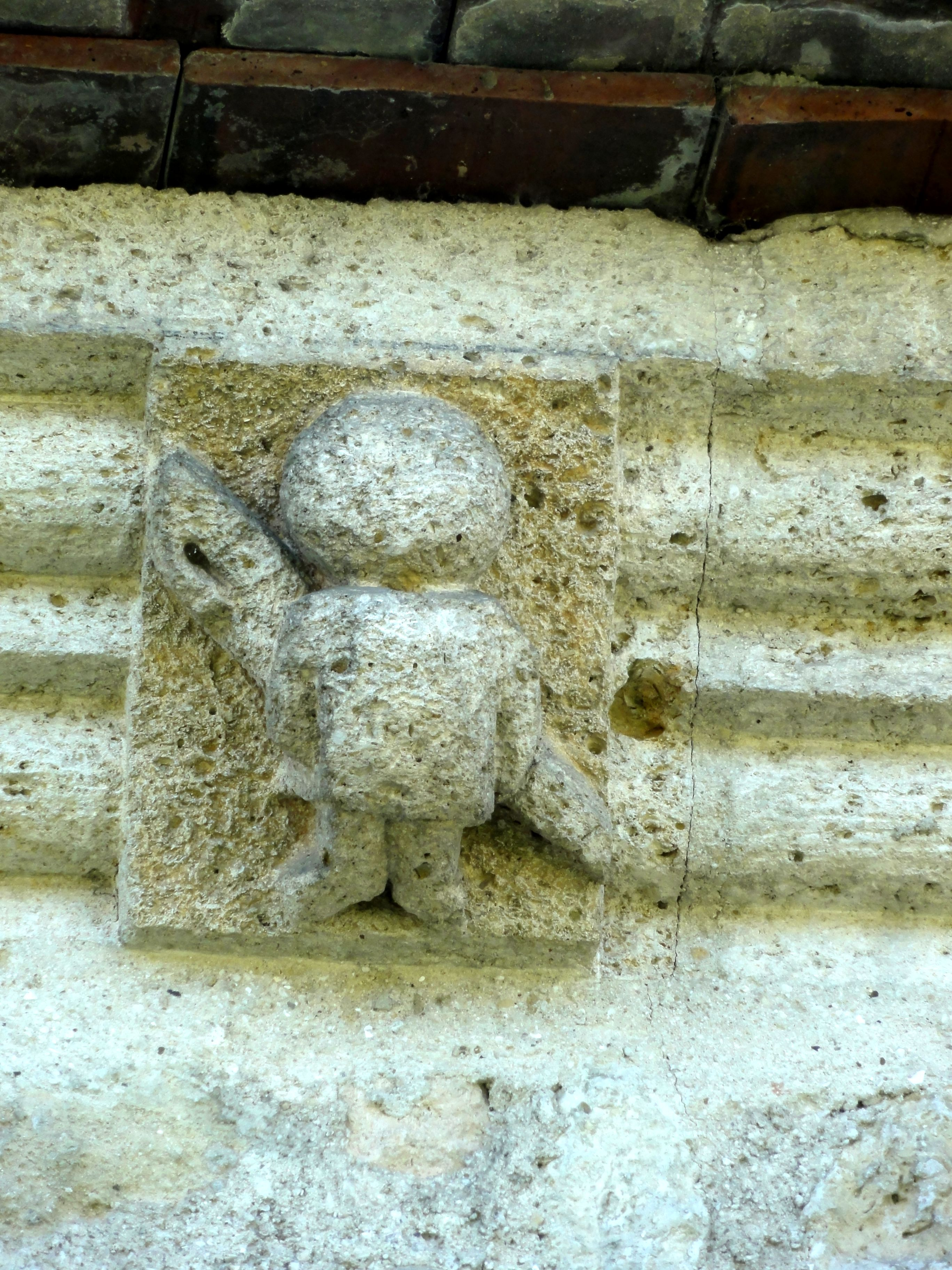
Modillon « pointe BiC ».

L'église est classée monument historique bien tardivement par arrêté du 20 septembre 1894, année de la parution de la première étude de l'église dans L'Architecture religieuse dans l'ancien diocèse de Soissons au XIe et au XIIe siècle par Eugène Lefèvre-Pontalis. Un second article sur l'église est publié par François Deshoulières en 1939. Il est illustré d'un plan de l'église dessiné par l'architecte en chef des monuments historiques fraîchement nommé Jean-Pierre Paquet. Ce plan ne repose pas sur des relevés effectués sur place mais reproduit le plan erronée publié en 1894 par Eugène Lefèvre-Pontalis, et qui ne montre pas l'inclinaison du chœur vers le nord. En 1964, Jean-Pierre Paquet est chargé de la direction des travaux de restauration de l'église. Cette restauration dure six ans, et selon Dominique Vermand, est en tous points remarquable. L'approche est celui du XIXe siècle : on vise en effet à restituer l'état d'origine, c'est-à-dire, celui du milieu du XIIe siècle, après le voûtement d'ogives de la chapelle du sud, sans toutefois reconstruire la chapelle orientée au nord. Toutes les traces des modifications antérieures doivent être effacées. La doctrine contemporaine est tout au contraire de respecter aussi les résultats des différents remaniements qu'un édifice a pu connaître au cours de son existence. Or, à Rhuis, ces remaniements ne sont pas très nombreux, bien qu'altérant considérablement l'aspect intérieur et extérieur de l'église, et les témoins de l'état antérieur sont suffisants pour éviter que les restaurateurs ne doivent émettre des hypothèses non vérifiables, ou carrément inventer. L'imagination du sculpteur Bourdet, chargé de la reconstitution des corniches des bas-côtés, est seulement mise à contribution pour remplacer les modillons manquants. Un autre facteur qui entre en jeu est le financement d'une grande partie des travaux par un généreux mécène, le baron Marcel Bich, qui habite le manoir de Saint-Germain-lès-Verberie, à proximité de Rhuis.
Le baron Bich formule justement le vœu de restituer l'état d'origine. Le sol de la nef est donc abaissé à son ancien niveau, de sorte que l'on doit descendre cinq marches après avoir franchi le portail, et dallé de pierre. Les fausses voûtes en berceau de la nef et des bas-côtés sont démolies, et les murs des bas-côtés sont ramenés à leur hauteur d'origine, légèrement plus faible. Lors de l'exhaussement des murs en 1878, les corniches des bas-côtés s'étaient perdues, en ne laissant subsister que quelques vestiges des tablettes : ces corniches doivent donc être entièrement refaites à neuf. Les tablettes imitent les éléments retrouvés, trop dégradés pour être conservés, alors que les modillons doivent être réinventés. Le sixième modillon au nord, en comptant depuis la droite, représente le logotype de la marque BiC, un bonhomme avec une pointe BiC. Au niveau de la nef et du chœur, seulement les éléments les plus dégradés des corniches ont besoin d'être refaits. Les fenêtres des bas-côtés datant du XVIIIe siècle sont bouchées, et à partir de deux piédroits et un linteau monolithique conservés, les quatre baies d'origine sont restituées. La nef reçoit une nouvelle charpente apparente conforme aux usages à la période romane. Tout l'intérieur est débadigeonné, puis un crépi est appliqué aux murs en moellons, dans le respect des techniques du Moyen Âge. Les fenêtres sont agrémentés de vitraux peints en grisaille. Les bancs, la chaire, les statues, les tableaux et une bonne partie du mobilier sont supprimés, en ne conservant que les autels, les fonts baptismaux, un lutrin et quelques petits objets. Désormais les fidèles prennent place sur des chaises. Des chandeliers sont accrochés à l'intérieur des grandes arcades, et complètent l'éclairage électrique, qui est complètement absente de la nef et limité au sanctuaire et aux bas-côtés, de sorte que les installations ne soient pas trop visibles.

### Les fouilles archéologiques

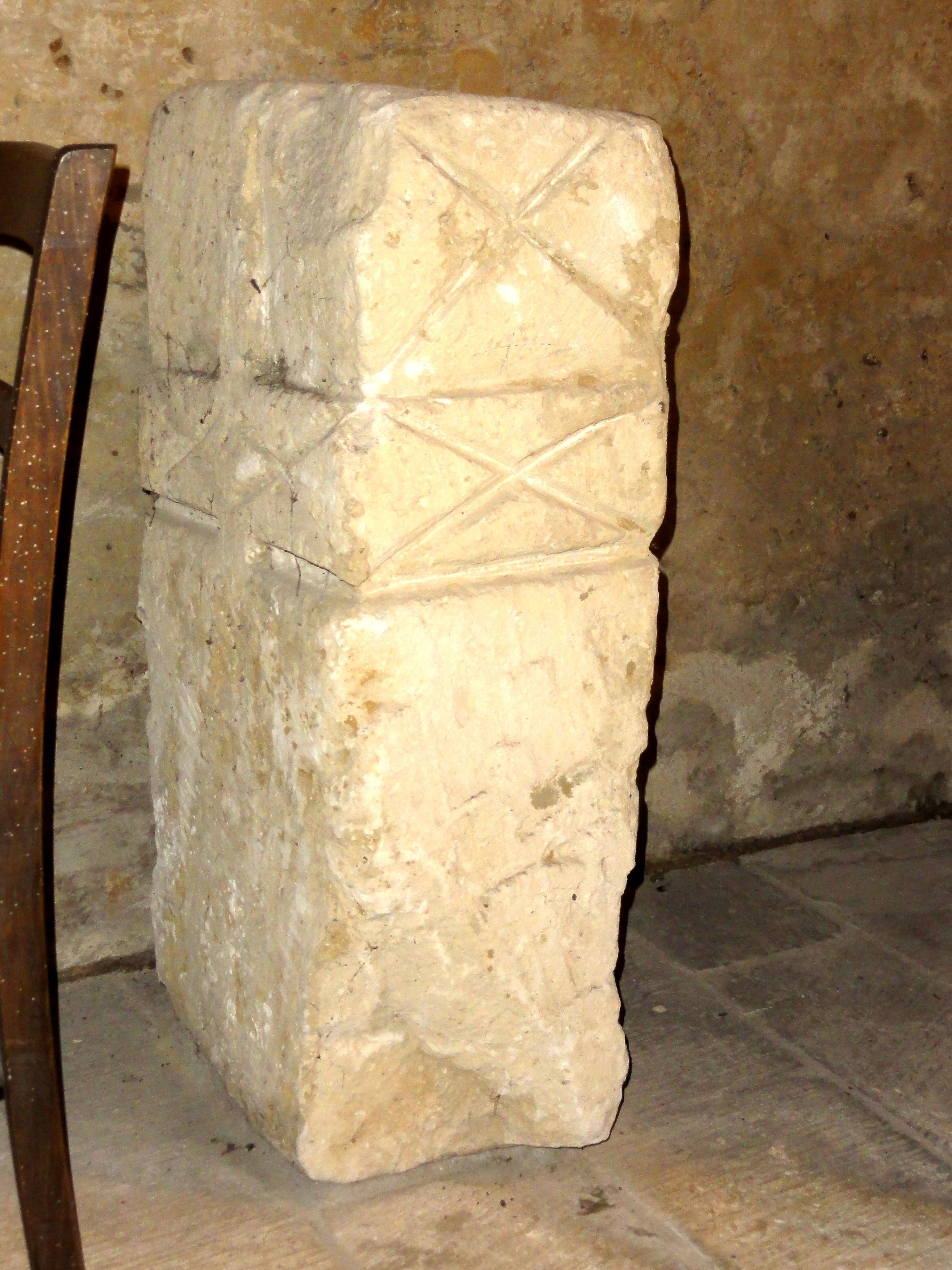
Bloc à lignes gravées.

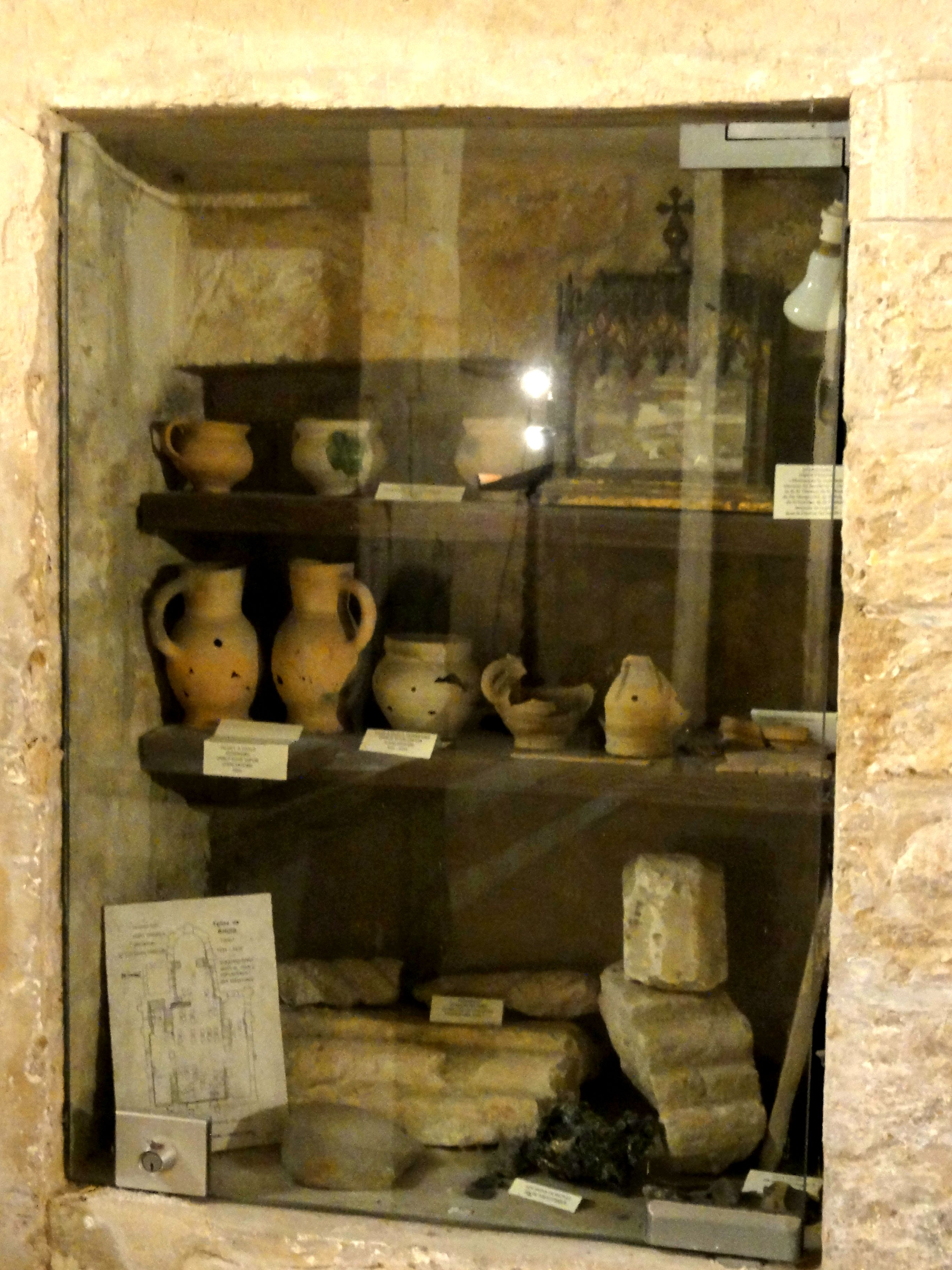
Mobilier des fouilles.

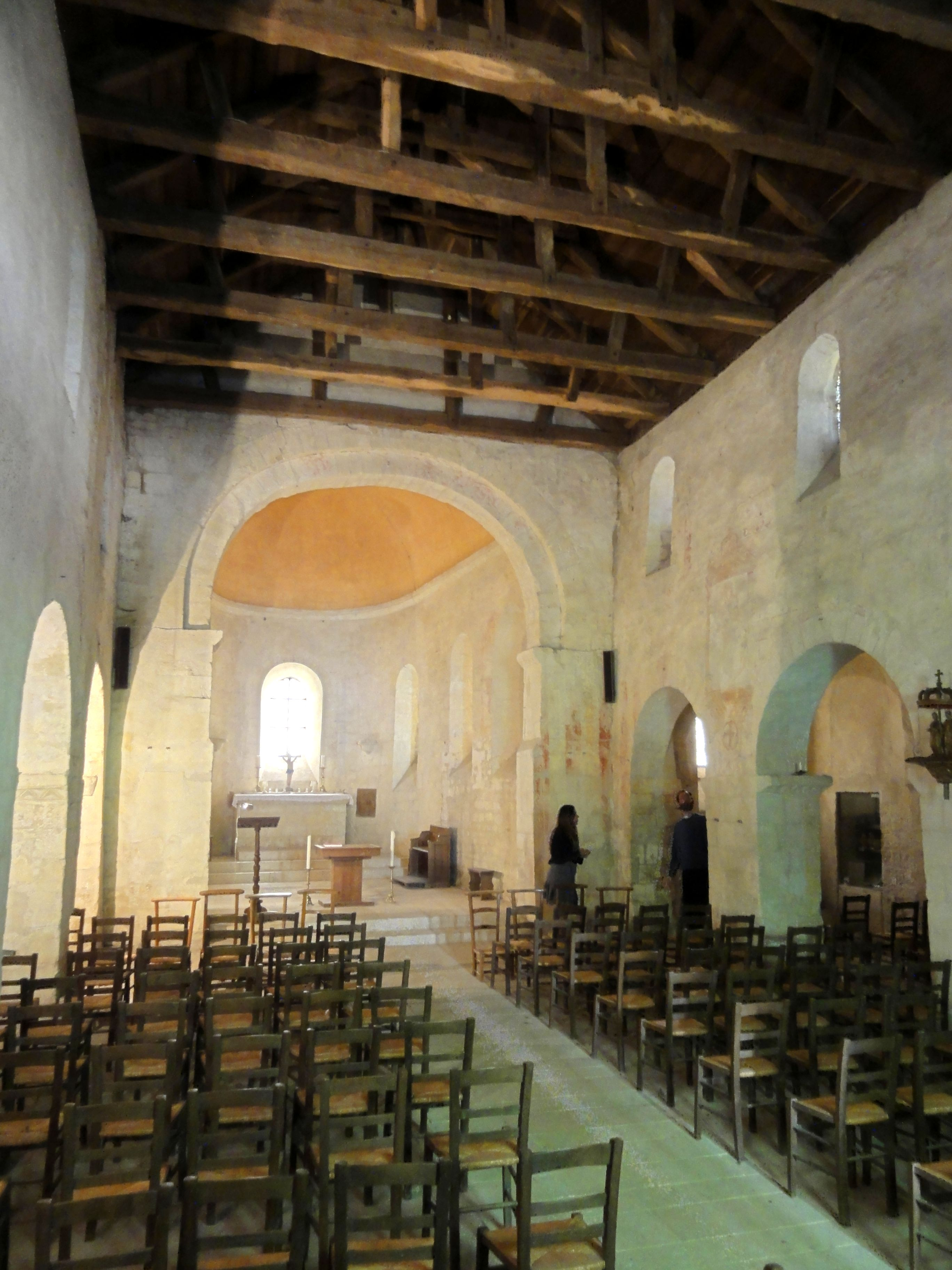
Nef, vue vers l'est.

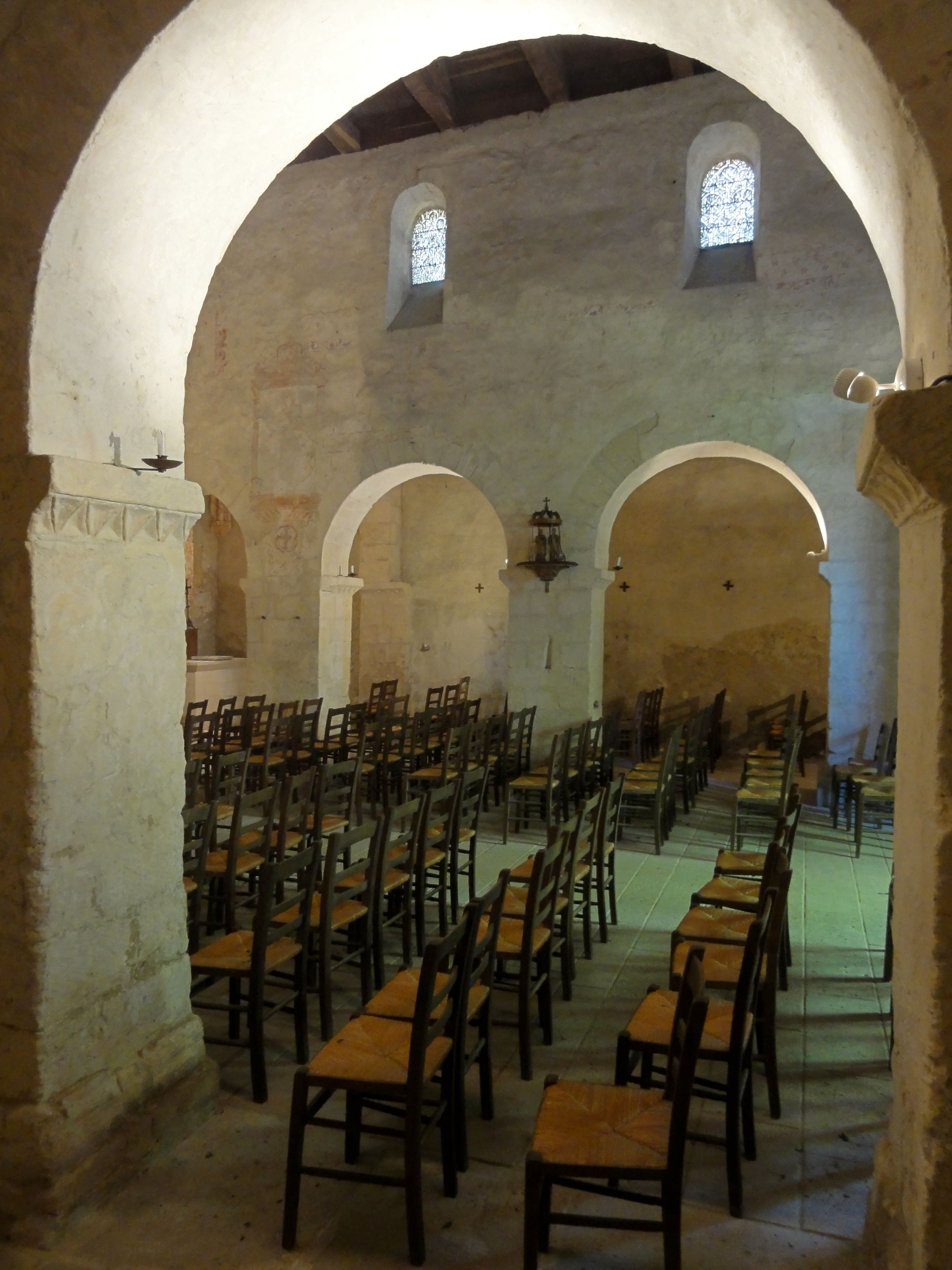
Bas-côté nord, vue par la 2e grande arcade.

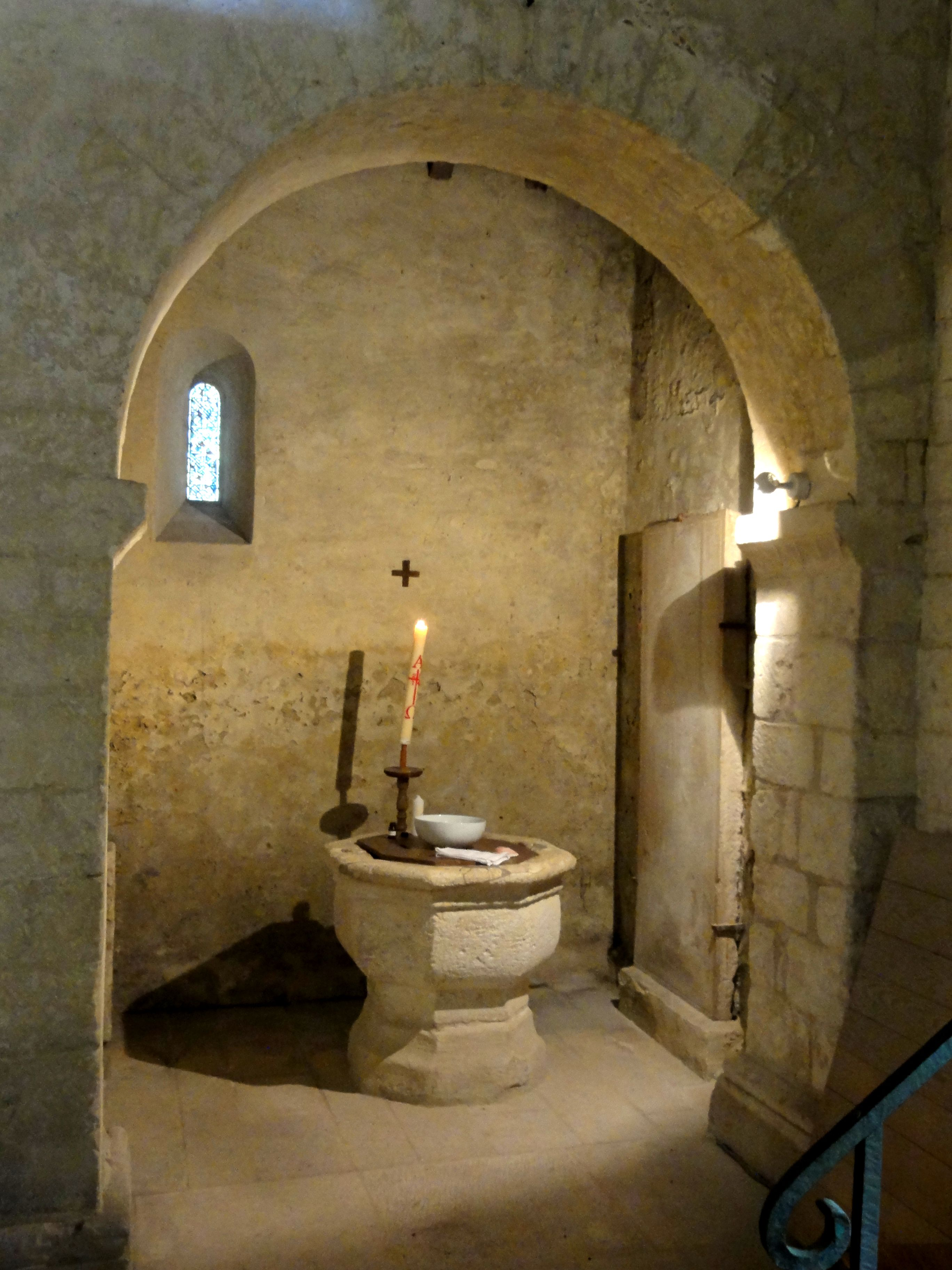
Première grande arcade du sud - chapelle baptismale.

L'église est fouillée pour la première fois dans son histoire entre le 25 octobre 1969 et le 30 avril 1970 à la demande de la Direction régionale des antiquités historiques et de M. Paul Dassonville, maire de Rhuis. Les fouilles interviennent avant la dernière étape de la restauration, après la dépose du carrelage sol du XIXe siècle. Le but est double : retrouver les substructions d'éventuelles églises antérieures, et fournir des éléments pour la datation précise de l'église actuelle. Il s'agit de fouilles de sauvetage, qui doivent s'insérer dans un calendrier serré, ce qui détermine la technique de fouille, à coups de sondages. La direction est assurée par Jean-Claude Malsy et Hervé Margot. Aucun édifice antérieur n'est finalement retrouvé, et il s'avère que l'église est apparemment bâtie sur un cimetière mérovingien. La stratigraphie et le mobilier archéologique ne livrent pas d'indices pour une datation plus exacte de l'ensemble formé par la nef et les bas-côtés, mais l'on découvre que les fondations des piliers sont liées sous les grandes arcades de la nef ; que la pile sud-est du clocher a été renforcée ; que les piliers à la fin des grandes arcades et les piliers de l'arc triomphal ouvrant dans le chœur sont issues d'une même campagne de construction ; et que la dernière travée du bas-côté sud dispose de fondations plus solides que le reste du bas-côté, ce qui confirme l'hypothèse du projet d'un second clocher resté lettre morte, ou de l'effondrement de ce clocher quelques décennies après sa construction. L'on trouve aussi les fondations au départ du mur du chevet primitif, côté nord, à l'endroit où l'on voit ce qui évoque un contrefort plat interne.
Un autre constat aura un impact sur l'orientation de la dernière phase de la restauration : il se trouve que le sol du XIe siècle était situé à plus d'un mètre en dessous du niveau du sol d'alors, et ce à ce niveau que l'intérieur de l'église est déblayée par la suite, et que les nouvelles dalles de pierre sont posées. Près du pilier sud de l'arc triomphal, l'on trouve un bloc rectangulaire gravé de lignes géométriques. Il est toujours visible près des fonts baptismaux. Trente-et-un sarcophages sont mis au jour, que le temps imparti n'a pas permis d'étudier à fond. Sauf dans un cas, les pieds sont toujours tournés vers l'est, de sorte que le regard des défunts est tourné vers le levant s'ils inclinent la tête. La profondeur des sépultures est sans rapport avec leur âge, et les céramiques trouvés près des tombes appartient à des types qui étaient courants du XIIe au XVIe siècle, si bien que la datation s'avère impossible. Les différents vases et autres débris sont aujourd'hui exposés dans une vitrine dans la chapelle sud. En conclusion, l'existence d'un chevet plat primitif est la seule véritable surprise, car aucun auteur n'avait encore mentionné l'éventualité de son existence. Les fouilleurs proposent aussi une datation des campagnes de construction de l'église, qui semble davantage influencé par les auteurs anciens, tels que Louis Graves et Emmanuel Woillez, que par les résultats des fouilles et par des connaissances de l'architecture religieuse. La nef et les bas-côtés auraient été édifiés autour de l'an mil, et le clocher et l'abside en hémicycle pendant la première moitié du XIe siècle. Dominique Vermand a démontré qu'il faut rajeunir ces deux campagnes d'une cinquantaine d'années.

### Les curés de Rhuis
- Vers 1390 : l'abbé Pierre des Voynes (premier curé dont le nom reste connu ; ensuite, lacune jusqu'au début du XVIIe siècle)[25].
- Vers 1547, un ancien curé de Rhuis puis de Verberie devient aumônier de Catherine de Médicis en raison de ses grandes connaissances en astrologie[26].
- Vers 1600-1636 : l'abbé François Le Moine (absent et remplacé en 1607 / 1608 et du 1er novembre 1614 au 1er mai 1616, quand il doit servir comme aumônier au régiment de Rambures). En novembre 1636, il enterre douze paroissiens morts de la peste, et meurt lui-même le 20 novembre.
- 1607-1608, par intérim : l'abbé Cardin Houlet, vicaire installé par l'abbé Le Moine. Au retour du curé, fâché de devoir quitter le poste, il déchire les régistres paroissiaux qu'il a tenus.
- 1637 - 1643 : l'abbé Philippe Habart. Il aurait mené une vie très languissante, et serait mort en sortant d'un bain avec plusieurs sortes d'herbes qu'il aurait pris après souper.
- 2 décembre 1643 - 1661 : l'abbé Matthieu Colombe.
- 1661-1693 : l'abbé Benoît Fontaine.
- 1693-1722 : l'abbé Étienne Lesueur, ancien curé de Saint-Germain-lès-Verberie.
- 1723-1726 : l'abbé Pierre Havart.
- 1727-1738 : l'abbé J. de Rouvray.
- 1738-1753 : l'abbé Jean-François Soyer.
- 1754-1793 : l'abbé Pierre-Barthélémy Casteres.
- Vers 1800 - 1807, à titre non officiel : l'abbé Dusseret, ancien religieux génovéfain.
- 1808-1825 : l'abbé Denis Demorlaine, curé de Pontpoint.
- 1825, par intérim : l'abbé François Barbier, curé de Villeneuve-sur-Verberie.
- 1825-1827 : l'abbé Abraham, curé de Roberval.
- 1827-1832 : l'abbé Benoît Leclerc, curé de Pontpoint.
- 1832-1856 : l'abbé Charles Deprie, curé de Pontpoint.
- en 1856 : l'abbé Vincent Fleury, curé de Roberval.
- 1857-1861 : l'abbé Jules Manuel, curé de Roberval.
- 1861-1874 : l'abbé Désiré Paris, curé de Roberval.
- 1875-1888 : l'abbé Joseph Armand Clozier, curé de Roberval.
- 1888-1895 : l'abbé Bordes, curé de Roberval.
- 1898-1900 : l'abbé A. Laire, curé de Roberval.
- 1900-1909 : l'abbé Vialaret, curé de Roberval.
- 1909-1912 : l'abbé Carbonnier, curé de Roberval.
- 1912-1920 : l'abbé Le Goffic, curé de Roberval.
- 1920-1957 : l'abbé Henri Charles, (dernier) curé de Roberval[25].
- En 1957, Roberval est de nouveau rattaché à la paroisse de Pontpoint.
- Depuis 2003, il n'y a plus de prêtre résident à Pontpoint. La paroisse de Pontpoint et Fleurines est définitivement réunie à la paroisse Sainte-Maxence de Pont-Sainte-Maxence.

## Description

### Aperçu général

Plan de l'église.

Alignée exactement sur la Grande-Rue, l'église est orientée un peu irrégulièrement vers le nord-sud-est du côté du chevet, ce qui correspond au « levant d'hiver ». Le plan de l'église est assez simple : elle se compose d'une nef de plan basilical, qui communique avec ses bas-côtés par quatre grandes arcades au nord et au sud, et d'un chœur assez spacieux. La nef est recouverte d'une charpente apparente, et les bas-côtés possèdent des plafonds plats lambrissés, qui excluent néanmoins les dernières travées. Celles-ci forment des chapelles, séparées du reste du bas-côté par un arc diaphragme. La chapelle du nord sert de base au clocher, et est voûtée d'arêtes. La chapelle du sud est voûtée d'ogives. Le chœur comporte une partie droite, qui correspond au chœur d'origine à chevet plat, et une abside en hémicycle. Entre la voûte en berceau de la partie droite et la voûte en cul de four de l'abside, la transition est imperceptible. Une chapelle orientée a été bâtie à l'est du clocher au milieu du XIIe siècle ; seulement les trois premières assises et les fondations en subsistent. Une petite sacristie carrée a été édifiée à la place de la chapelle. L'église possède deux accès : le portail occidental de la nef, et le portail latéral du bas-côté nord, près du clocher.
Eugène Lefèvre-Pontalis n'a pas trouvé d'autres églises du XIe siècle suivant le même plan dans la région. Il oublie les nefs basilicales de Breuil-le-Vert, Cinqueux, Montmille, Sacy-le-Grand, Saint-Rémy-l'Abbaye (commune d'Agnetz) et Sarron. Ce sont les exemples les plus occidentaux, le plan étant le plus répandu dans le pays de la Meuse et de la Moselle. Au XIIe siècle, des architectes élevèrent des édifices religieux conformes à ce type dans le diocèse de Soissons, comme Berzy-le-Sec, Ciry et Fontenoy. Dominique Vermand qualifie l'église Saint-Gervais-Saint-Protais comme « l'un des édifices romans les plus anciens et les plus attachants de l'Oise ». Elle « constitue un monument exemplaire de la situation de l'architecture religieuse de la région moyenne du bassin de l'Oise au XIe siècle, caractérisée à la fois par la persistance des traditions carolingiennes parfois ravivées par l'apport des terres d'Empire - sensible dans l'adoption du plan basilical de la nef et des tours de chevet - et par l'ouverture, dans le dernier quart du siècle, aux influences de l'architecture normande, que traduisent bien la présence du chapiteau à godrons de l'abside, puis la construction, vers 1125, d'une voûte d'ogives à la dernière travée du bas-côté sud ». Pour Anne Prache, « la petite église de Rhuis, malgré ses campagnes de construction successives et ses réfections, apparaît comme un des ensembles romans les mieux préservés de la région, car, à part la voûte d'ogives du bas-côté sud, tout est roman. La nef est caractéristique du XIIe siècle. Le chevet, prévu pour être accoté de tours, montre l'influence des monuments voisins de Morienval et de Senlis. C'est donc, dans sa sobriété, un exemple privilégié de l'art roman de l'Île-de-France. Le décor du portail et du portail occidental ajoute encore une note typiquement régionale au monument ».

### Intérieur

#### Nef

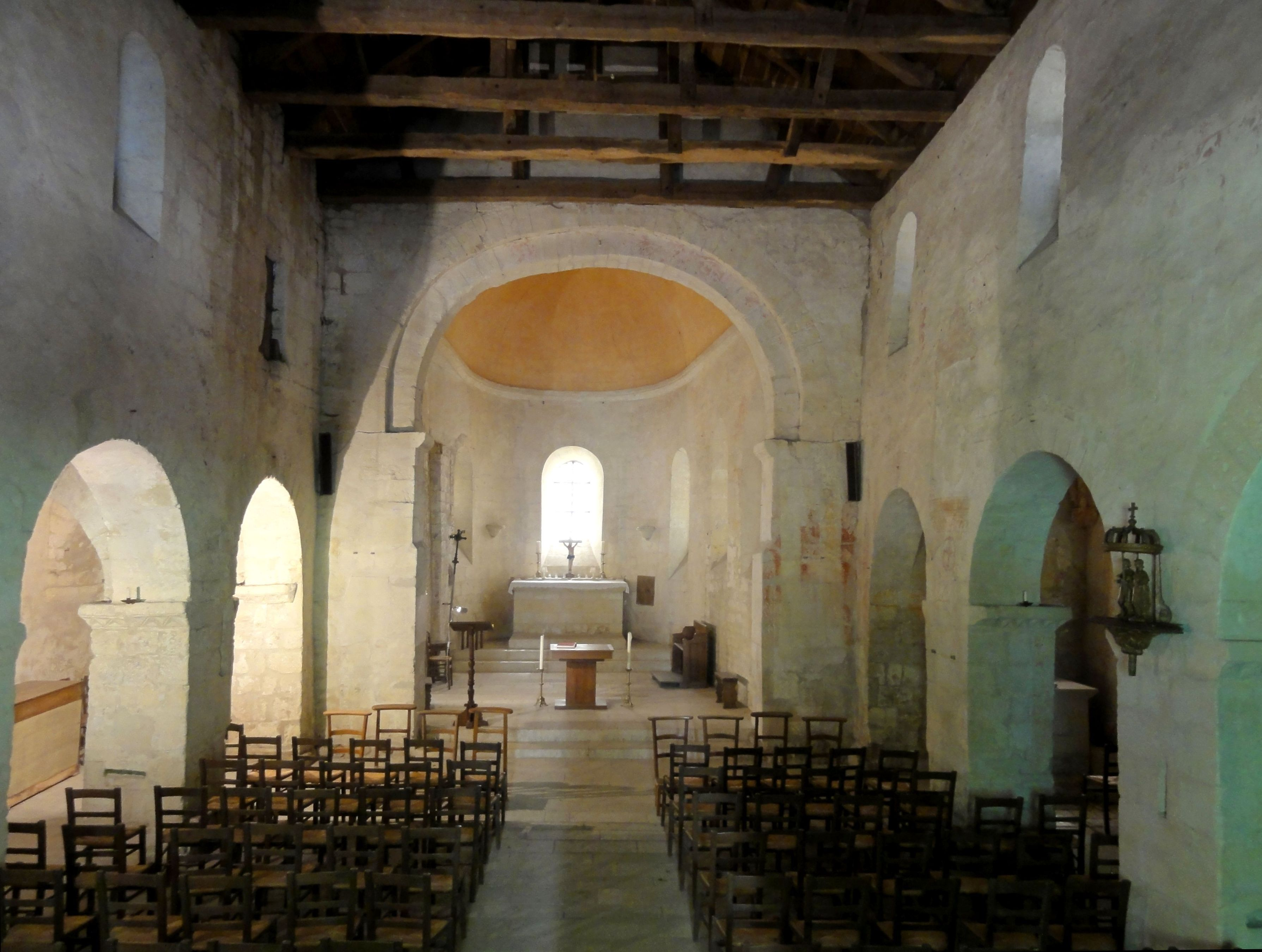
Nef, vue vers l'est.

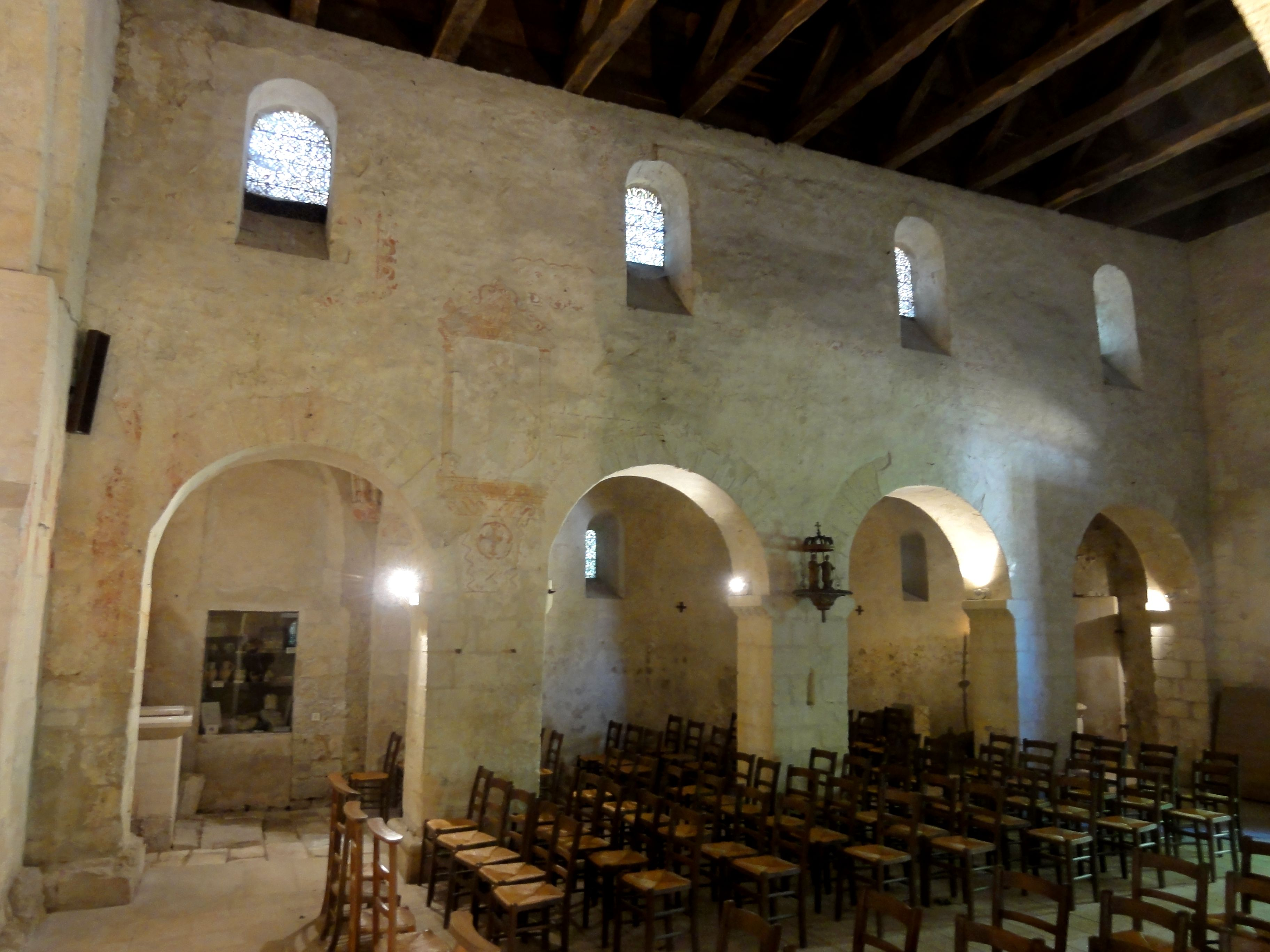
Élévation sud.

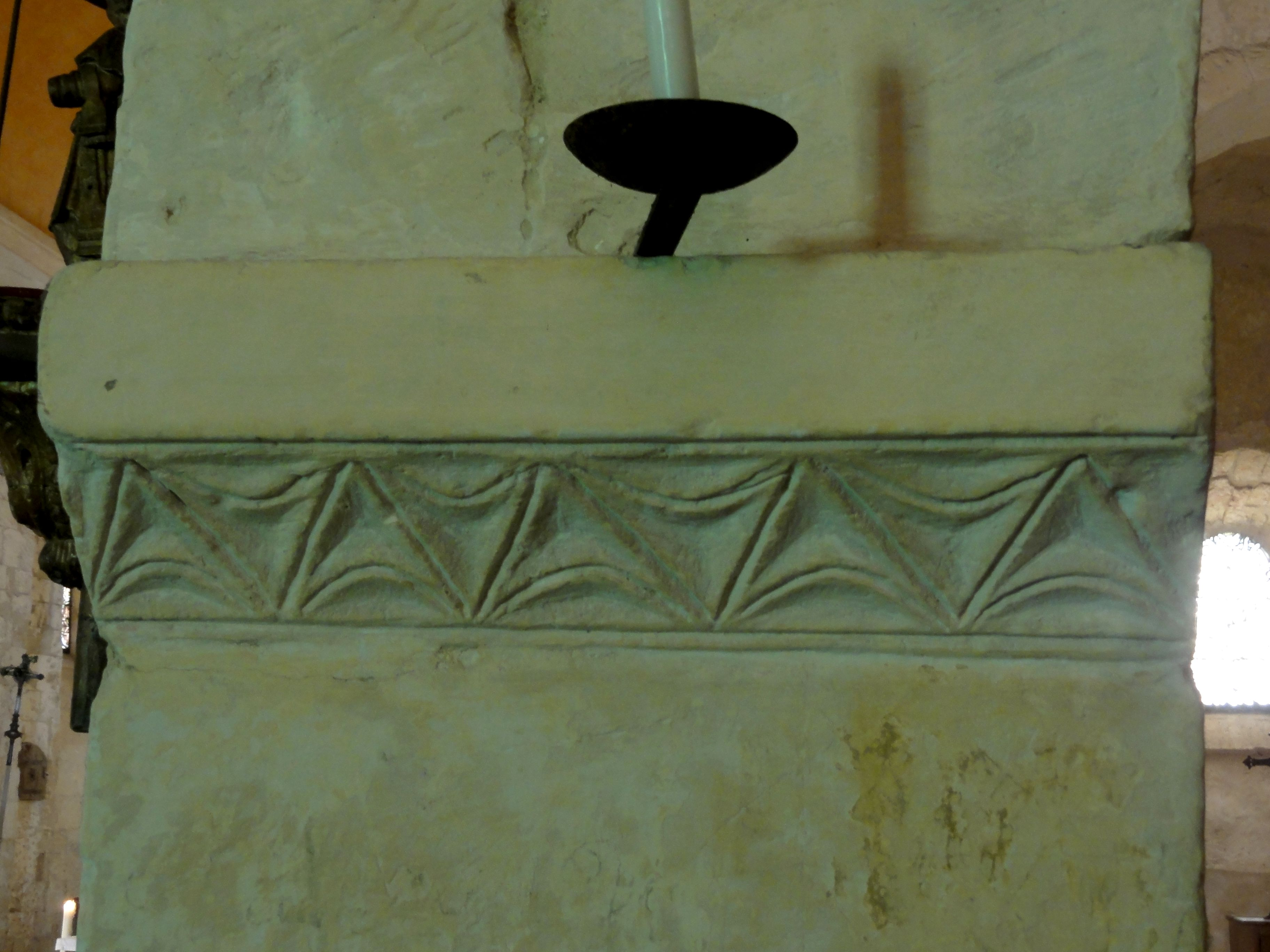
Tailloir des arcades.

Même par un jour de plein soleil, la nef est sombre comme une tombe. L'on y voit juste assez pour trouver son chemin et repérer sa chaise. Le regard est automatiquement attiré par le sanctuaire, illuminé par le jour qui entre par les cinq baies de dimensions moyennes. Cet effet est sans doute voulu, car la liturgie se pratiquait en regardant en direction de l'orient, et les églises étaient traditionnellement orientées, sauf en cas de contraintes topographiques. Bien que les murs de la nef soient blanchis, le recours à l'éclairage artificiel est donc indispensable. Mais celui-ci est parcimonieux et limité aux bas-côtés, la nef n'étant éclairée qu'indirectement. Les grandes arcades sont ainsi mises en valeur, ce qui produit un effet graphique intéressant. C'est, avec l'harmonie des proportions, l'un des piliers sur lequel repose l'esthétique de la nef, qui, selon Dominique Vermand, est d'une sobre élégance. La régularité des grandes arcades et de la répartition des fenêtres évite les tensions et est perçue comme apaisante. En même temps, la structure quelque peu diffuse de la charpente, plongée dans l'ombre, évite la monotonie qu'apportait jadis la fausse voûte en berceau. Avec cette charpente apparente, l'architecture de l'église n'est pas faite pour éblouir. L'absence de mobilier autre que les chaises traduit le retour à l'essentiel, et en supprimant toute source de distraction, favorise le recueillement. La décoration se limite à de discrètes peintures murales en ocre rouge et jaune, aujourd'hui en grande partie effacées, et qui ont échappé à l'attention de tous les auteurs. La même ambiance devait régner à la période romane, sauf qu'il n'est pas certain que des vitraux peints en grisaille existaient déjà. Avec une longueur de 11,60 m et une largeur de 6,00 m environ, la nef représente une superficie d'approximativement 70 m2 et peut accueillir une centaine de personnes assises, soit la totalité des habitants du village.
Chacun des deux murs latéraux est percé de quatre arcades en plein cintre, qui sont à angles vifs, non chanfreinés comme à Cinqueux, et retombent sur des piliers rectangulaires sans chapiteaux. Vers l'intérieur des arcades, ils sont garnis d'impostes non moulurés, et reliés aux piliers par un chanfrein. Celui-ci est gravé de lignes brisées (c'est-à-dire, en zigzag), délimitées horizontalement par deux lignes horizontales, une en haut et une en bas, ou deux lignes ondulées. Les triangles et, dans le deuxième cas, les segments de cercle ainsi circonscrits sont excavés, ce qui permet de dire que les impostes sont sculptés. Ce n'est pas encore le cas à la Basse-Œuvre de Beauvais, qui est préromane et date du Xe siècle. Les bases dégagées en 1970 sont adoucies par un tore, et se limitent sinon à une simple plinthe. Les fenêtres sont alignées au-dessus des sommets des grandes arcades et situées assez haut. Elles s'ouvrent au-dessus d'un long glacis et ne sont sinon pas ébrasées, les jambages étant orthogonaux aux murs. Il n'y a, évidemment, pas de fenêtre au niveau du clocher, qui se situe au-dessus de la dernière grande arcade au nord. En lieu et place de la fenêtre, on y trouve une porte d'un type archaïque, avec un linteau monolithique supportant un tympan nu sous un arc de décharge en plein cintre. Les escaliers en colimaçon pour accéder aux clochers ne se généralisent qu'au cours du XIIe siècle. Le revers de la façade occidentale présente une porte rectangulaire à double vantail, qui s'ouvre sous une arcade en plein cintre surhaussé, dont la partie supérieure est bouchée par le linteau et le tympan, nettement moins épais que le mur. Deux assises en opus spicatum séparent les claveaux de l'arcade d'une fenêtre en plein cintre, qui est un peu plus grande que les sept autres fenêtres de la nef. À droite de la porte, une plaque commémorative maintient la mémoire du baron Bich, mort en 1994. Quant à l'arc triomphal, il est à double rouleau et en cintre surbaissé, et retombe sur deux impostes du même type que ceux des grandes arcades. Aux deux tiers de leur hauteur, les jambages présentent un chanfrein qui répond aux impostes, et en dessous, les piliers sont donc un peu plus forts.

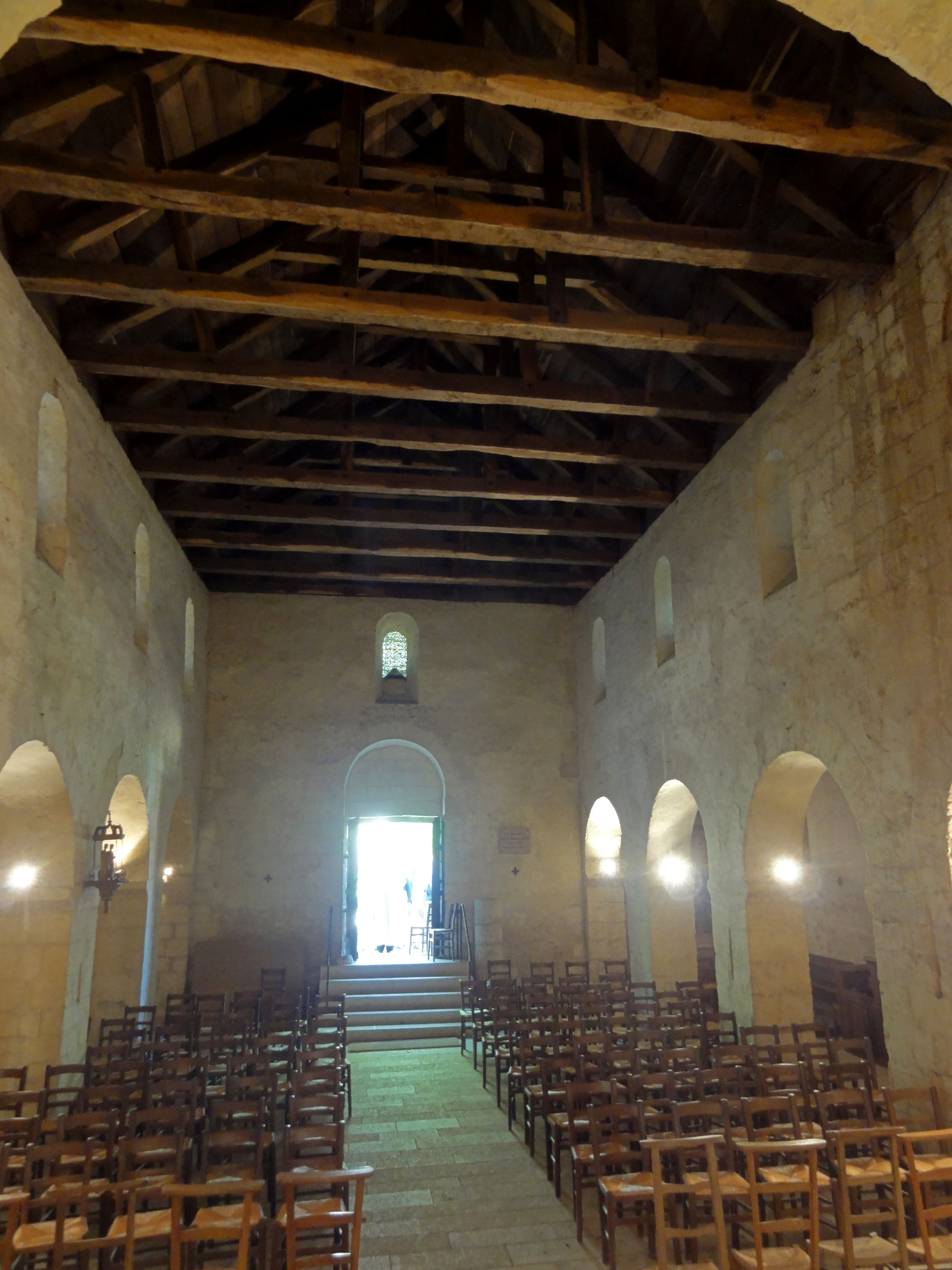
Vue vers l'ouest.
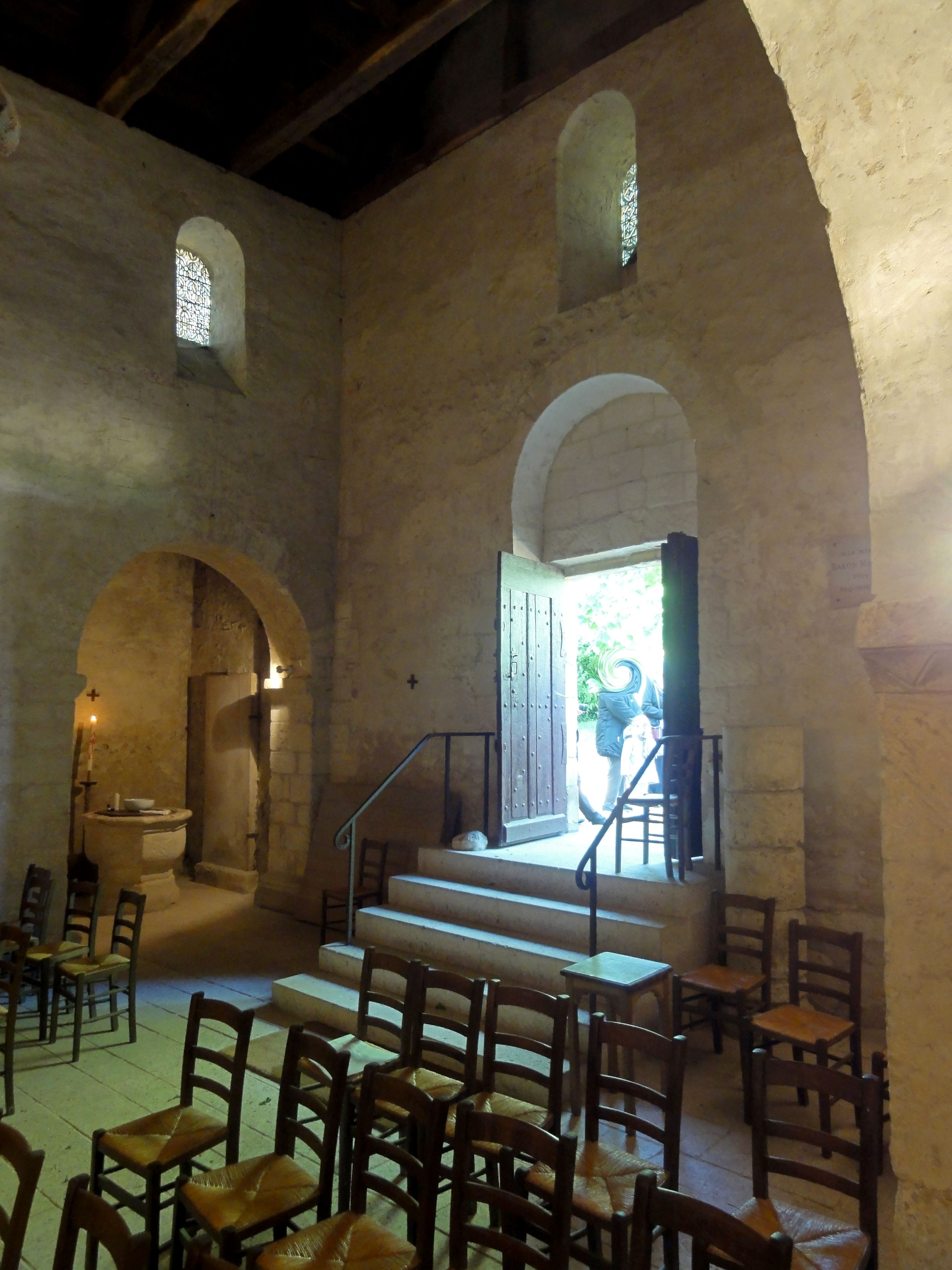
Extrémité occidentale.
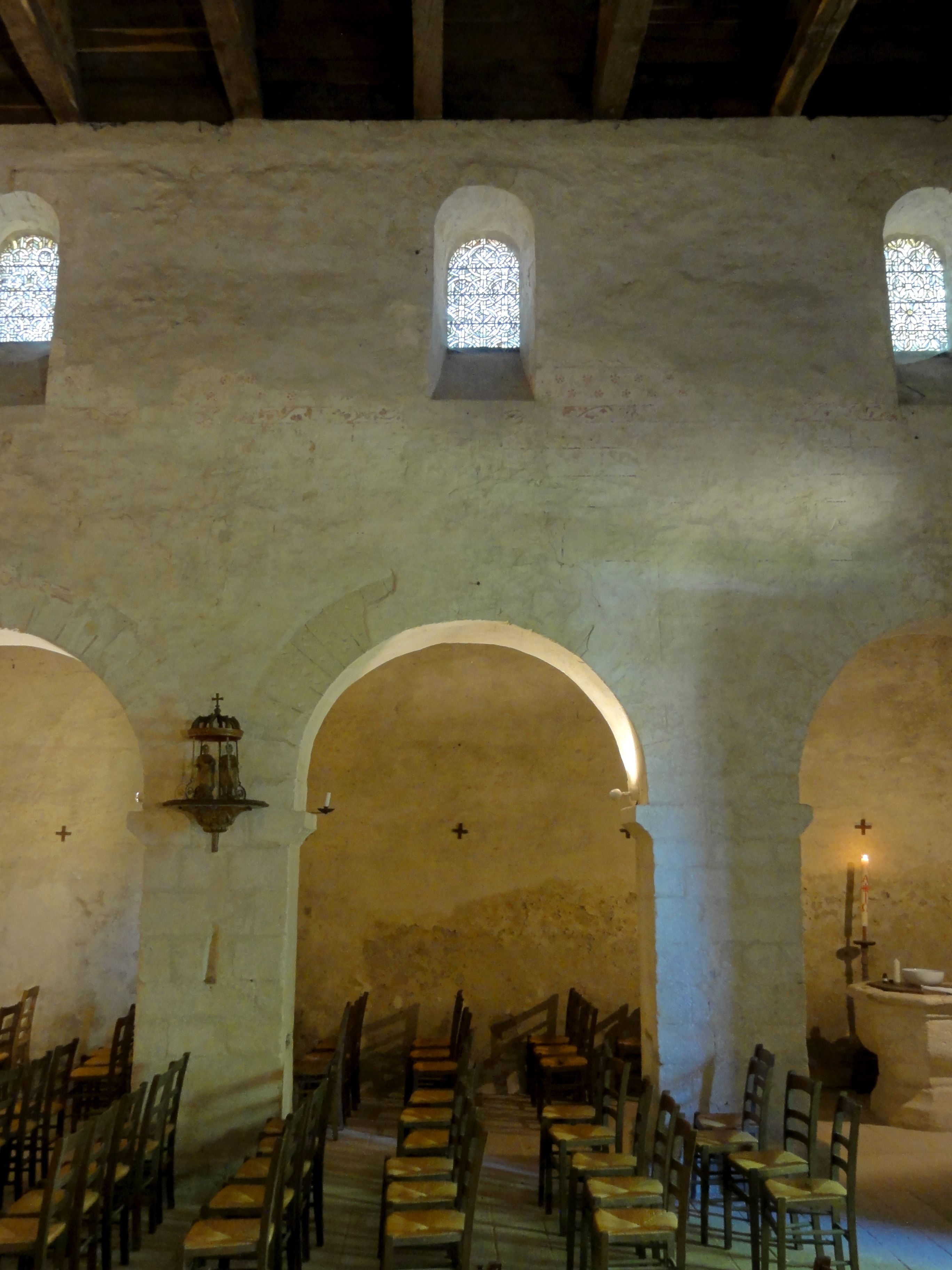
Élévation sud.
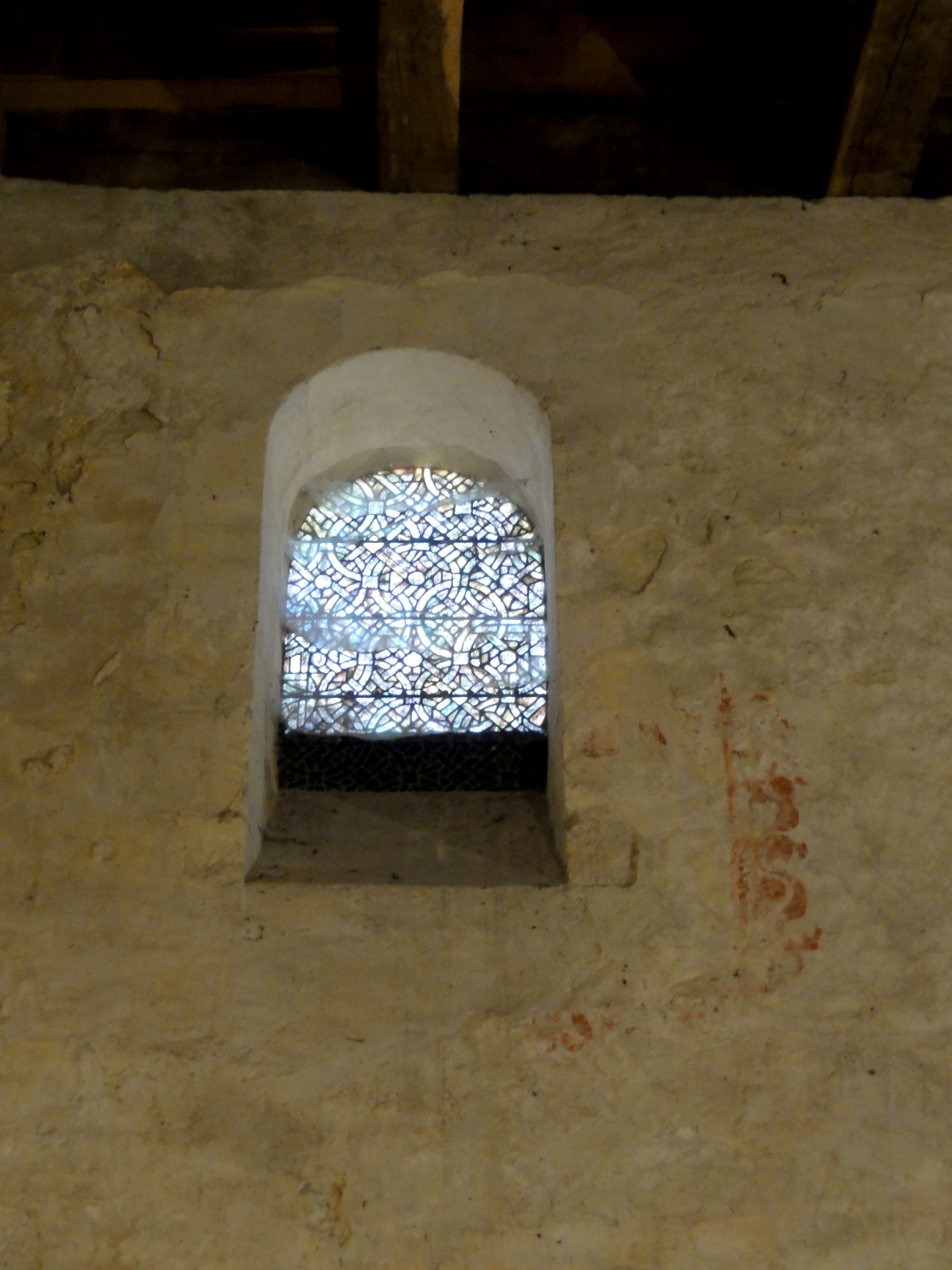
Fenêtre haute.
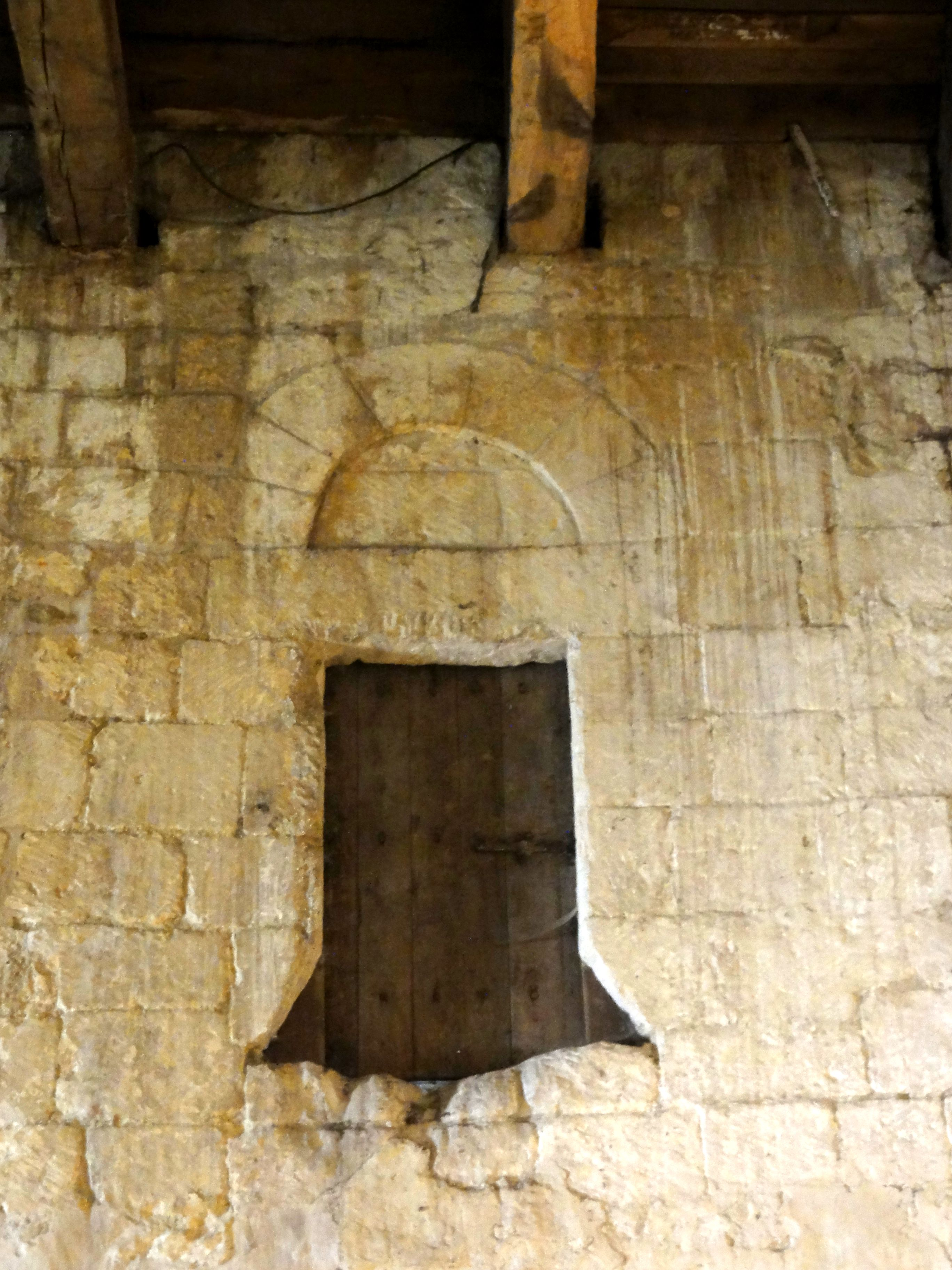
Porte du clocher.
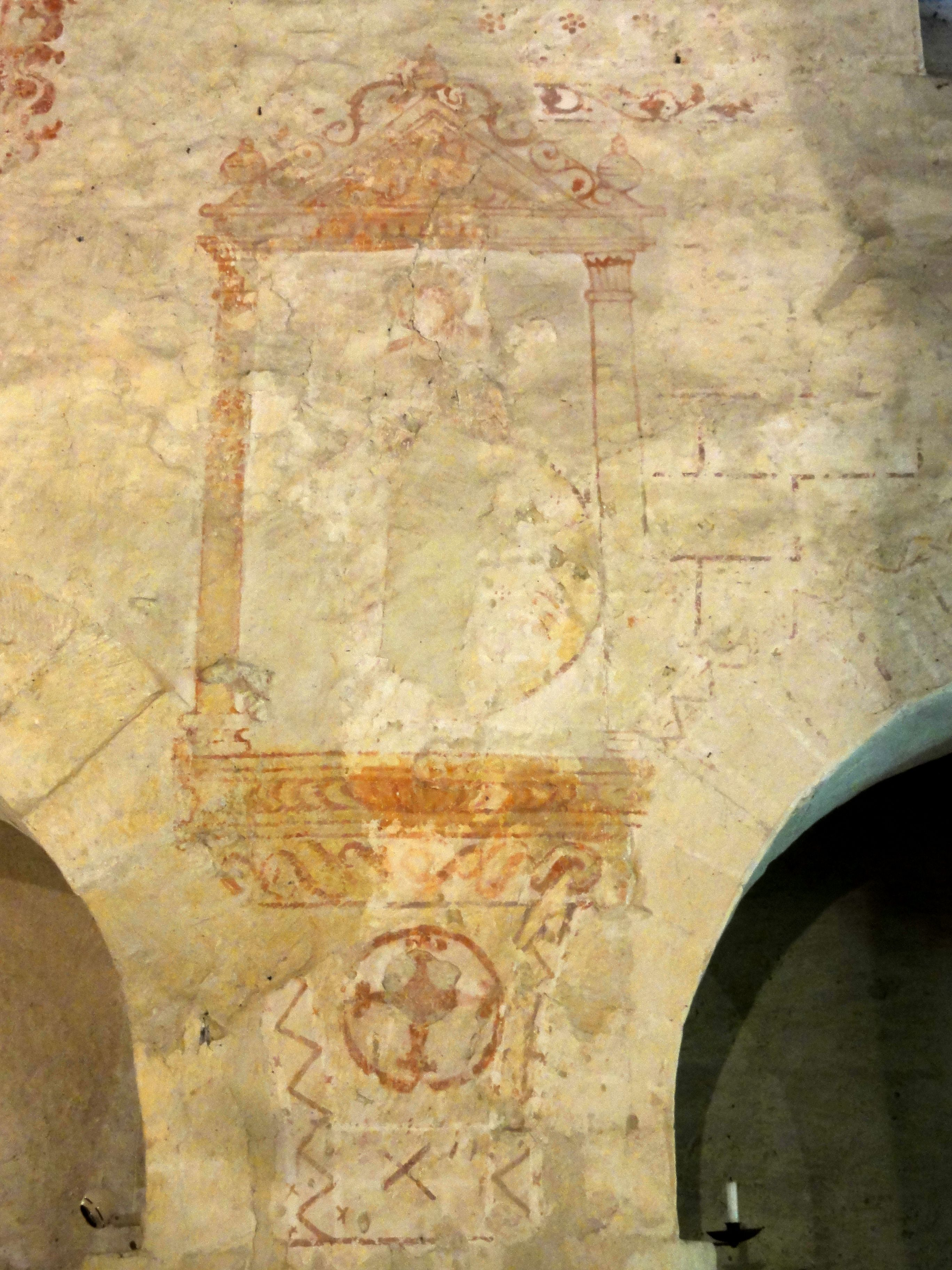
Peinture murale.

#### Bas-côtés

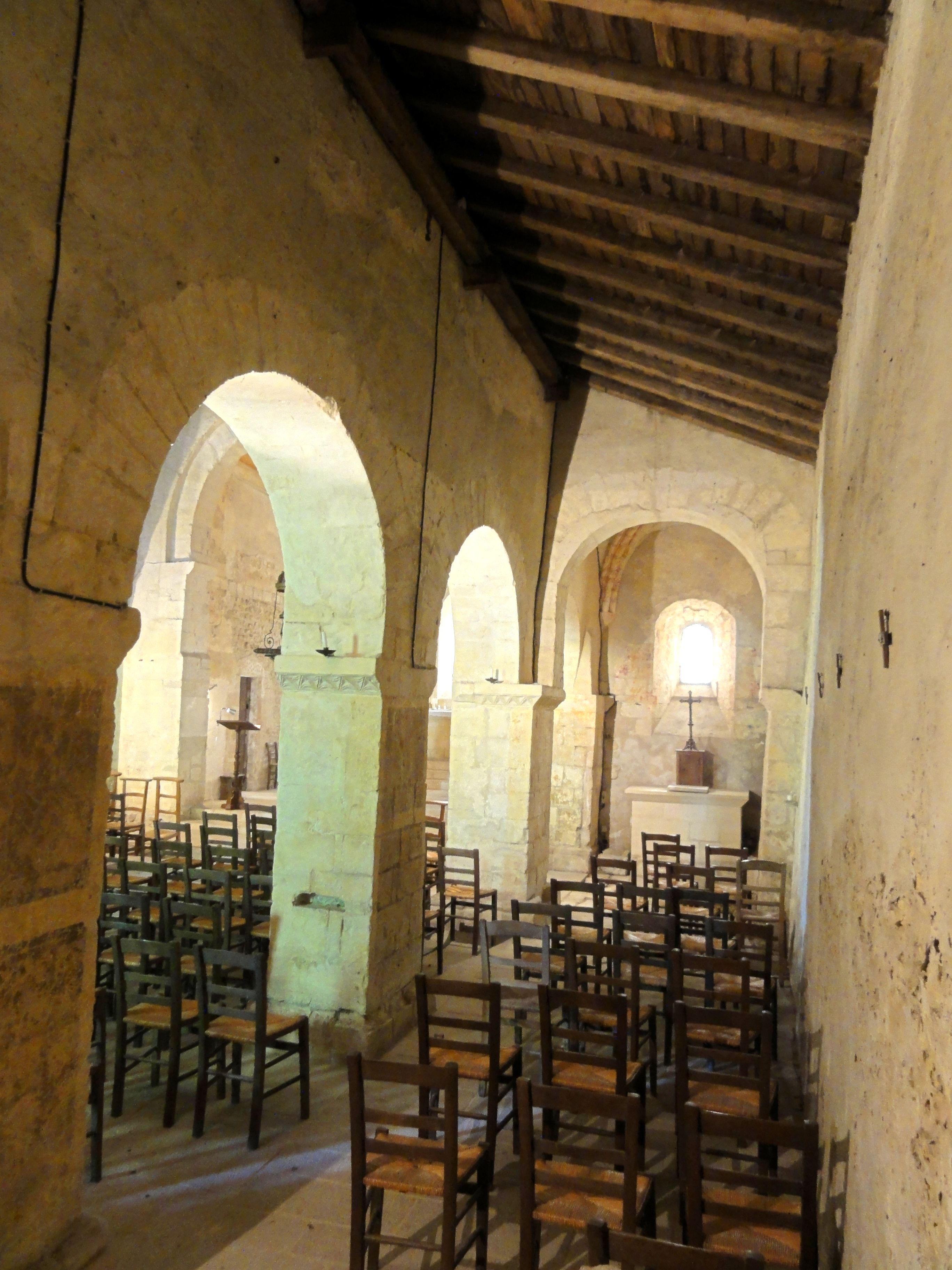
Bas-côté sud, vue vers l'est ; au bout, la chapelle.

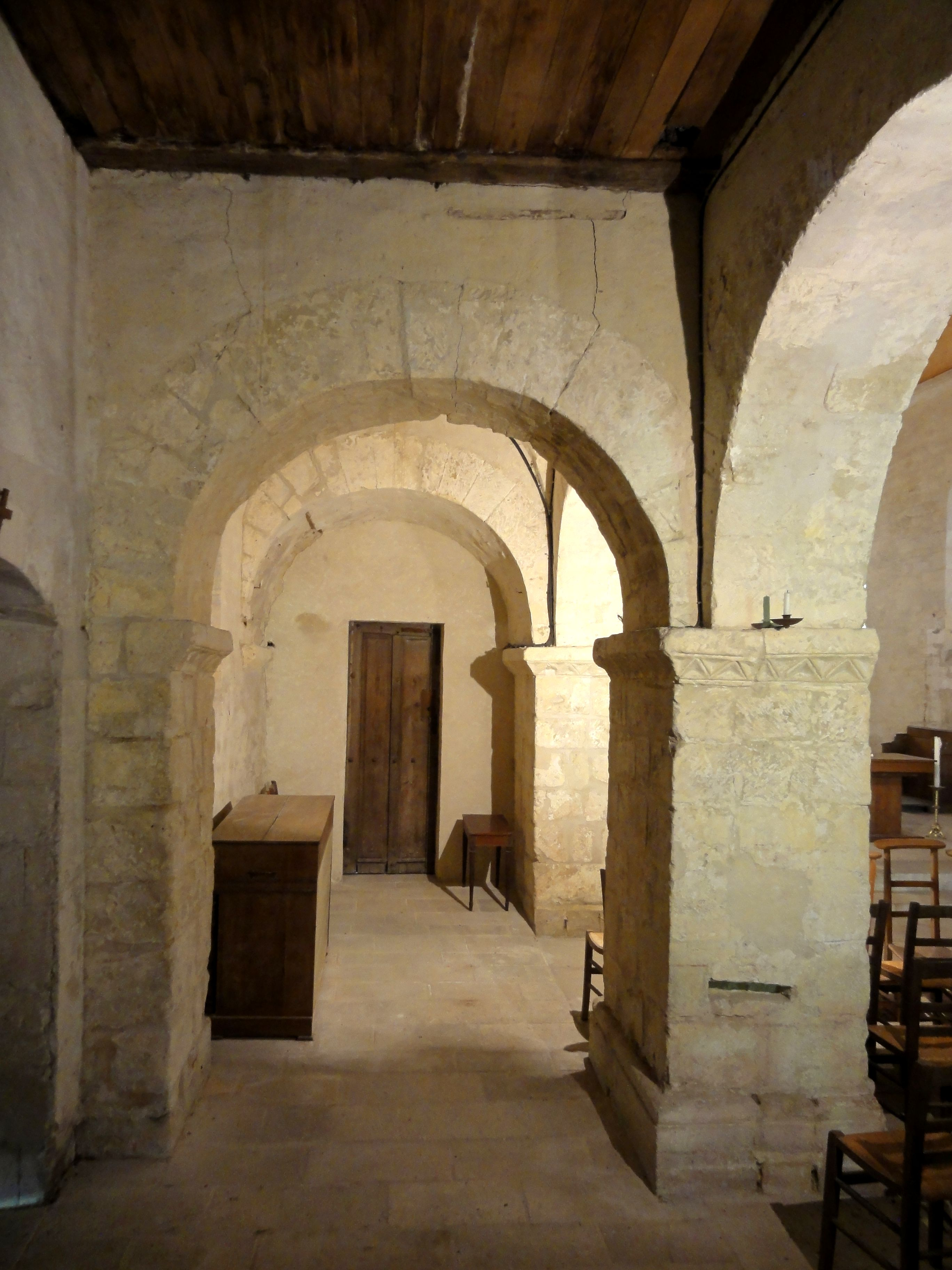
Bas-côté nord, vue dans la base du clocher.

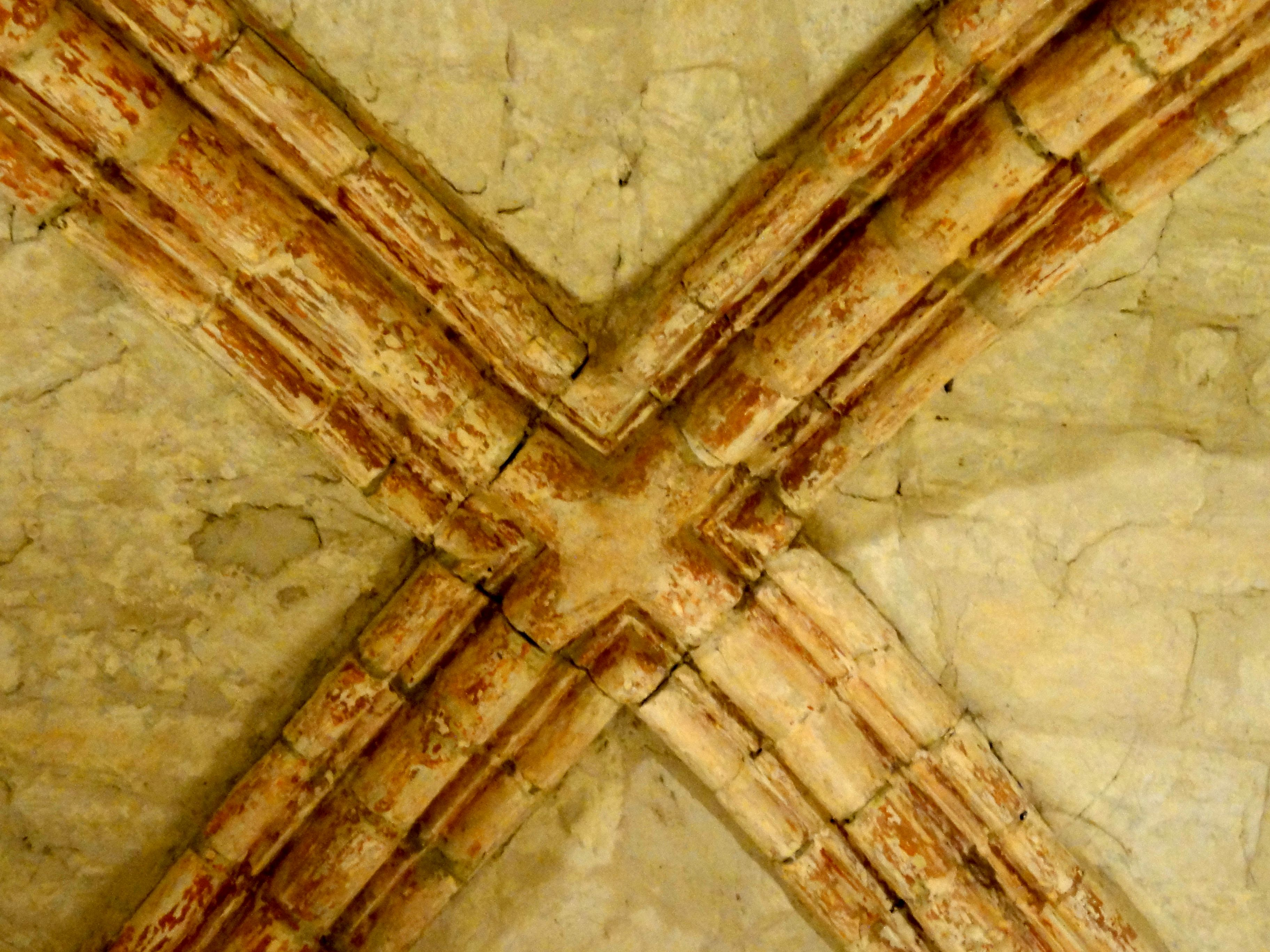
Croisée d'ogives de la chapelle du sud, vers 1125.

Les bas-côtés ont la même longueur que la nef, soit environ 11,60 m, et une largeur d'environ 2,10 m, mesurée entre les piliers et les murs extérieurs. En cas d'affluence, ils peuvent accueillir deux douzaines de personnes assises chacun, et augmenter de moitié la capacité de la nef. Chacun des bas-côtés présente un arc diaphragme entre la troisième et la quatrième travée, qui est nécessaire pour donner une stabilité suffisante au clocher. Dans le bas-côté nord, l'arcade est de 10 cm plus épaisse que les grandes arcades. Les piliers recevant les arcades signalées du côté de la nef sont munis d'un tailloir continu vers le bas-côté, ce qui n'est pas le cas des autres piliers. Du côté des murs extérieurs, les arcades retombent sur des pilastres munis d'un tailloir analogue à ceux des grandes arcades. Étant donné ces dispositions, on peut donc dire que les bas-côtés se divisent en un bas-côté proprement dit, et en une petite chapelle occupant la dernière travée. Les deux bas-côtés proprement dits sont éclairés par seulement deux fenêtres chacun, qui sont percées dans les murs gouttereaux et fortement ébrasées, contrairement aux baies de la nef. Elles sont en même temps nettement plus étroites et ne donnent que très peu de lumière. Les murs occidentaux sont aveugles. Ici s'arrêtent les points en commun des deux bas-côtés.
Au sud, à la fin du bas-côté proprement dit et directement à l'ouest du clocher, une porte qui ne date pas d'origine a été dégagée lors de la restauration des années 1960. La chapelle sous le clocher date entièrement de la seconde moitié du XIe siècle, et est bâtie en pierre de taille pour plus de solidité. Le mur septentrional est plus épais que le mur gouttereau du bas-côté. Sa fenêtre est donc encore plus fortement ébrasée, mais sinon similaire aux autres. Le plafond est formé par une voûte d'arêtes assez grossière, qui est aussi ancienne que le clocher lui-même. Elle a été percée de trois trous pour le passage des cordes des cloches, signe que le nombre des cloches devait être de trois pendant un certain temps. Des voûtes d'arêtes moins anciennes existent sous les clochers de Bruyères-sur-Oise, Chamant et Saint-Maximin. À l'est de la chapelle sous le clocher, l'on trouve une arcade identique aux arcs diaphragmes : le quatrième pilier des grandes arcades présente donc lui aussi un tailloir continu, et un pilier muni d'une imposte lui fait face. Or, cette arcade, bouchée par un mur comportant une porte vers la sacristie, est beaucoup plus épaisse que les autres, et évoque le départ d'une voûte en berceau. Les tailloirs ne sont sculptés que jusqu'au niveau normal du mur extérieur, la partie postérieure restant nue. L'impression de la voûte en berceau induit donc en erreur, et il ne s'agit pas de l'entrée d'une absidiole disparue, mais de l'entrée de l'ancienne chapelle du milieu du XIIe siècle. Au moment de sa construction, le mur oriental de la base du clocher a été supprimé dans les limites de l'arcade, et des impostes ont été créées dans le prolongement de celles qui existaient déjà.
La chapelle à la fin du bas-côté sud possède un autel maçonné, dont le socle et la première assise ont été retrouvés quand l'église fut déblayée pour ramener le sol au niveau d'origine. Les assises supérieures sont neuves. Derrière l'autel, s'ouvre une baie en plein cintre fortement ébrasée, qui, comme tout le mur oriental, a été construite vers 1125, quand la chapelle fut voûtée d'ogives. Ce remaniement explique que le mur oriental ne comporte pas d'arcade, contrairement à la base du clocher. Cependant, le pilier à la fin des grandes arcades est encore surmonté du départ d'une telle arcade, qui a donc existé avant 1125, et l'imposte côté nord a été arasée au niveau du mur oriental. La grande arcade vers la nef est maintenant plus mince que les autres arcades, et Dominique Vermand pense qu'elle a dû être refaite pour une seconde fois lors du voûtement d'ogives de la quatrième travée (auparavant, elle aussi avait sans doute été renforcée en prévision de la construction du clocher sud). Elle a alors perdu son imposte côté est. L'arc diaphragme n'est pas non plus d'origine, car il s'était affaissé, ce qui est encore bien visible dans l'appareil. Entre la fin du XIe siècle et 1125 environ, la chapelle du sud devait être identique à la base du clocher. L'élément le plus intéressant est sa voûte d'ogives, qui couvre une superficie très réduite de seulement 5,40 m2 (pour une profondeur de 2,55 m et une largeur de 2,10 m). En comparaison avec cette petite superficie, l'épaisseur des branches d'ogives, de 33 cm, est considérable. Le profil est de trois tores mal dégagés, qui retombent sur des culots non décorés dans les angles. Il n'y a pas de clé de voûte décorée, ni de formerets. Le voûtain occidental est sensiblement incliné, ce qui est un signe de maladresse caractéristique du premier voûtement d'ogives. Reste à signaler la vitrine d'exposition dans le mur sud, qui occupe l'ébrasement de l'ancienne « porte des morts ».

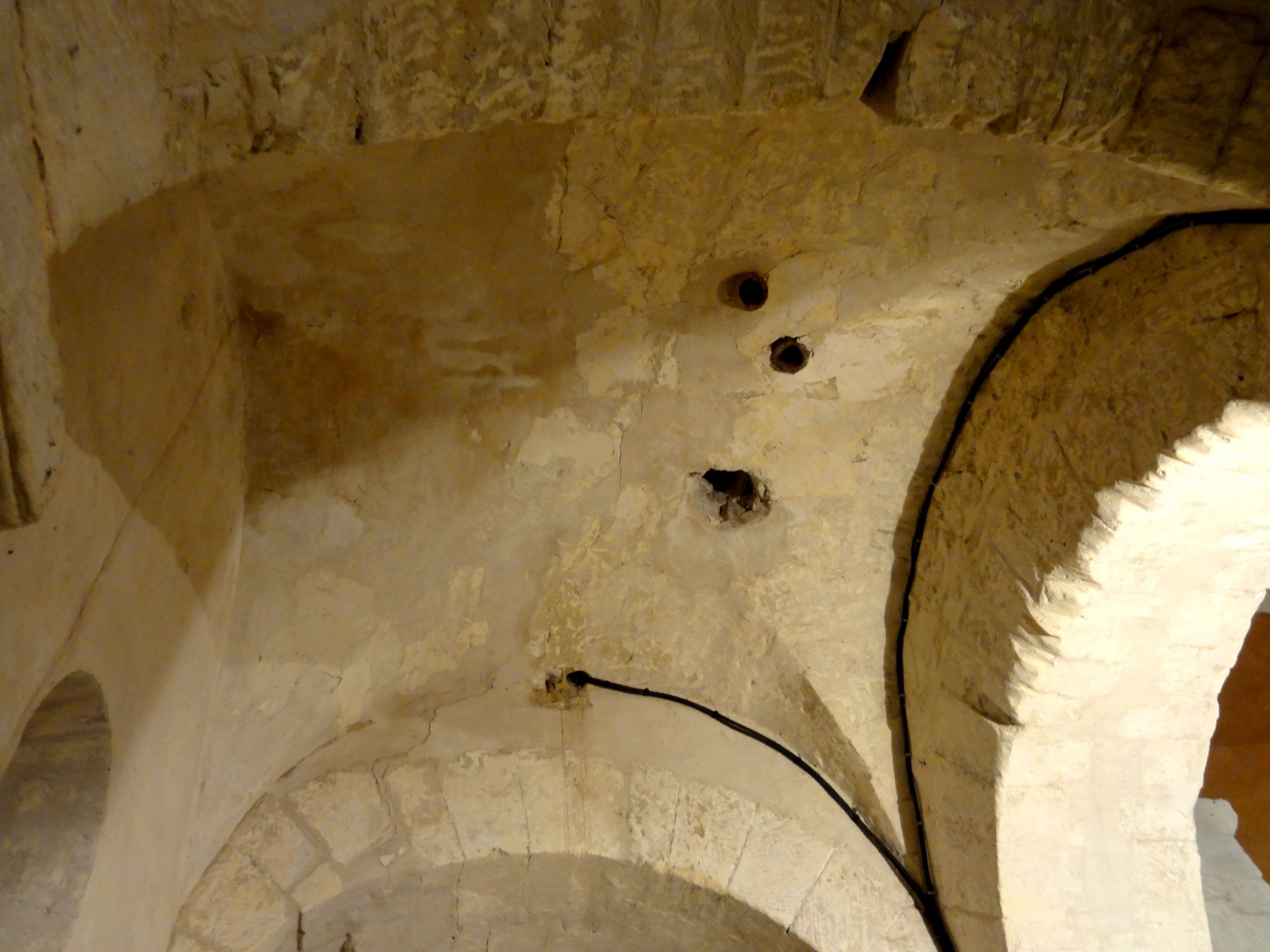
Base du clocher, voûte d'arêtes.
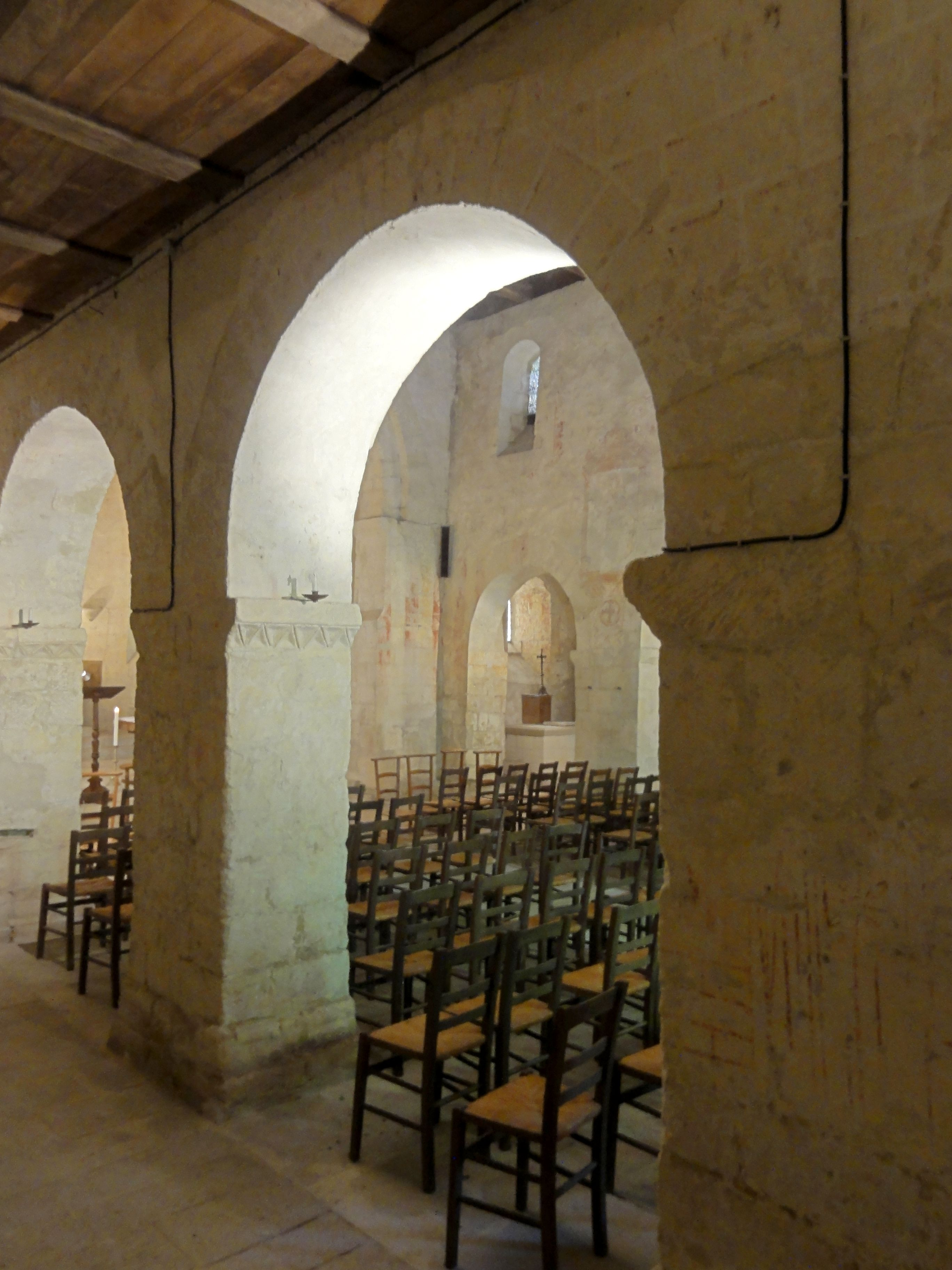
Vue par la seconde grande arcade du nord.
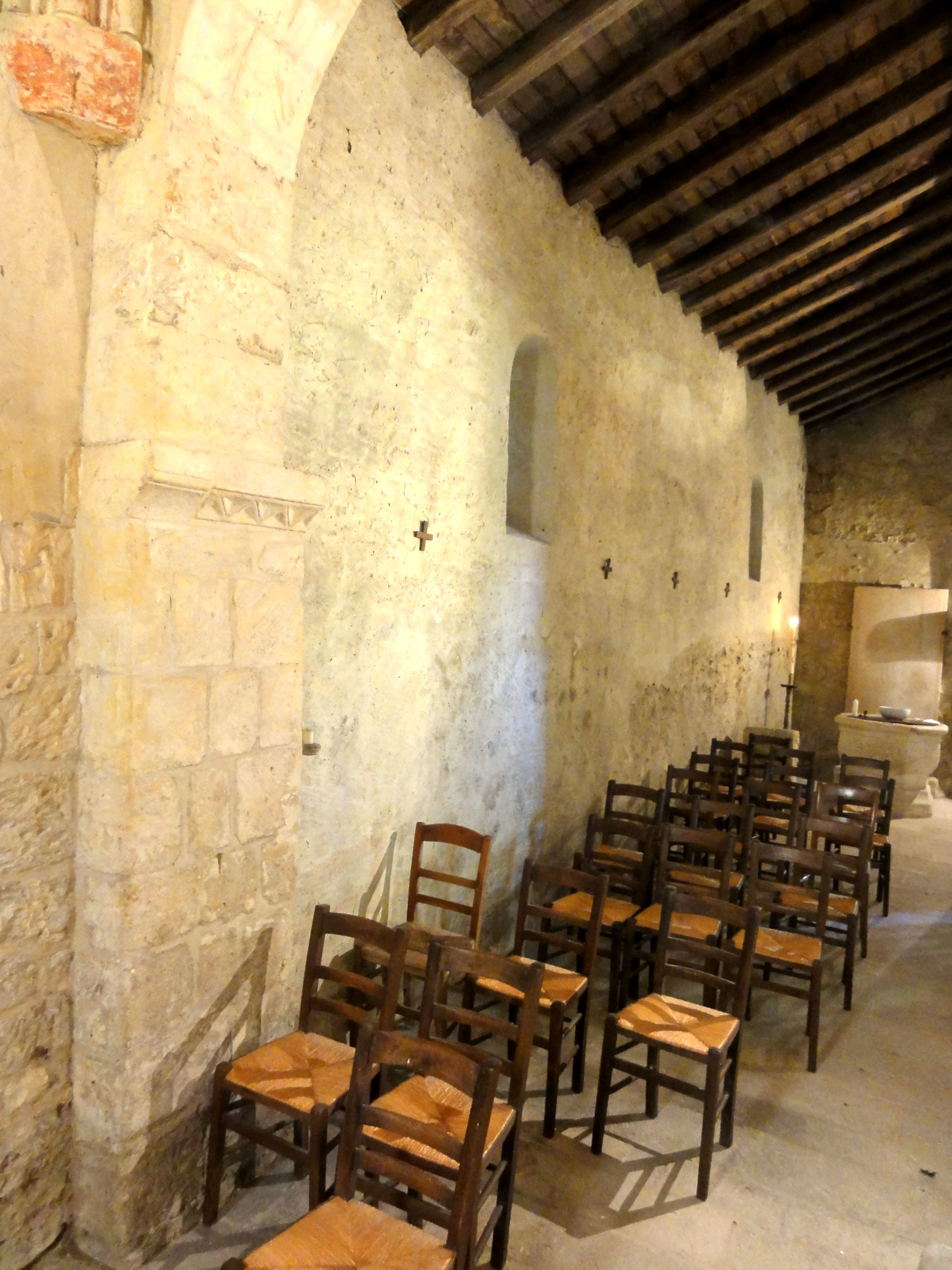
Bas-côté sud, vue vers l'ouest.
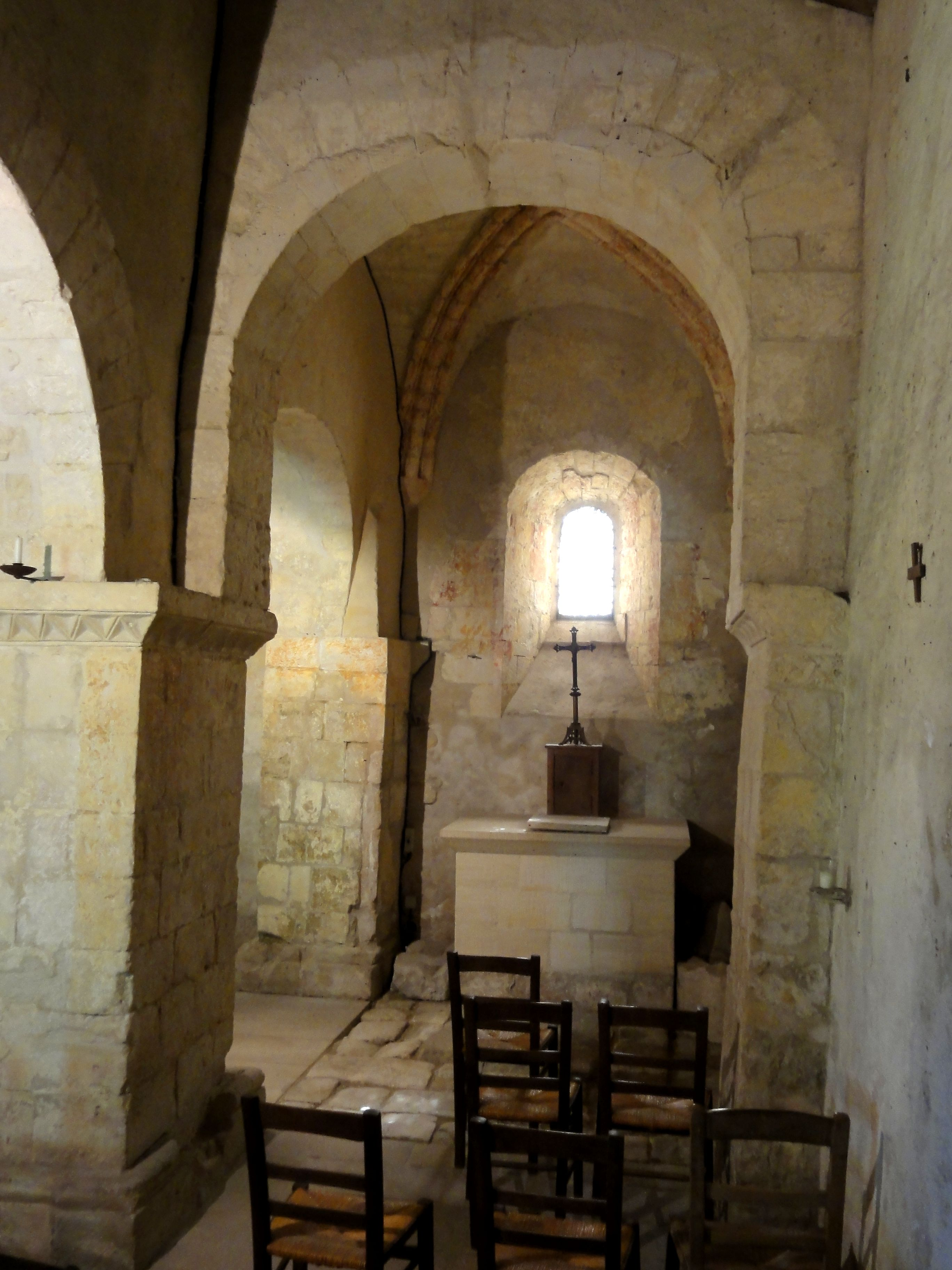
Bas-côté sud, vue dans la chapelle du sud.
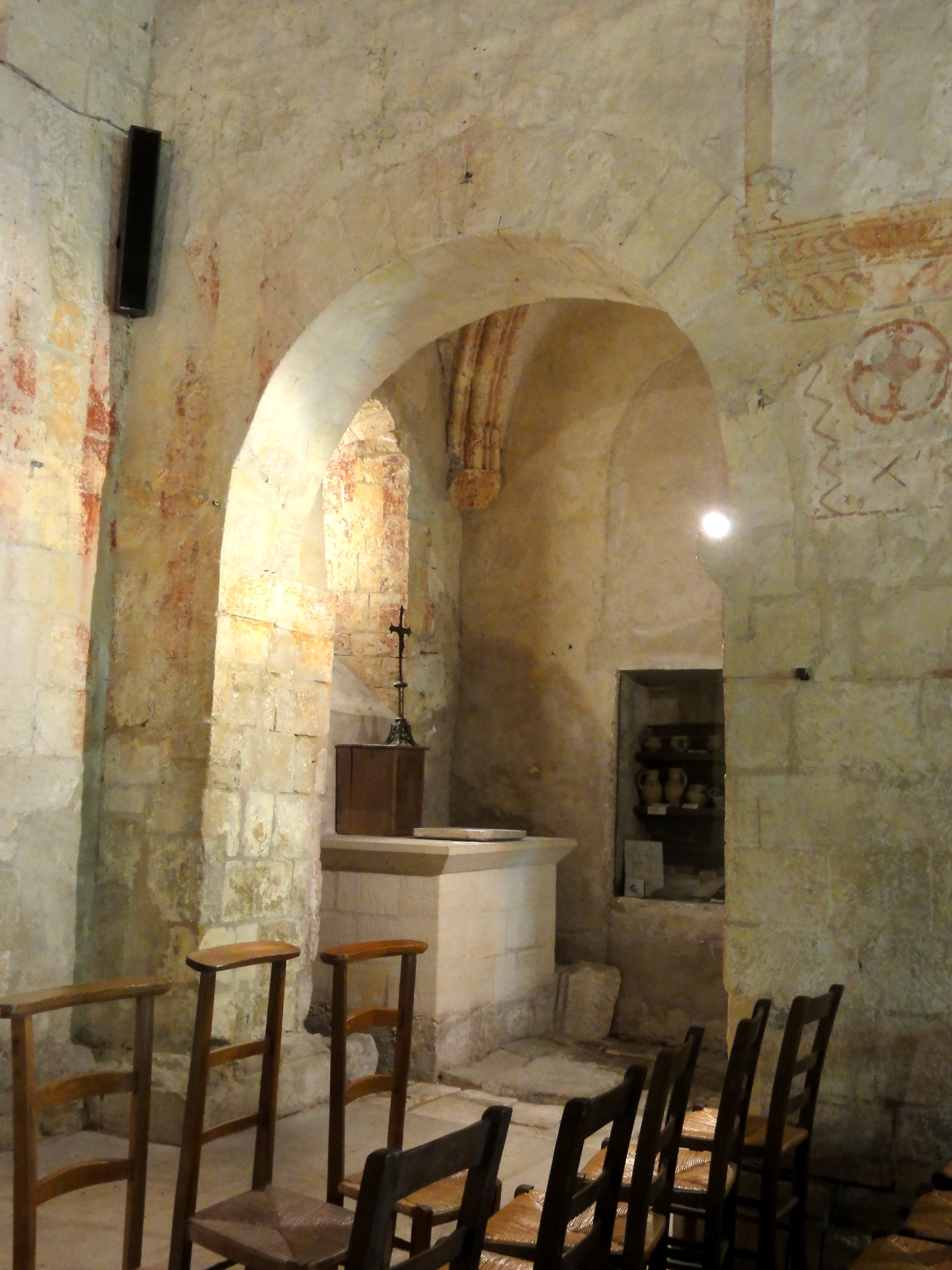
Nef, vue dans la chapelle du sud.
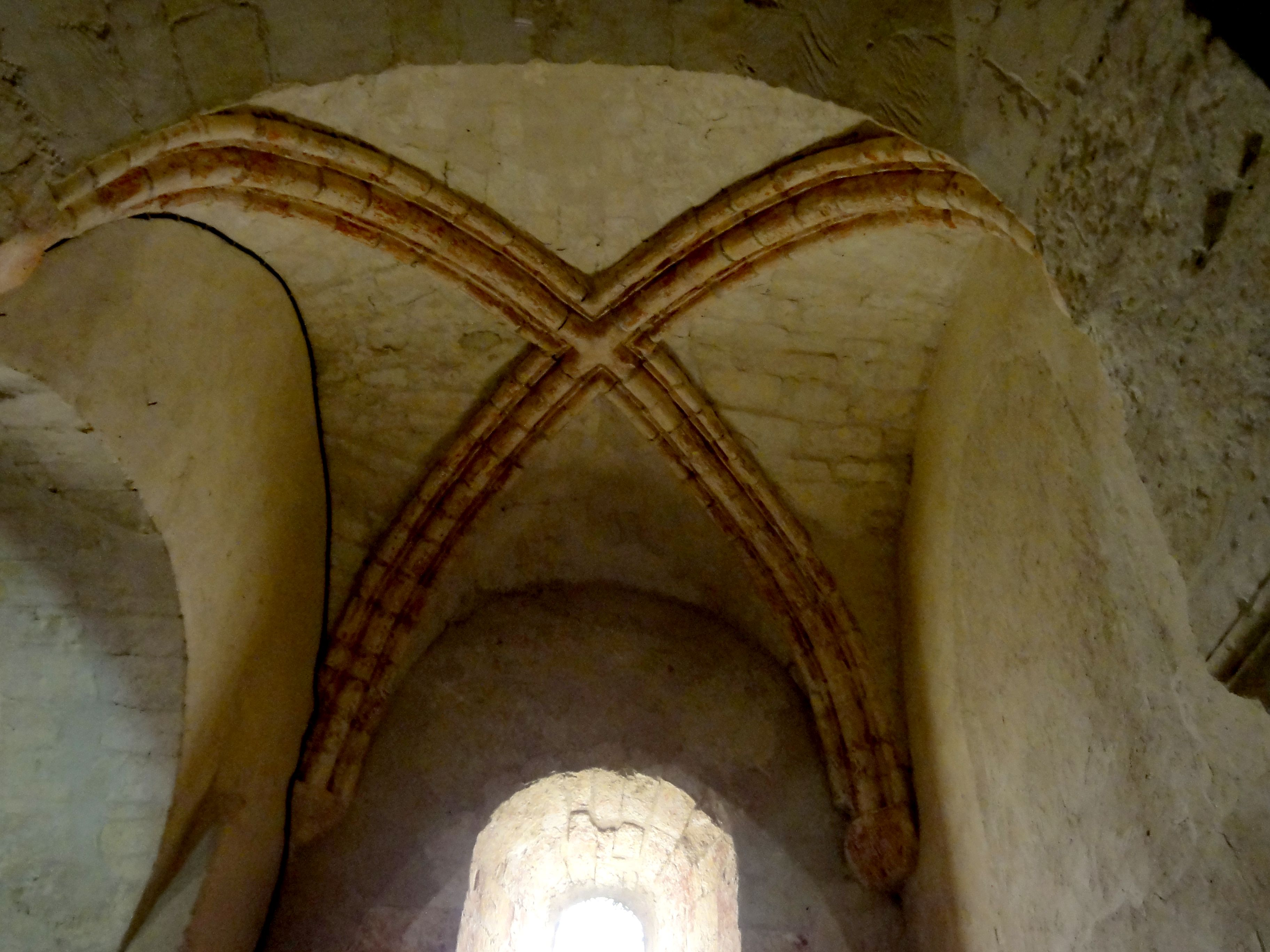
Chapelle du sud, voûte d'ogives.

#### Chœur

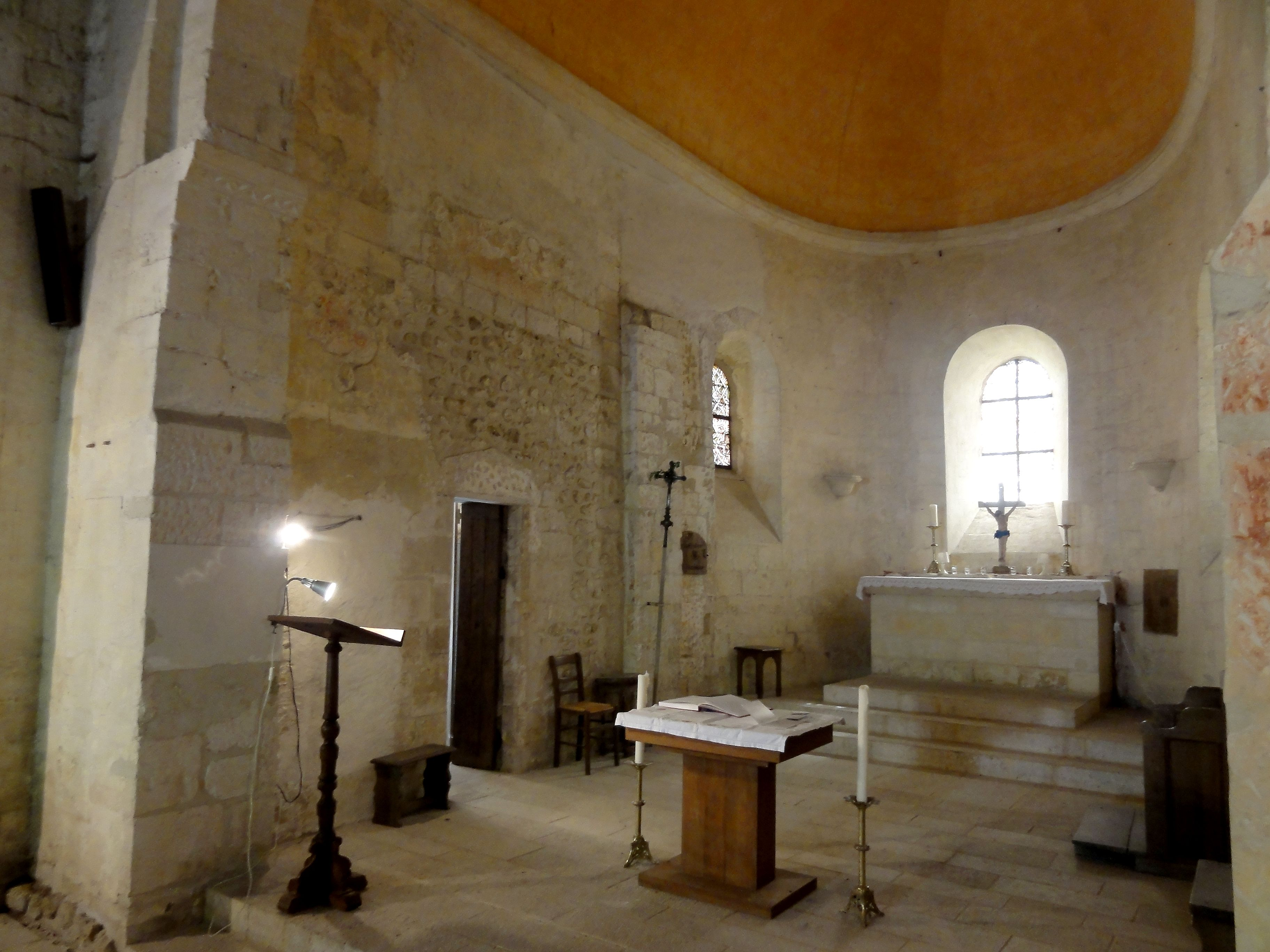
Chœur, côté nord.

Le chœur s'ouvre par l'arc triomphal déjà décrit, et qui est aussi ancienne que la nef. Il faut gravir deux marches pour entrer dans le chœur, et l'abside est surélevée de deux autres marches. Dans son ensemble, le chœur est tout aussi austère que la nef, mais plus lumineux grâce à des fenêtres plus nombreuses et plus grandes, datant de la seconde moitié du XIIe siècle, pour l'abside, et d'autour de 1125, pour les deux fenêtres au sud (dont une est bouchée). L'absence de fenêtres au nord de la partie droite s'explique facilement par la présence de la chapelle du milieu du XIIe siècle, remplacée ultérieurement par la sacristie. Toutes ces fenêtres ne sont pas décorées, alors que les trois baies de l'abside sont flanquées extérieurement de colonnettes à chapiteaux. Le mur septentrional de la partie droite est légèrement incliné vers le nord, mais moins fortement que son homologue au sud. Jusqu'à une hauteur de 2,00 m environ, l'appareil du mur est constitué de moellons noyés dans un mortier et susceptible de remonter au milieu du XIe siècle. Au-delà, le mur a été refait en pierres d'appareil. Une petite porte assez ancienne, surmontée d'un linteau en bâtière, établit la communication avec la sacristie. Normalement, le mur devrait être couvert d'un mince crépi comme dans le reste de l'église, mais c'est pour mettre en évidence l'ancienneté de la partie droite du chœur que Jean-Pierre Paquet a fait une exception. Avant la restauration, le mur était parfaitement lisse, et le départ de l'ancien mur de chevet n'était même pas visible. Sa saillie représente une quinzaine de centimètres. Au sud, aucun vestige de l'ancien chevet ne subsiste, puisque le mur de la travée droite a été reconstruit vers 1125. Dominique Vermand pense que ce fut à la suite de l'effondrement du second clocher. Indifféremment des trois campagnes de construction, un bandeau court en haut des murs, et délimite inférieurement la voûte. Elle n'est pas en pierre, mais en torchis, ce qui peut surprendre pour un sanctuaire. Or, la faible épaisseur des murs du nord et de l'abside, les dimensions des fenêtres et la modestie des contreforts donnent à penser qu'un voûtement en pierre n'a jamais été prévu. L'abside de l'église Saint-Pierre de Montmartre possède une voûte réalisée avec la même technique.

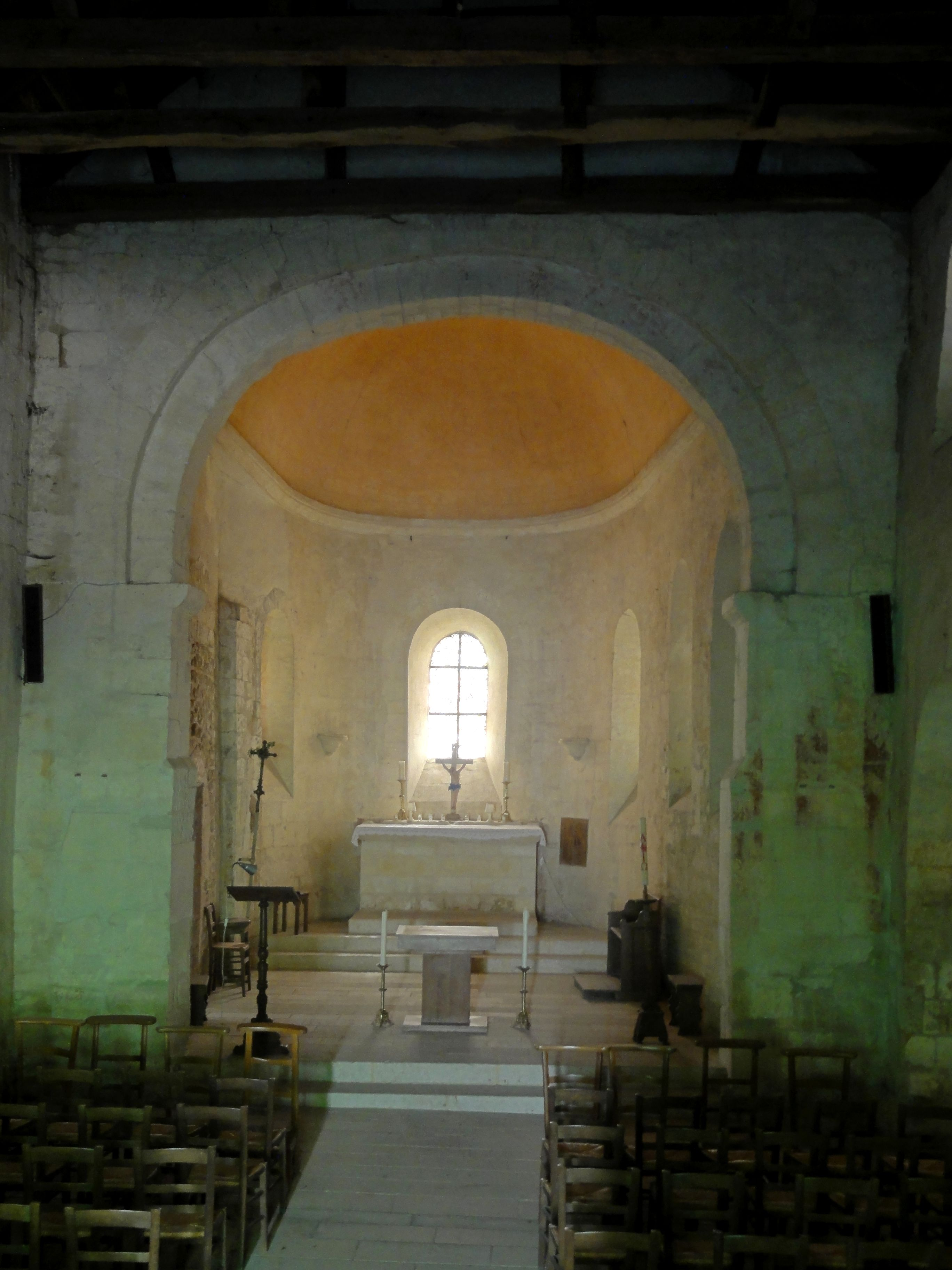
Nef, vue dans le chœur.
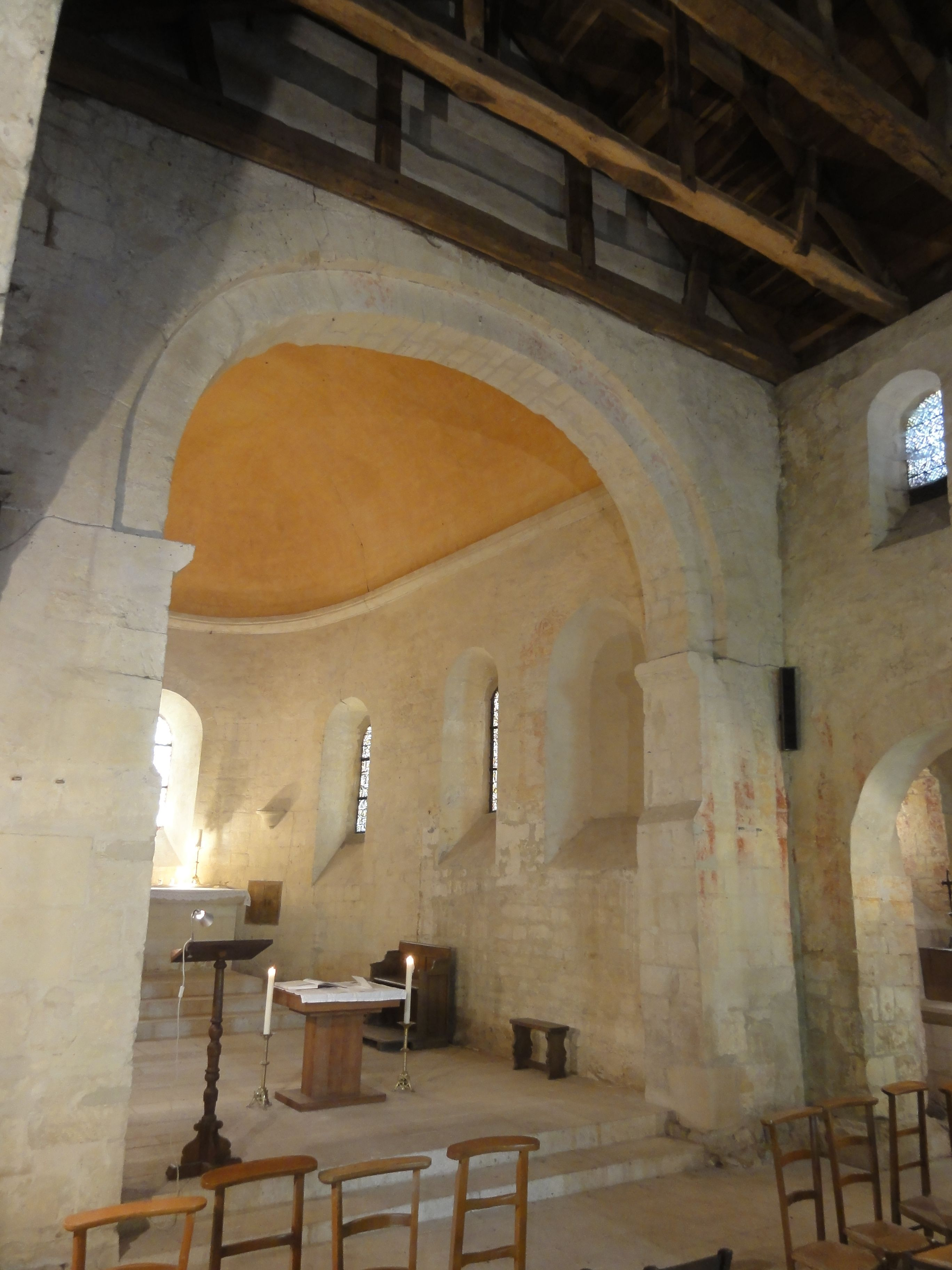
Nef, vue dans le chœur.
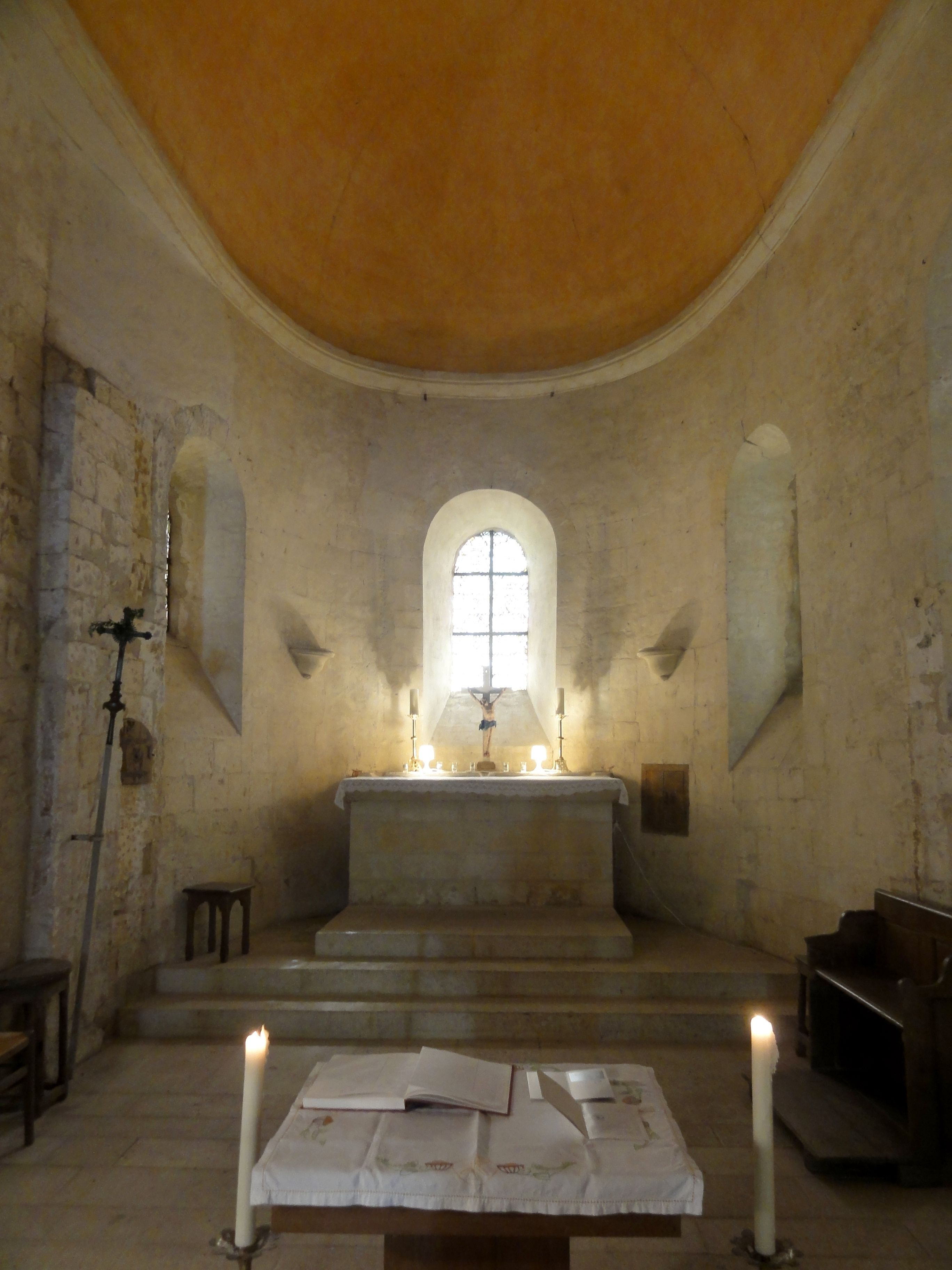
Intérieur du chœur.
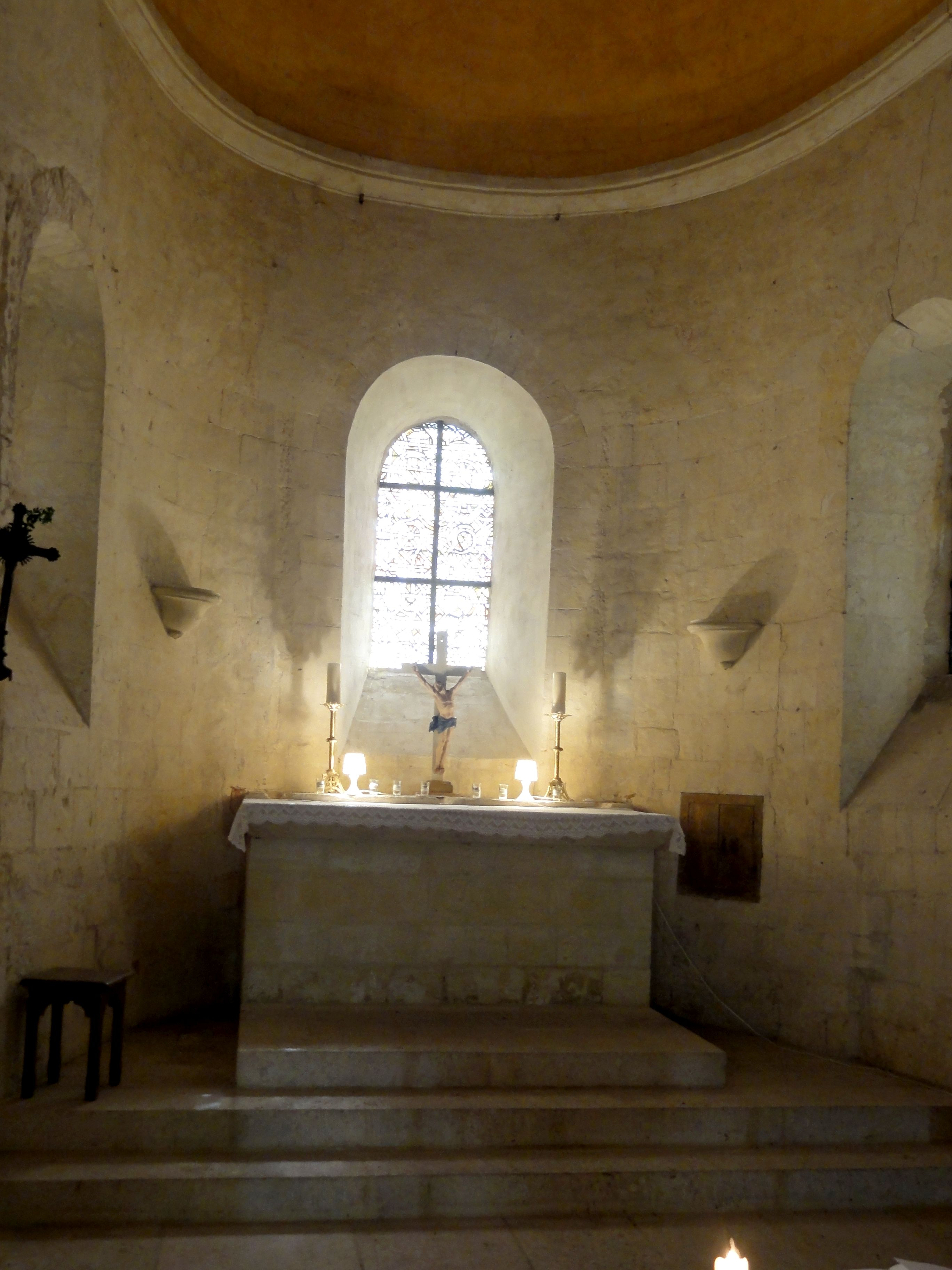
Abside, maître-autel.

### Extérieur

#### Façade occidentale

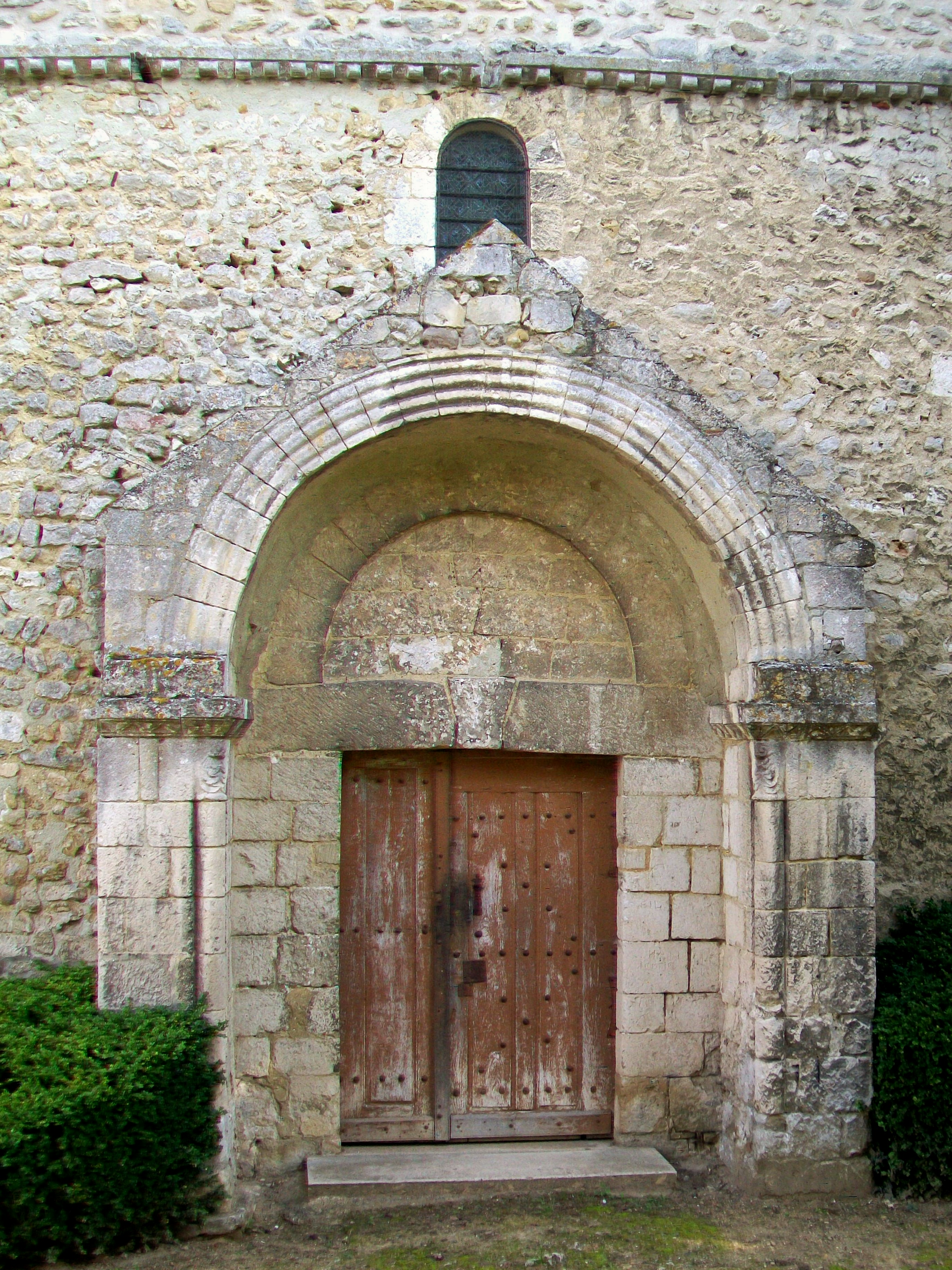
Portail occidental.

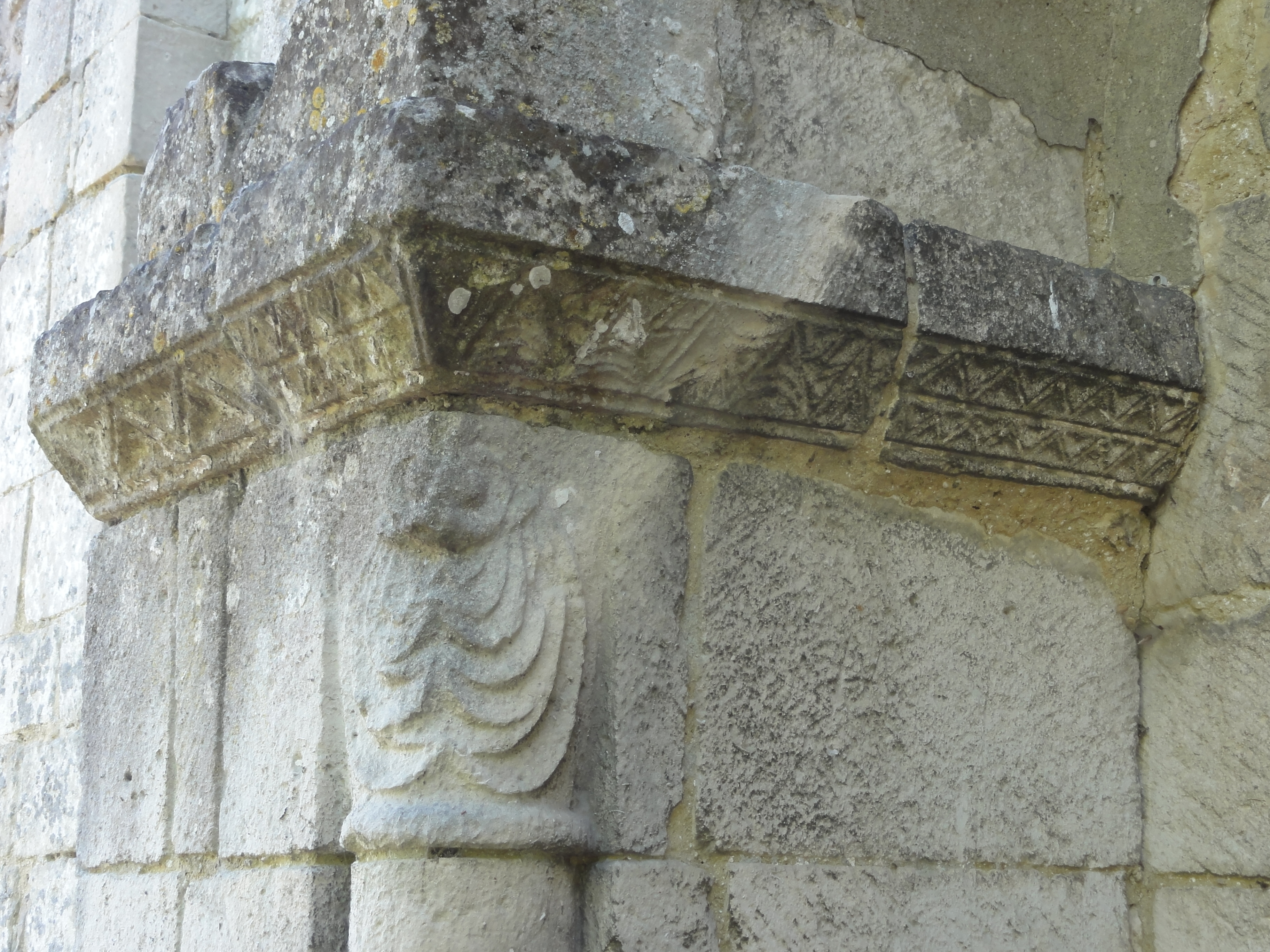
Tailloir et chapiteau à gauche.

La façade occidentale fait apparaître l'organisation interne de l'église, avec une nette séparation entre la partie centrale correspondant à la nef, et les parties latérales qui sont les murs d'extrémité des bas-côtés. Rien n'est à signaler à leur propos : ils sont dépourvus de contreforts, d'ouvertures et de toute forme d'ornementation, et bâtis en petits moellons noyés dans un mortier, comme le reste de la nef. La pierre d'appareil a été réservé aux contreforts et aux chaînages d'angle. Deux contreforts plats se terminant par un court glacis flanquent le mur occidental de la nef, et s'arrêtent un peu en dessous du sommet des demi-pignons des bas-côtés. Le pignon de la nef est délimité inférieurement par un cordon de billettes. En dessous, s'ouvre une baie en plein cintre. Le galbe du portail se superpose à la partie inférieure de la fenêtre. Comme l'indique son style nettement postérieur, il a été ajouté après coup, en même temps que le porche d'une très faible profondeur qu'il abrite, à la fin du XIe siècle.
Le portail proprement dit date d'origine. Il se caractérise par un linteau formé par deux longs blocs de pierre faiblement inclinés, et entre lesquels s'insère, à la façon d'une clé d'arc, un troisième bloc nettement plus petit découpé en forme de trapèze. La largeur du portail empêche en effet le recours à un linteau monolithique. Un arc de décharge en plein cintre, visible depuis l'extérieur, compense le manque de stabilité de ce linteau. Celui-ci n'a qu'à supporter le tympan, qui est simplement appareillé. Pour revenir au gâble, ses rampants ne sont inclinés qu'à 40° environ. D'après Eugène Lefèvre-Pontalis, le moins ils sont aigus, le plus les gâbles sont anciens, et celui de Rhuis serait même le plus ancien conservé dans tout le nord de la France. Dominique Vermand rejoint cet avis. L'archivolte est décorée de trois tores faiblement dégagés, et retombe non sur des tailloirs, mais sur deux blocs de pierre. En dessous, des tailloirs semblables aux impostes de la nef font saillie ; sur un bloc à gauche, le motif se répète en deux rangs. Les angles des jambages du porche, dont la profondeur ne dépasse pas un demi-mètre, sont agrémentées de colonnettes appareillées, dont les chapiteaux sont sculptés d'une volute d'angle et d'une demi-palmette retournée. Les bases ont aujourd'hui quasiment disparues ; elles auraient été creusées d'une large gorge entre deux tores. Dans son ensemble, le portail paraît maladroit, car ses composantes manquent de liaisons organiques, mais son intérêt archéologique est grand, car sa conception est novateur et à l'origine d'une grande série de portails, où les tores et les colonnettes se multiplient à partir du XIIe siècle. L'exemple le plus abouti serait le portail de Villers-Saint-Paul,.

#### Élévations latérales

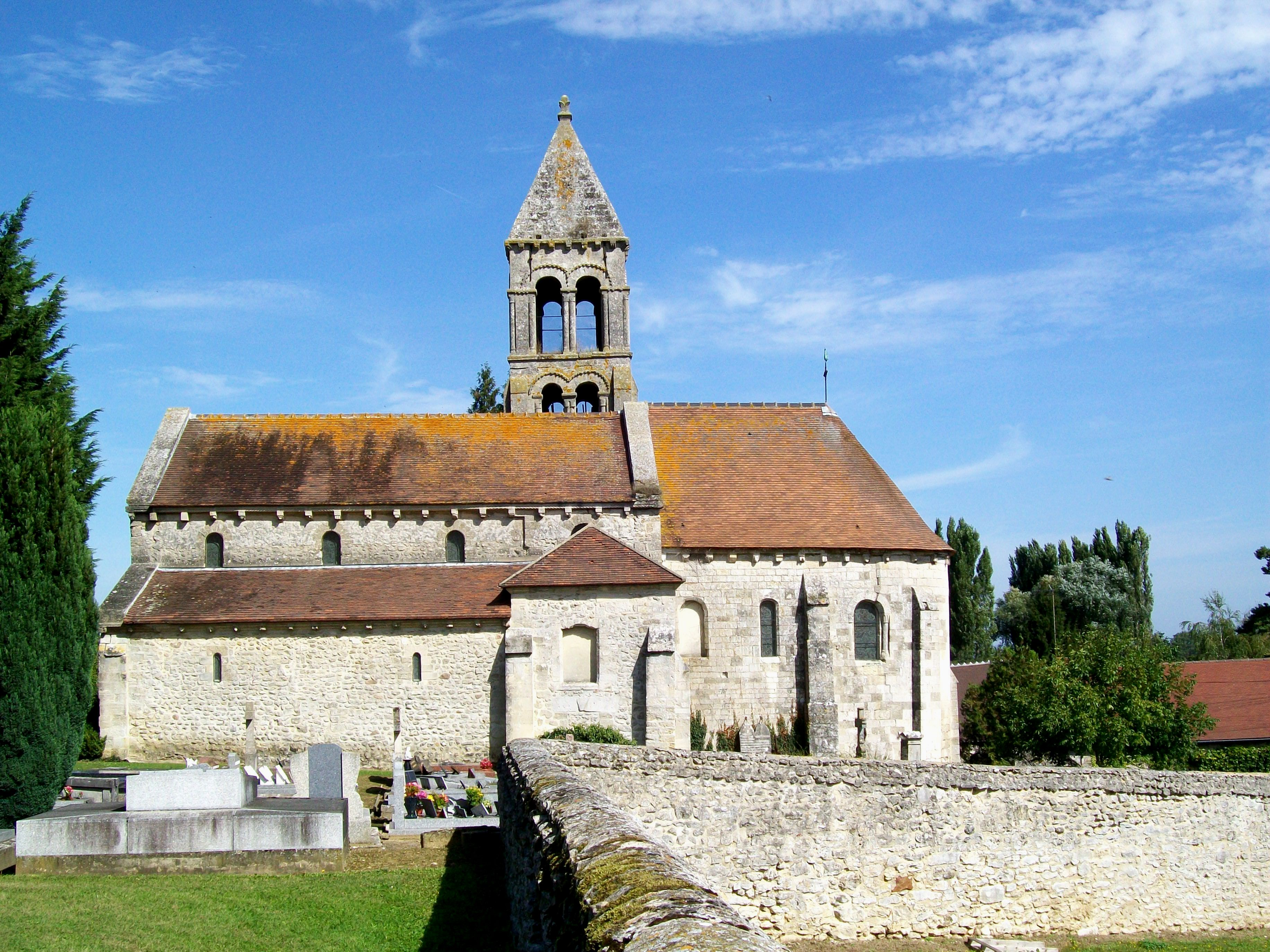
Vue de l'église depuis le sud.

La nef est dépourvue de contreforts au nord et au sud. Les fenêtres ne présentent pas d'ébrasement extérieur, et les vitres se trouvent presque au même niveau que la surface extérieure du mur. Les claveaux sont réalisées en pierre d'appareil, de même que les jambages. L'élément le plus intéressant des murs gouttereaux de la nef est la corniche, qui se compose d'une tablette décorée d'une torsade, qui repose sur des modillons grossièrement sculptés de masques, de têtes d'animaux et parfois d'autres motifs. Au sud, l'on compte dix-huit modillons. Le dix-neuvième manque, et le second et le troisième ont été remplacés par des cubes non sculptés. Les autres modillons datent d'origine, mais la tablette était trop dégradée au sud pour être conservée. Elle a été reproduite à l'identique en se servant de la tablette du nord comme modèle. Les élévations latérales de la nef ne semblent pas avoir subi d'autres remaniements, à l'exception toutefois de la dernière travée du sud, où, à la limite avec la troisième travée, l'on voit ce qui apparaît comme l'arrachement du mur de l'ancien clocher sud : des pierres d'appareil y sont engagées dans le mur, alors qu'elles ne sont utilisées ailleurs que pour les chaînages, les contreforts et les clochers (sans parler du chœur). Cinq pierres forment un léger ressaut, mais leur surface est lisse. Bien entendu, l'existence ancienne du second clocher ne peut être prouvée, mais la meilleure explication pour la reconstruction du mur oriental de la chapelle du sud et du mur méridional de la partie droite du chœur est leur endommagement lors de l'effondrement du clocher. En même temps, la corniche de la quatrième travée de la nef, qui devait être cachée par le clocher, semble être restée indemne. Plutôt que d'y voir une preuve démontrant que le clocher n'a jamais été réalisée, Dominique Vermand pense que la corniche a été restituée vers 1125, date des reconstructions mentionnées, et du voûtement de la chapelle dans la base du clocher sud.

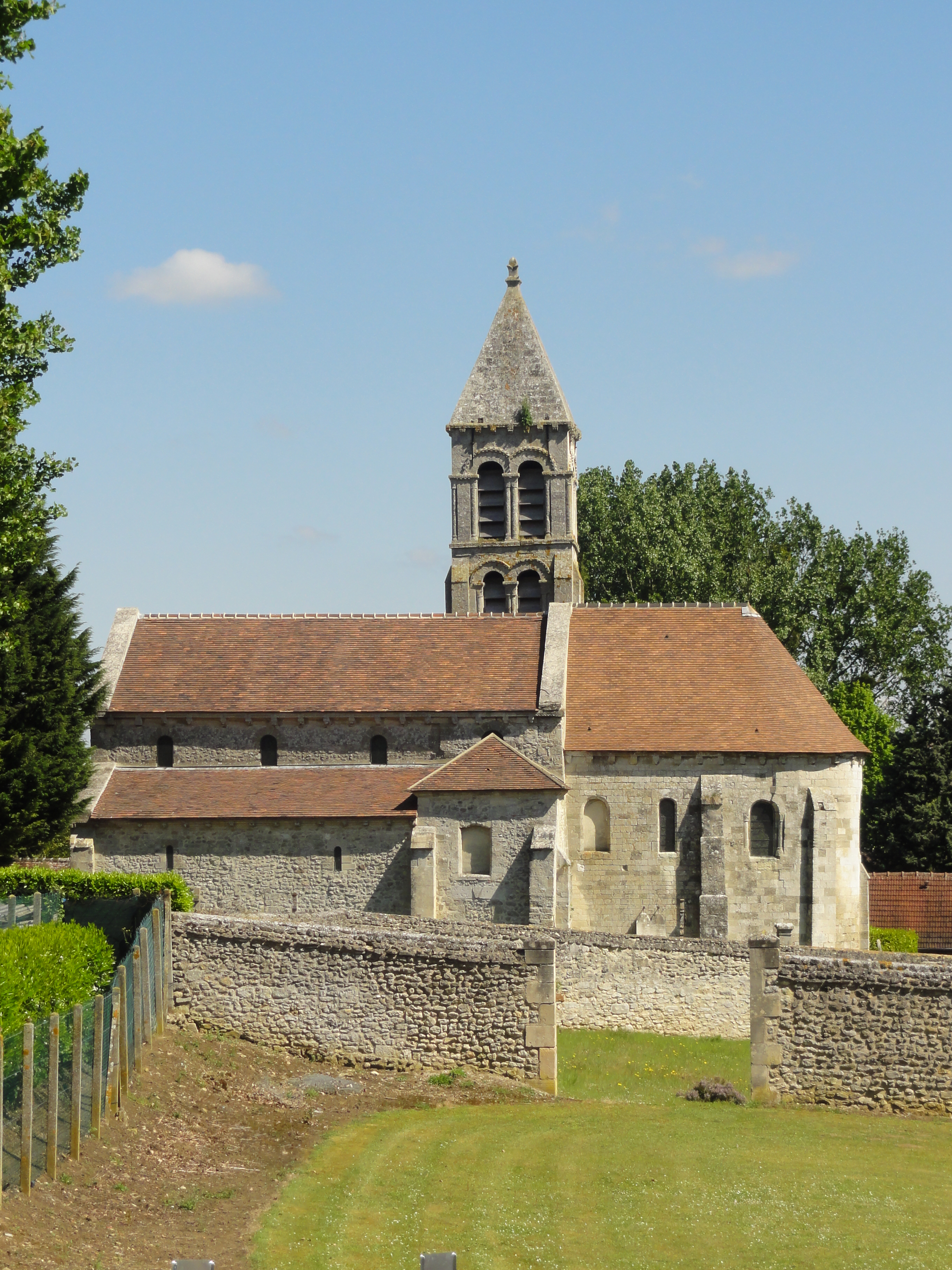
Vue depuis le sud.

La chapelle du sud est facilement reconnaissable depuis l'extérieur, car elle conserve la hauteur qu'avait le bas-côté tout entier entre 1878 et les années 1960, et elle garde également une fenêtre en anse de panier bouchée du XVIIIe siècle. Des contreforts, moins plats que les autres, flanquent la chapelle au sud et à l'angle sud-est. Ailleurs, on a beau examiner les murs des bas-côtés, mais on n'y retrouvera pas les contours des fenêtres du XVIIIe siècle murées, même si des ruptures dans l'appareil sont visibles à certains endroits. Chaque bas-côté possède un contrefort plat à l'extrémité occidentale, et le bas-côté sud compte un deuxième à équidistance entre ce premier contrefort et le clocher. Les deux fenêtres sont situées respectivement à mi-chemin entre les deux contreforts, et entre le second contrefort et le clocher. Au sud, les fenêtres font directement face à leurs homologues au nord. On constate donc un souci de symétrie, contrairement aux nefs uniques (sans bas-côtés) construites en grand nombre à la même époque. La position des fenêtres y est souvent aléatoire. Les linteaux sont monolithiques, et échancrés en leur milieu afin d'obtenir des arcs en plein cintre. Des lignes gravées simulent les claveaux. C'est un procédé très courant au XIe siècle, et de tels linteaux subsistent à Angy, Balagny-sur-Thérain, Frocourt, Noël-Saint-Martin, Rosoy, Villers-Saint-Sépulcre, etc.
Les corniches des bas-côtés montrent une arête entre deux tores, et reposent également sur des modillons. Comme déjà signalé, les tablettes ont dû être entièrement refaites en s'inspirant de quelques témoins conservés en mauvais état, car les murs des bas-côtés avaient été exhaussés. Aucun modillon n'ayant été retrouvé, l'architecte et le sculpteur ont jugé préférable de ne pas recopier les modillons de la nef, mais d'en inventer de nouveaux, tout en respectant le style et l'esprit du XIe siècle. Plusieurs modillons font référence à des personnages impliqués dans la restauration. Au nord, le premier modillon depuis la gauche représente une borde, c'est-à-dire une petite métairie, car le patronyme du sculpteur est Bordet. Le sixième représente un bureau avec une croix passant entre les pieds, car l'église était desservie depuis 1957 par l'abbé Jean Bureau, curé de Pontpoint. L'emblème de la marque BiC a déjà été mentionné. Le treizième modillon figure un paquet enrubanné, pour Jean-Pierre Paquet. Au sud, le troisième modillon fait encore référence à la marque BiC. L'avant-dernier arbore le blason du maire, M. Dassonville. Deux autres symboles n'auraient pas existé au Moyen Âge : l'avant-dernier est un ressort à boudin symbolisant l'époque moderne, et l'un des derniers au sud est un bouton électrique, rappelant également la date moderne de la réalisation des sculptures.

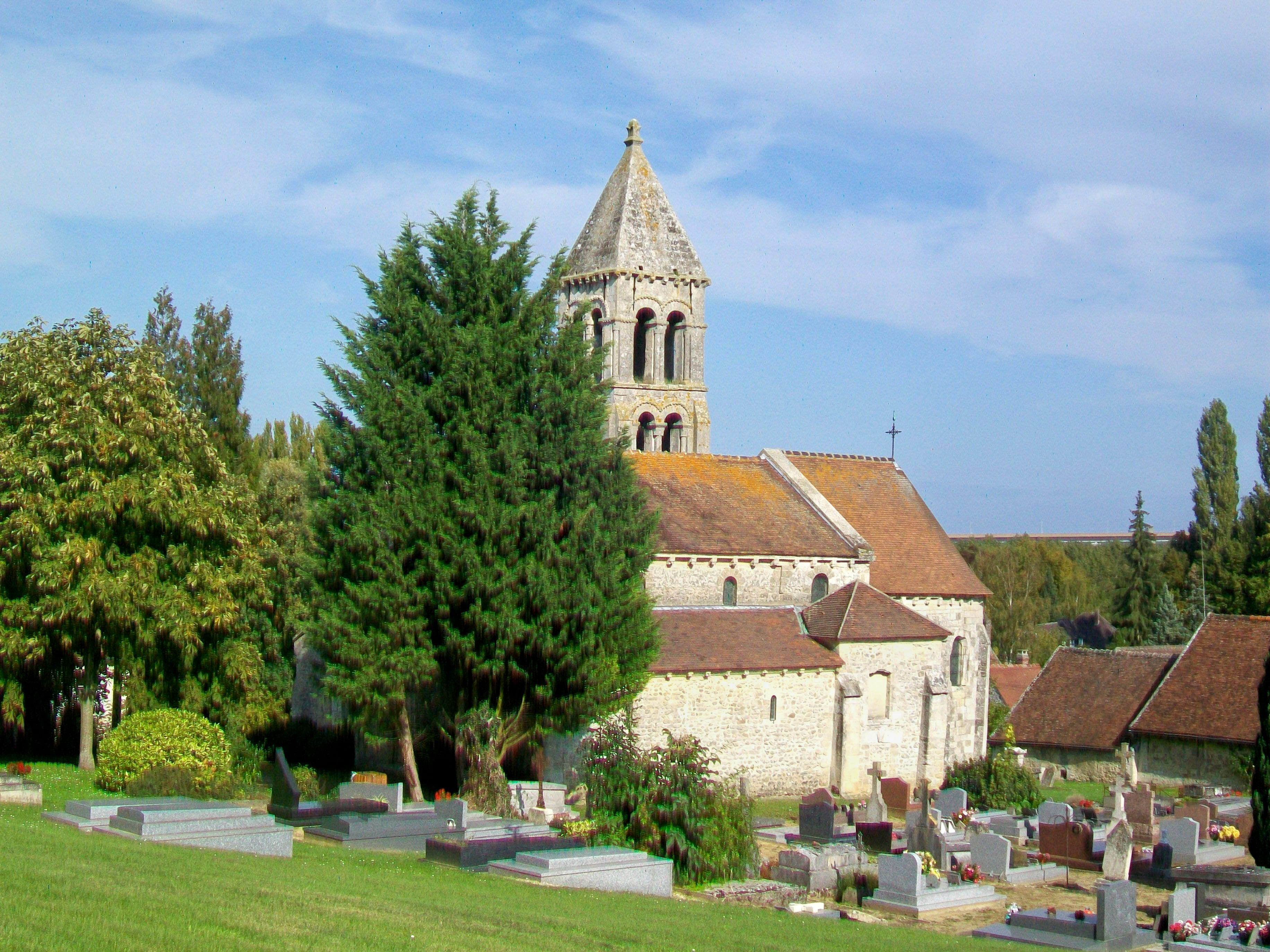
Vue depuis le sud-ouest.
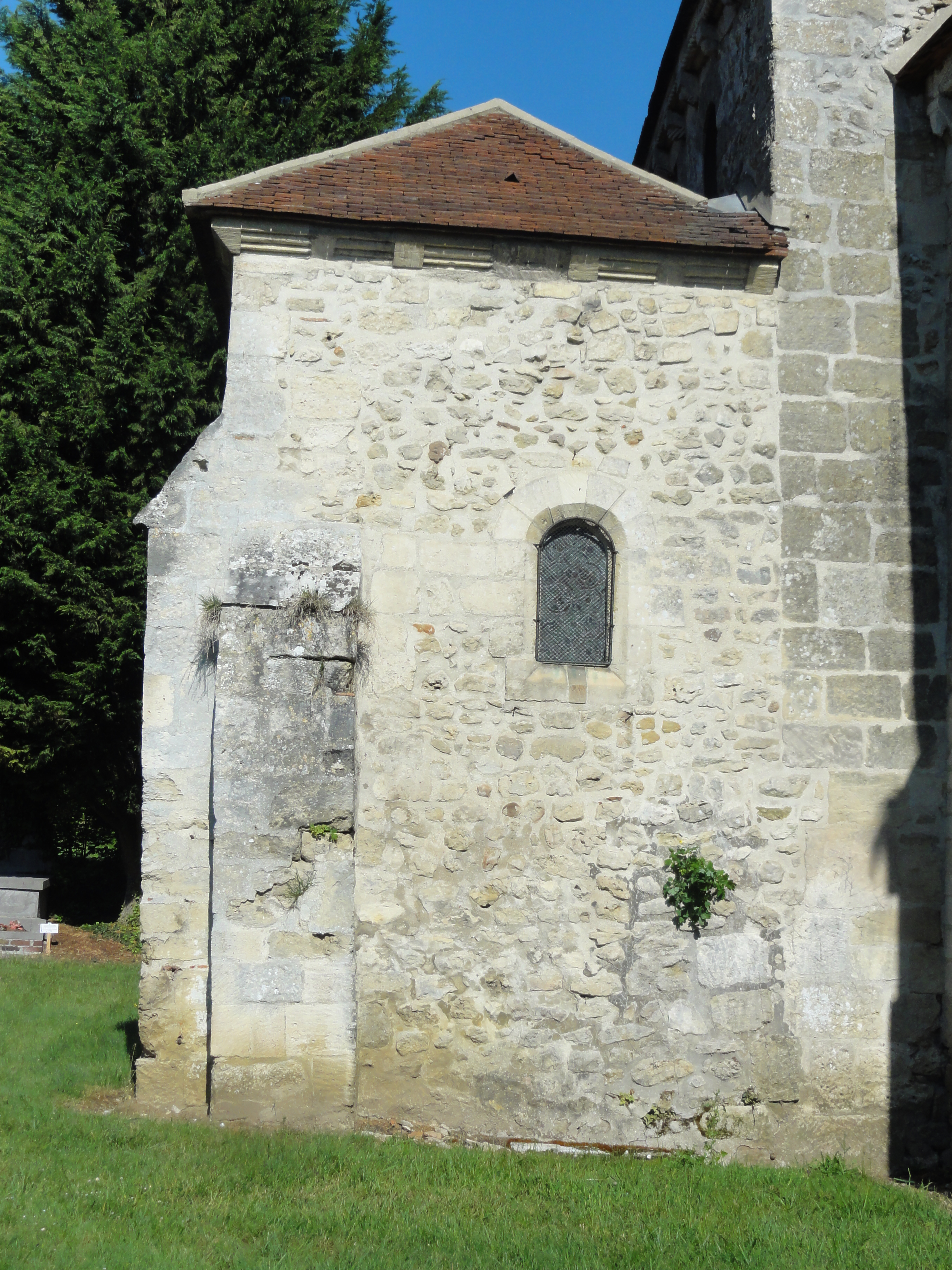
Chevet de la chapelle sud.
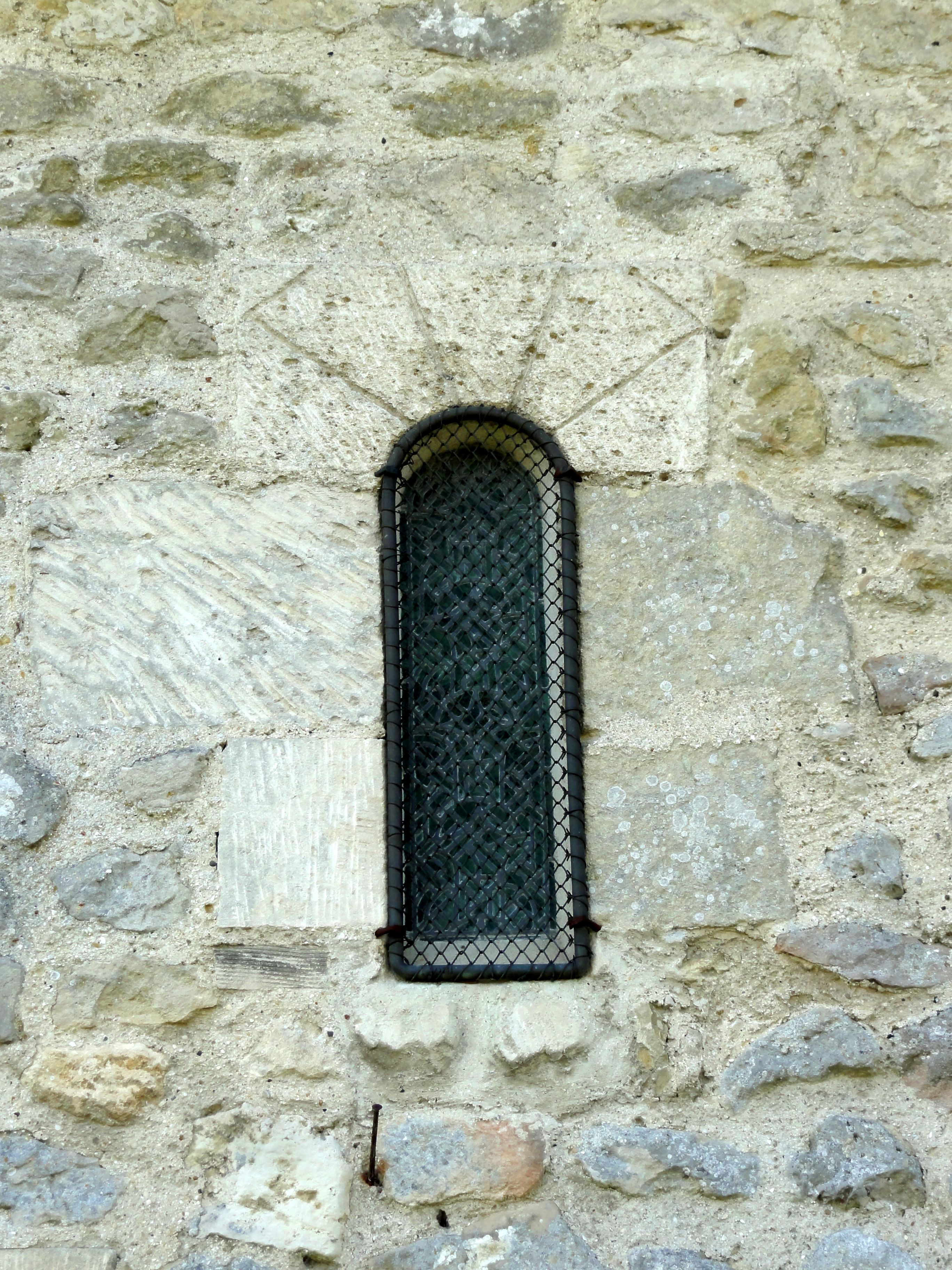
Fenêtre du bas-côté sud.
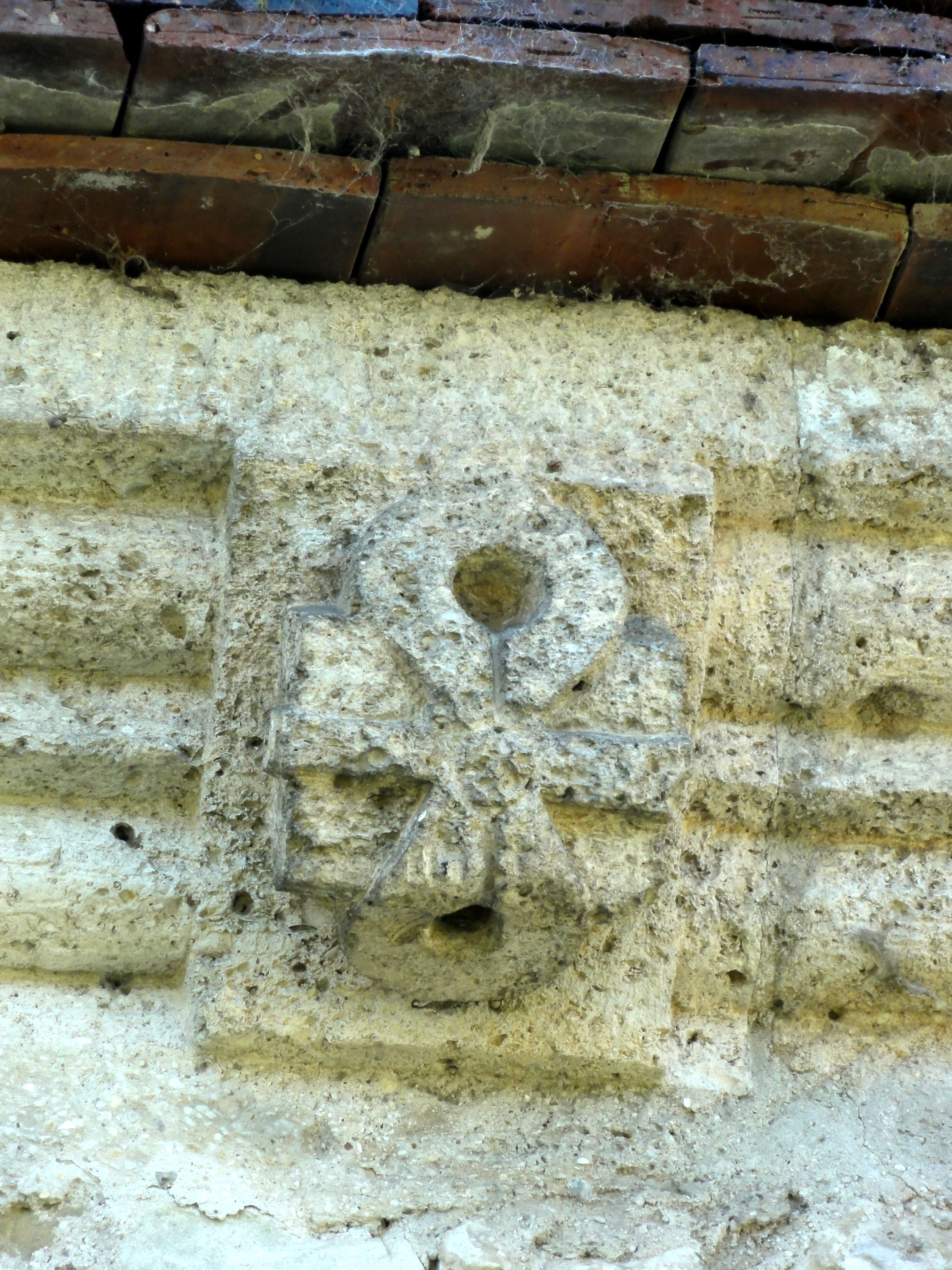
Modillon refait - paquet.
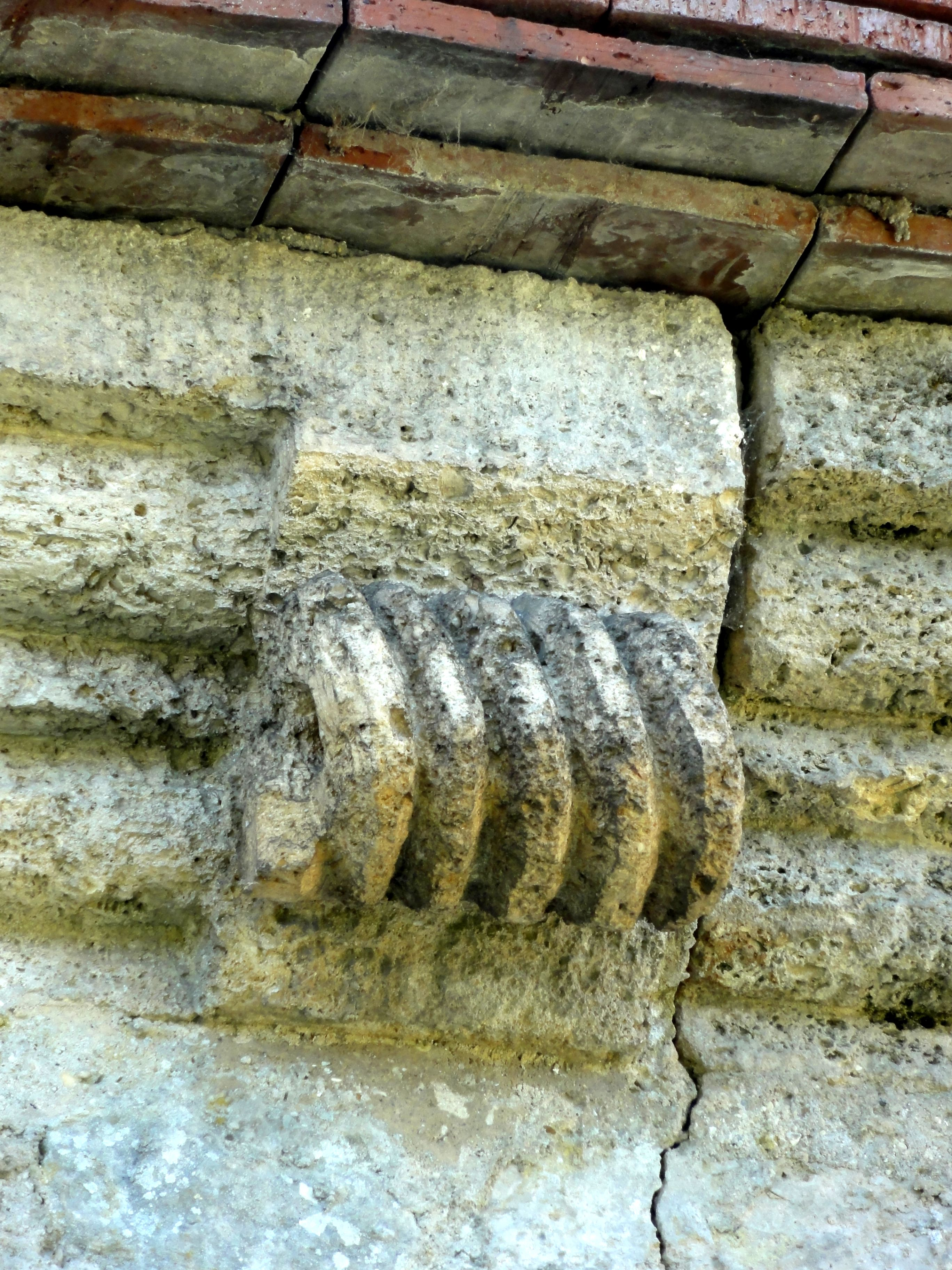
Modillon refait - ressort.
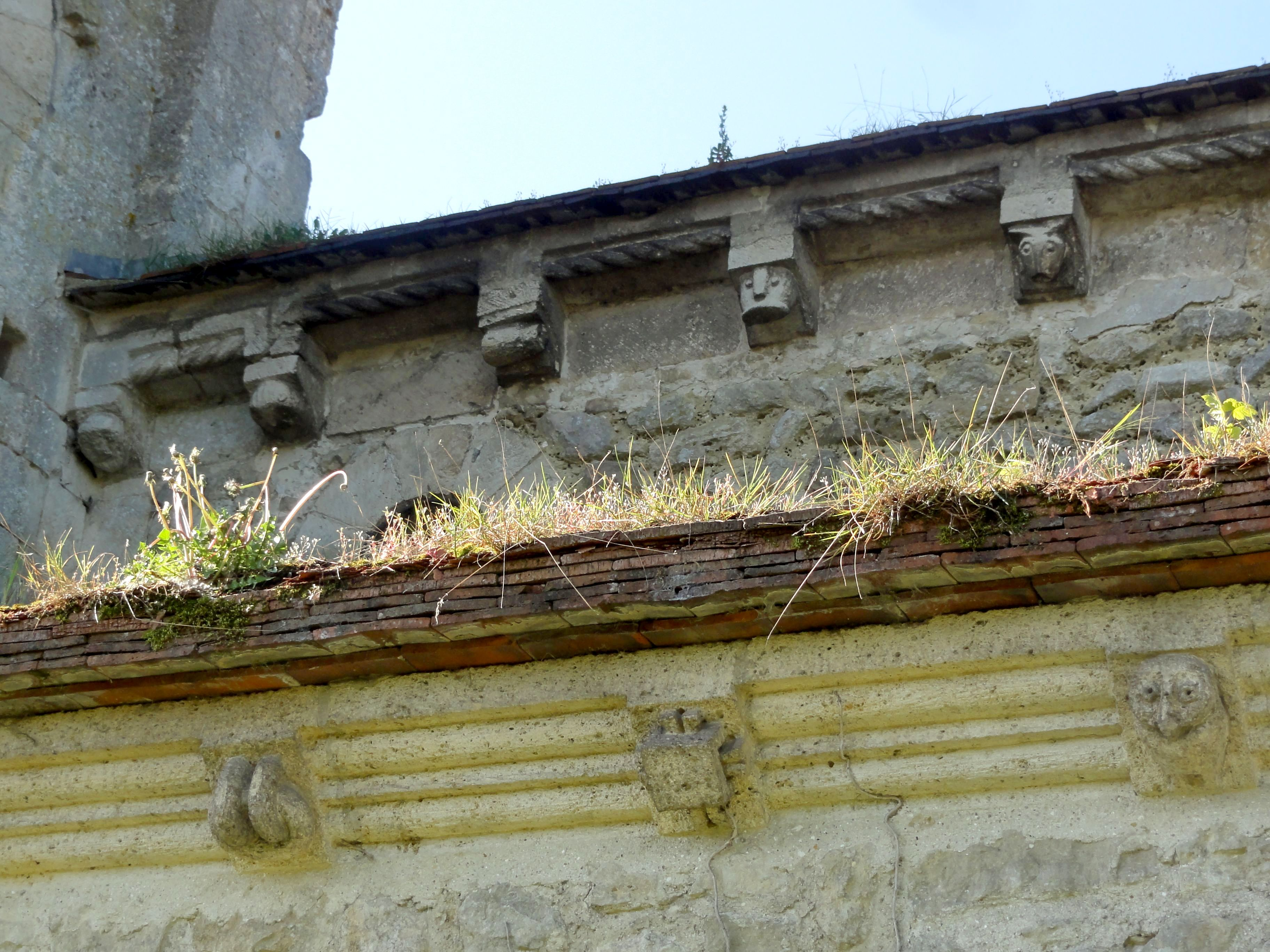
Corniches, côté nord.

#### Chœur

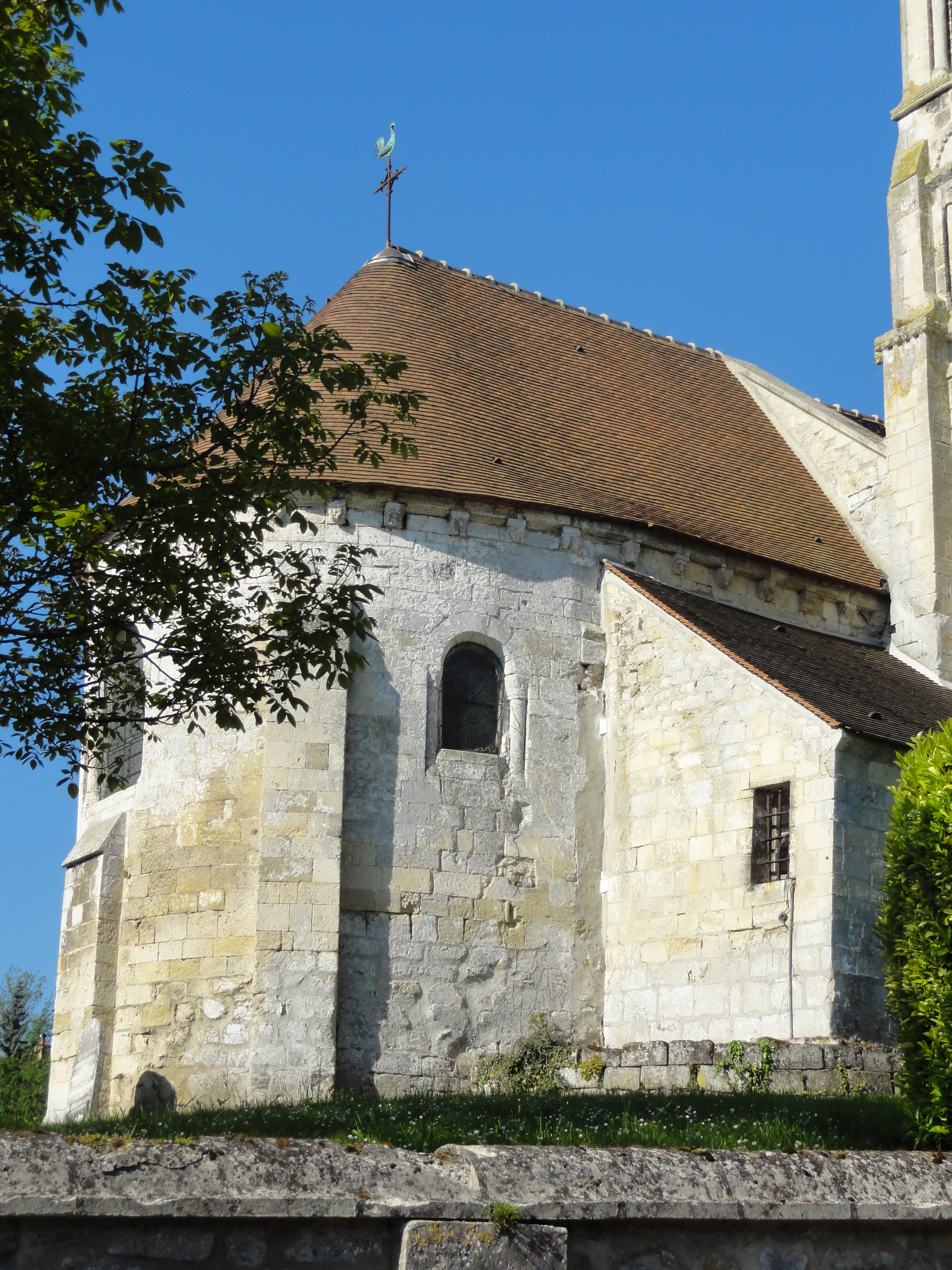
Chœur, vue depuis le nord ; à dr., la sacristie.

Le chœur séduit par la qualité de sa construction, car les parties visibles sont bâties avec un soin rigoureux, entièrement en pierre de taille, et contrastent avec la rusticité de la nef et des bas-côtés. Le mur nord du milieu du XIe siècle est en effet caché par la sacristie, et la corniche continue, ainsi que le toit sans rupture entre la partie droite et l'abside, suggèrent un édifice homogène. La tablette de la corniche est décorée d'une torsade, et repose sur des modillons qui représentent tous des motifs différents : têtes, anges, feuilles, moulures, figures géométriques et divers motifs abstraits. Il n'y a pas de différence notable avec la corniche de la nef, sauf que les modillons y présentent tous une plate-bande au-dessus du motif, ce qui n'est pas le cas sur le chœur. Les contreforts au nord-est et au sud-est sont plats et très semblables à leurs homologues des bas-côtés, sauf que le glacis final comporte un larmier faiblement prononcé. Un troisième contrefort, plus large, se situe dans l'axe du chevet et s'arrête juste en dessous de la baie d'axe. Les trois fenêtres de l'abside sont à double ébrasement, ce qui aurait dû suffire pour signaler aux auteurs que l'abside ne peut être antérieure à la fin du XIIe siècle. Elles sont flanquées de colonnettes à chapiteaux, mais les archivoltes ne sont pas décorées. La fenêtre de l'axe du chevet est plus large que les deux autres, et Dominique Vermand estime qu'elle a été remaniée. Les chapiteaux sont de la même facture que ceux du clocher et du portail, sauf celui au sud à droite, qui est à godrons : il s'agit apparemment de la première apparition de ce motif dans l'Oise. Quant au mur méridional du chœur, il présente curieusement deux fenêtres différentes, toutes les deux sans colonnettes et chapiteaux : celle à gauche est des mêmes dimensions que les deux baies nord-est et sud-est de l'abside, mais Dominique Vermand estime qu'elle date seulement du XVIIIe siècle. Elle a été bouchée avant la restauration, et le reste toujours. La fenêtre de droite date de 1125 / 1130, et bien que plus récente que les fenêtres de l'abside, est plus étroite, et possède un grand linteau monolithique. Le contrefort à droite de cette fenêtre s'achève par un glacis plus long qu'ailleurs, et il se retraite à deux reprises grâce à un fruit, ce qui indique clairement qu'il est postérieur aux autres (années 1125 / 1130),.

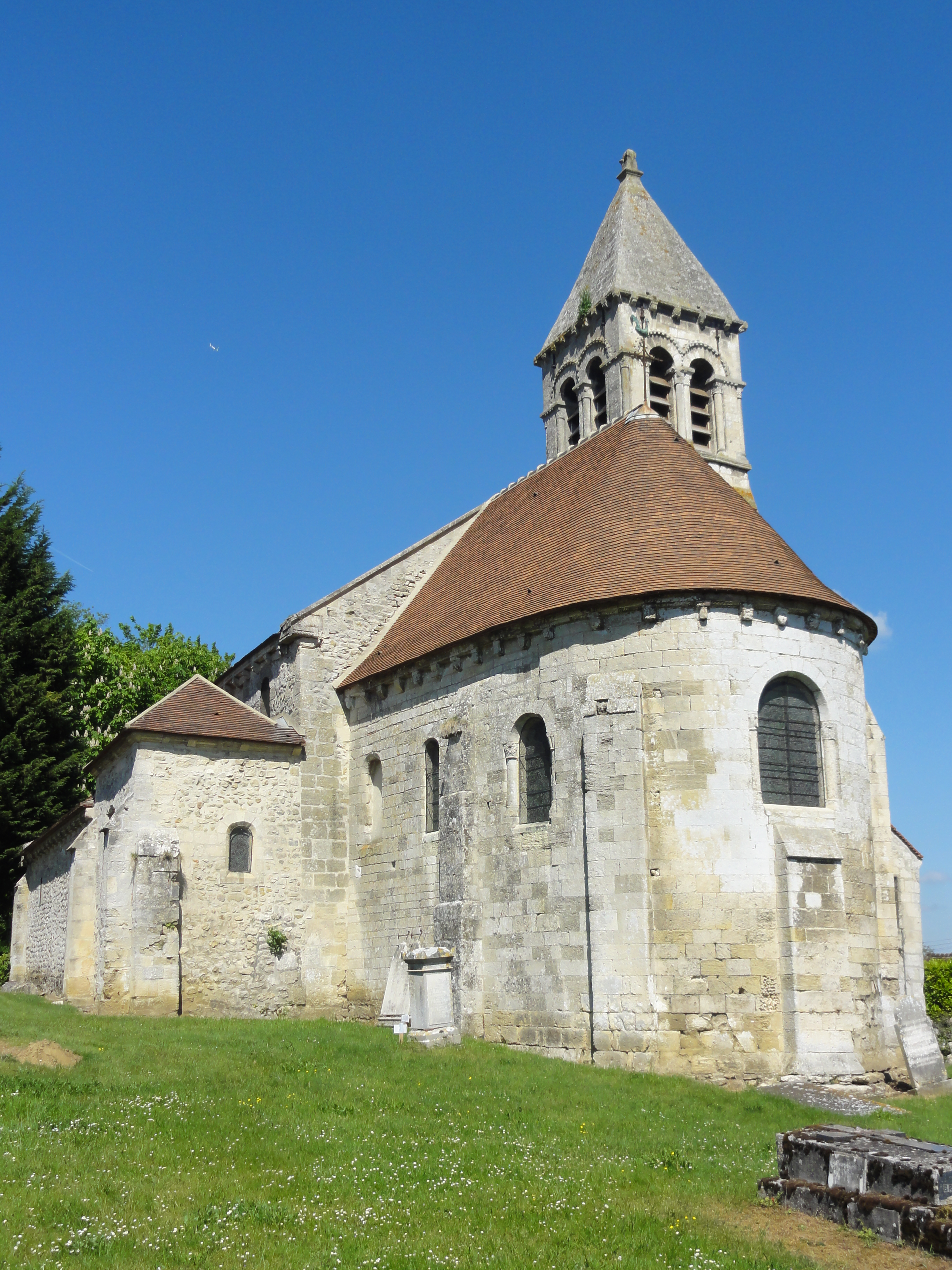
Vue depuis le sud-est.
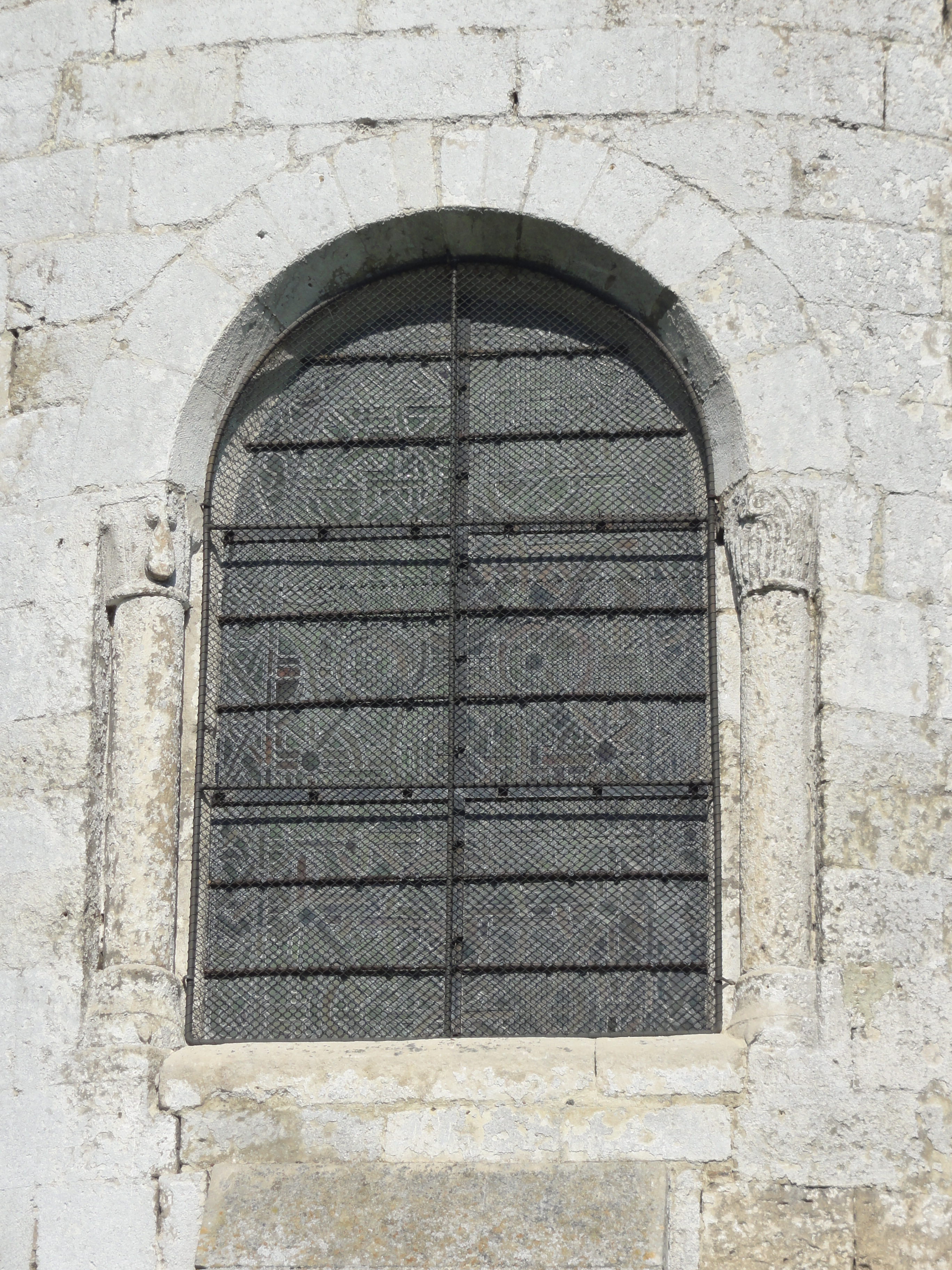
Baie d'axe de l'abside.
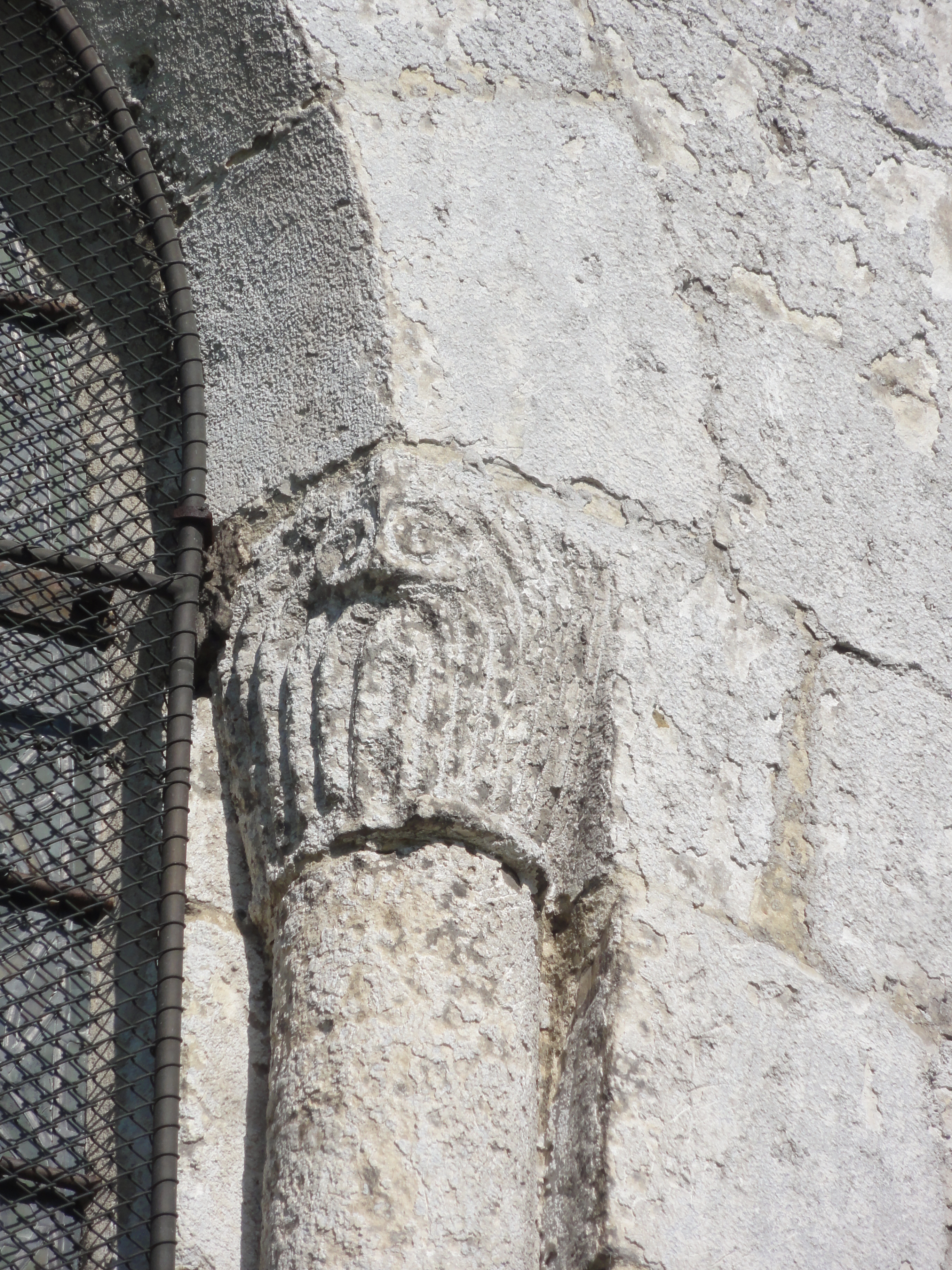
Chapiteau à droite.
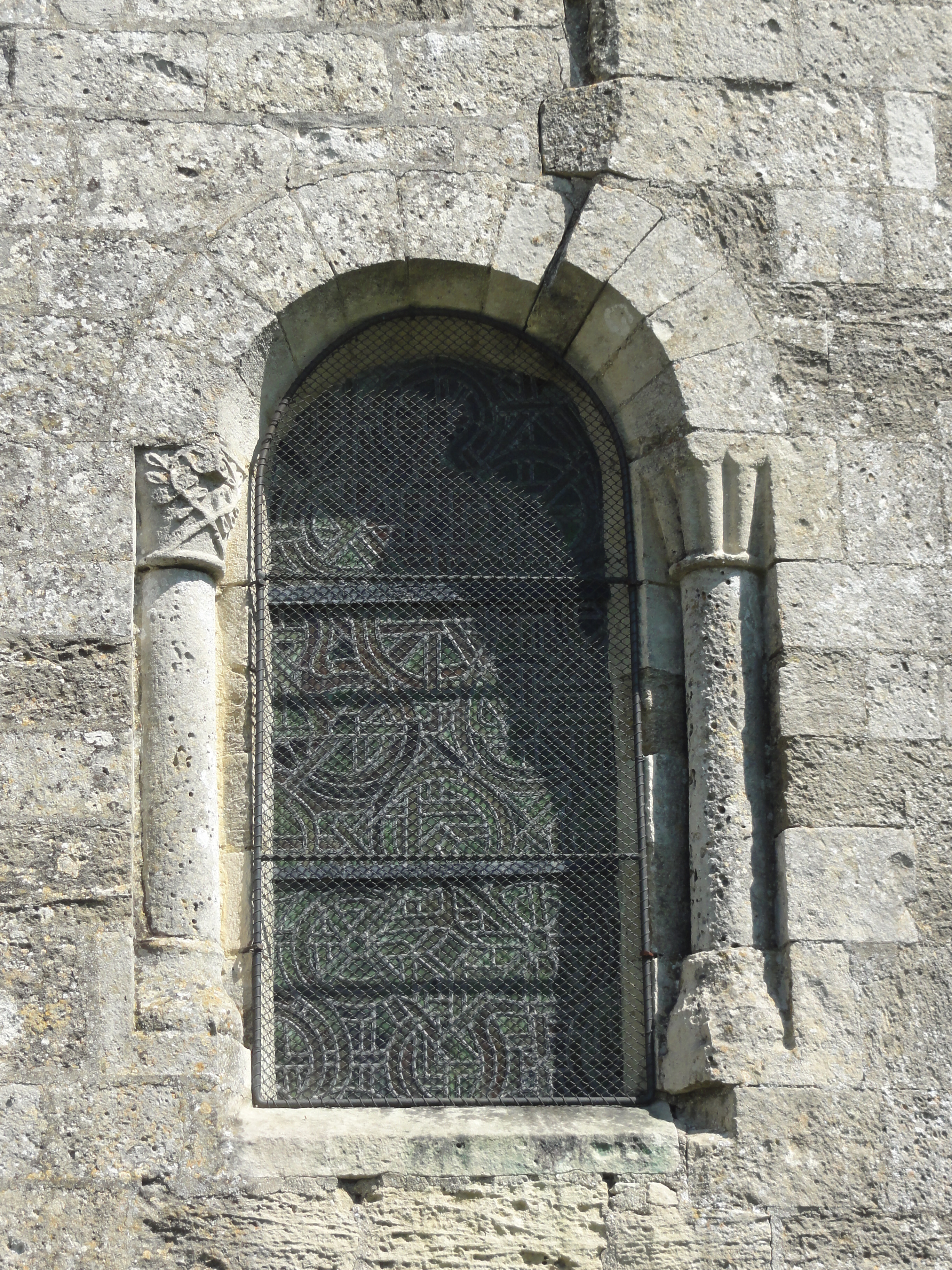
Baie sud de l'abside.
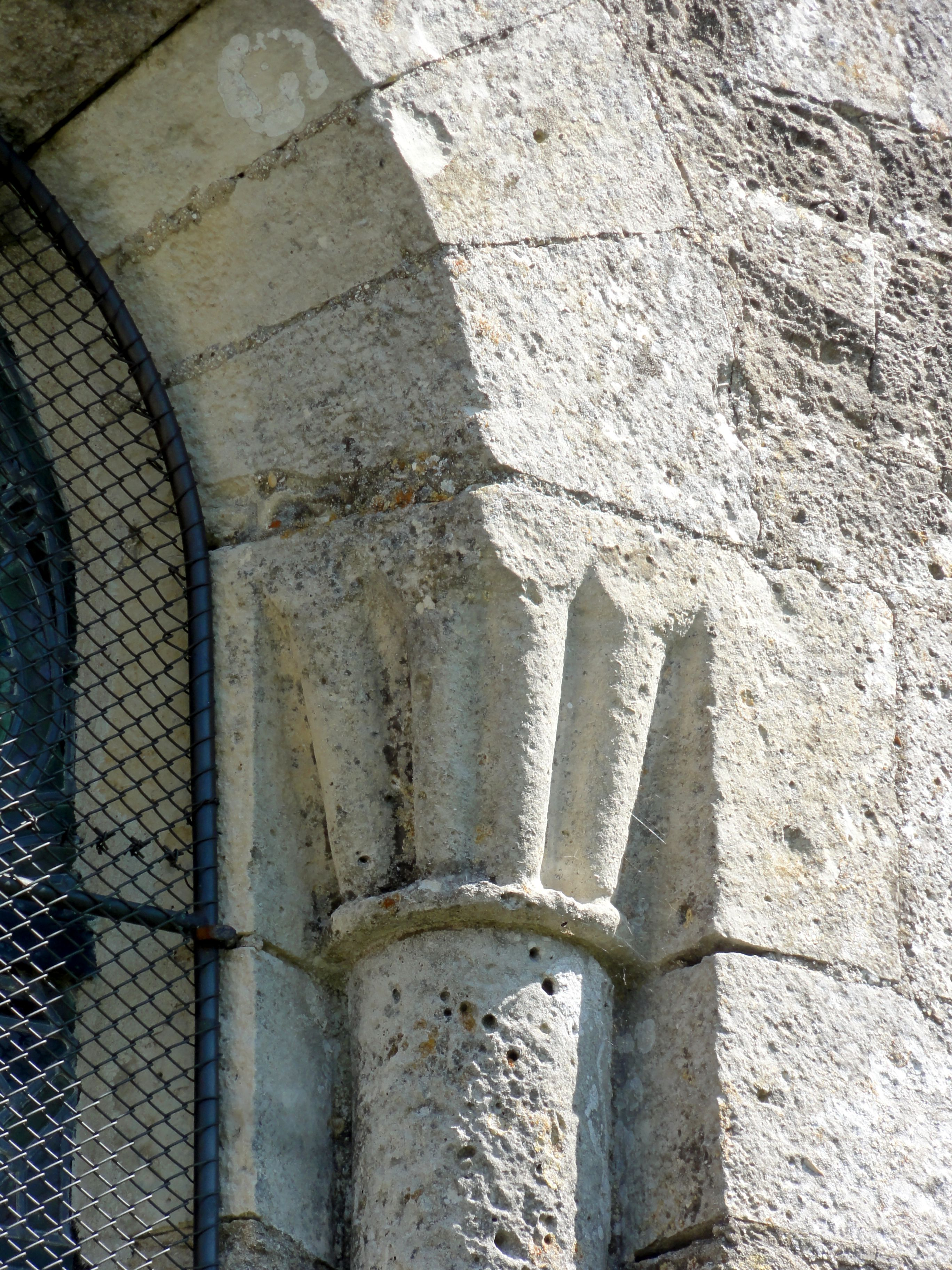
Chapiteau à godrons.
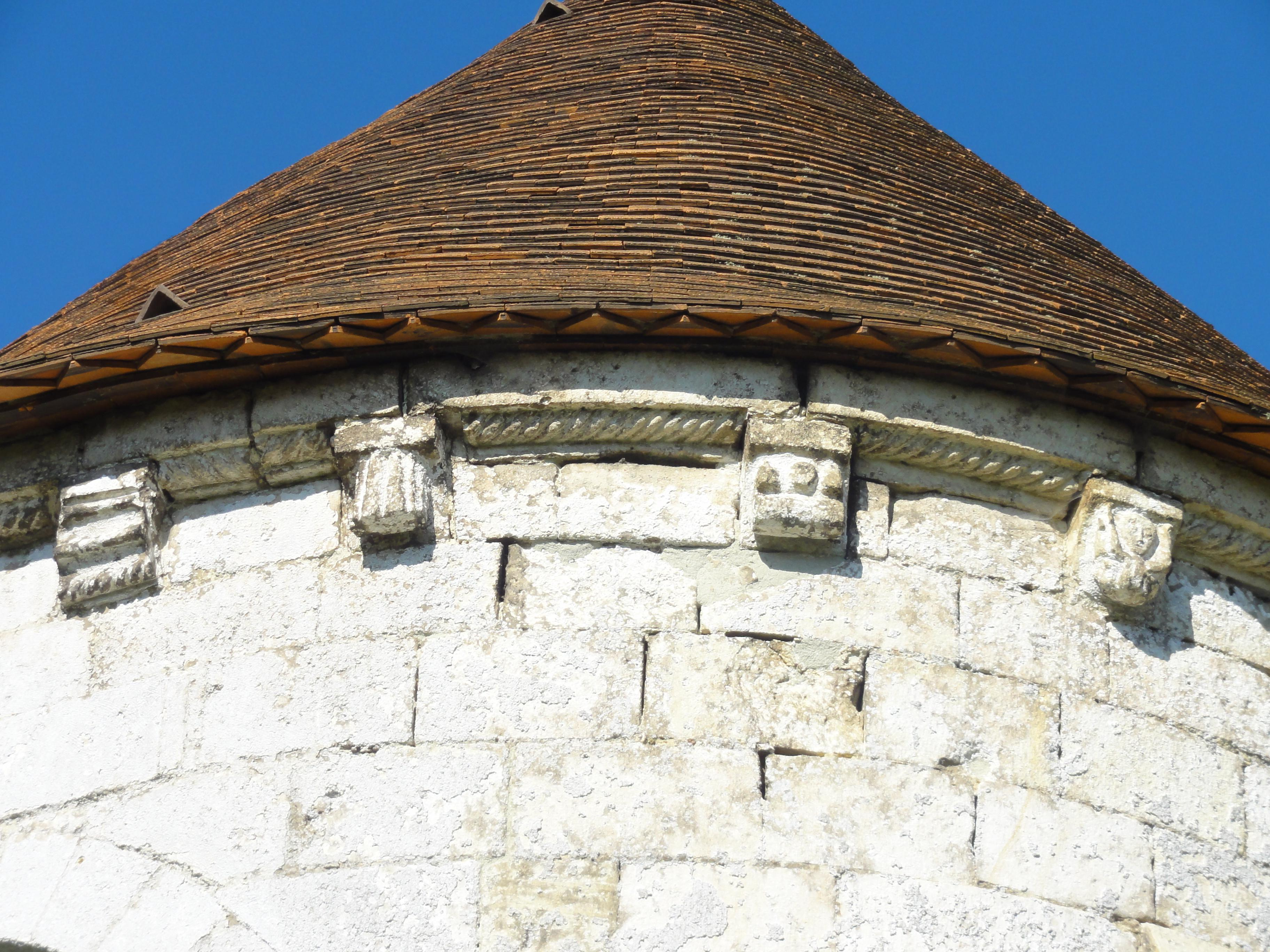
Corniche de l'abside.

#### Clocher

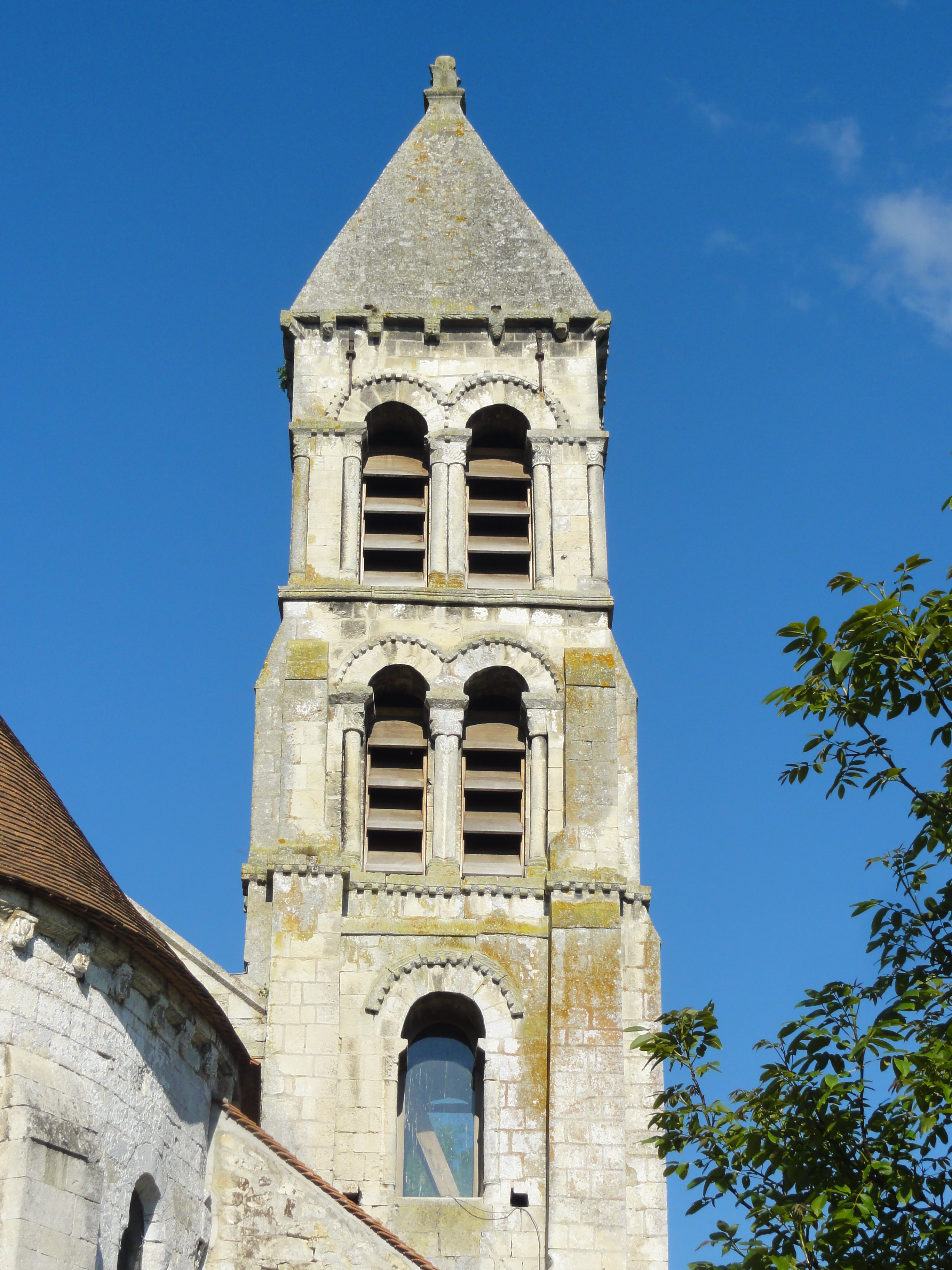
Clocher, côté est.

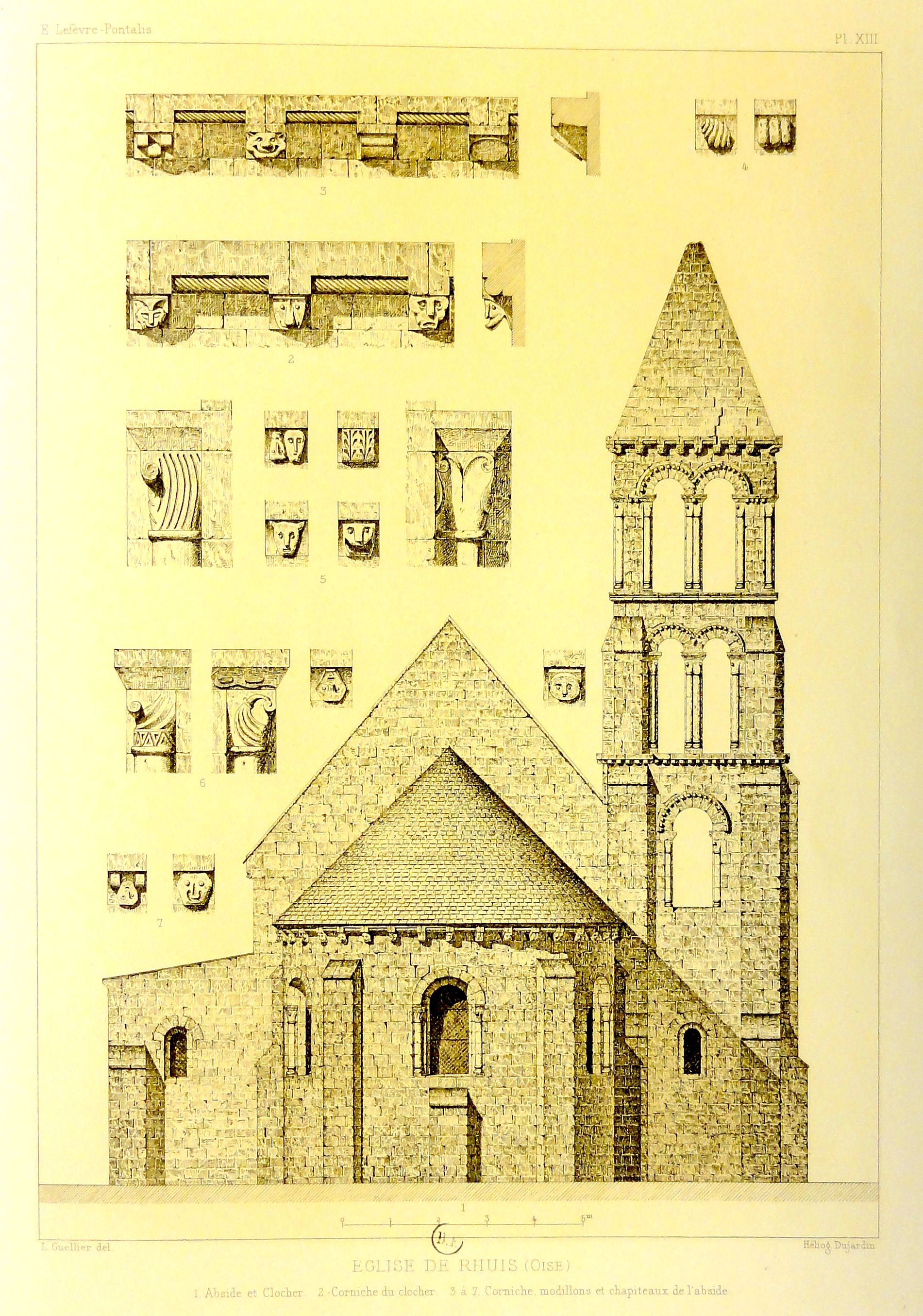
Abside et clocher, en 2 corniche du clocher.

Le clocher s'élève au-dessus de la quatrième travée du bas-côté nord, et est bâti entièrement en pierre de taille, excepté le mur nord de la base, qui est encore celui du bas-côté primitif, bien que renforcé vers l'intérieur. Dominique Vermand dit que ce « magnifique clocher est un modèle de légèreté et d'élégance ». Il possède trois étages de baies, tous bâtis pendant une même campagne après 1085, et est coiffé d'une pyramide en pierre. Les clochers romans à trois étages de baies sont l'exception dans la région : on ne peut citer que Nogent-sur-Oise, Saint-Pierre de Senlis, Saint-Vaast-de-Longmont et les deux tours de chevet de Morienval. Eugène Lefèvre-Pontalis a encore pensé que le clocher de Rhuis remonterait au milieu du XIe siècle et serait le plus ancien clocher encore intact de Picardie et d'Île-de-France, et qu'il aurait servi de modèle aux tours de chevet de Morienval. Puisqu'il est en réalité plus jeune, il paraît plutôt qu'il a lui-même été influencé par les tours jumelles de Morienval. Le clocher est épaulé à chaque angle par deux contreforts plats orthogonaux, qui se retraitent une fois par un court glacis à la limite entre le premier et le second étage, et s'arrêtent un étage plus haut. La transition entre la base et le premier étage est fluide, et ne se remarque que dans l'appareil. Sur ses trois faces libres, le premier étage est percé d'une large baie en plein cintre, dont l'archivolte retombe sur des impostes semblables à ceux de la nef. Les arêtes des jambages sont garnies de colonnettes à chapiteaux, qui présentent chacun une volute d'angle, et sinon des lignes brisées simplement gravées, sur deux niveaux. Les impostes tiennent lieu de tailloirs, bien que non moulurées sur la face extérieure. Un rang de billettes surmonte les claveaux de l'archivolte. Un peu au-dessus des billettes, les murs du clocher se retraitent grâce à un fruit. Encore un peu plus haut, un cordon de billettes fait le tour du clocher, et sert en même temps d'appui aux fenêtres du second étage,.
Le second et le troisième étage sont en grande partie identiques, ce qui contribue à l'harmonie du clocher, mais l'architecte a bien sûr évité une répétition pure et simple : des colonnettes d'angle munies de chapiteaux se substituent aux contreforts, et les deux étages sont séparés d'un bandeau formé par deux tores séparés d'un mince filet, en lieu et place du cordon de billettes. Les étages supérieurs sont ajourés, sur chaque face, de deux baies en plein cintre gémellées. Elles sont cantonnées chacune de deux colonnettes à chapiteaux, dont celles aux extrémités s'approchent de quelques dizaines de centimètres des contreforts : les baies occupent donc beaucoup de place, ce qui contribue à l'effet de légèreté mentionné ci-dessus. Les deux colonnettes centrales du premier étage ont les fûts accolés, et un peu plus minces que les autres. Il est à souligner que les fûts sont monolithiques, ou assemblés de deux longs segments, ce qui est loin d'être la règle, et augmente toujours l'élégance. Les chapiteaux sont tous à volutes d'angle, auxquelles s'ajoutent des palmettes de différents types, des feuilles simples et des motifs déjà observés sur les tailloirs. Du reste, les tailloirs ont toujours le même profil sommaire que les impostes des grandes arcades. Au second étage, les colonnettes d'extrémité d'un couple de baies et les colonnettes d'angle se partagent le même tailloir, et le biseau des tailloirs du second étage est garni de billettes. Les fenêtres sont légèrement plus larges, et les colonnettes centrales ne sont pas accolées, car il y a davantage de place grâce à l'absence des contreforts. Le second étage se termine par une corniche analogue à celle de la nef, mais les modillons sont irrégulièrement espacés et font nettement saillie devant le mur, ce qui est particulièrement bien visible aux angles. La pyramide servant de toit n'est pas ajourée, et sommée d'une sorte de fleuron.
Un certain nombre de clochers des environs partagent de nombreuses caractéristiques avec le clocher de Rhuis, mais au lieu de chercher lequel a inspiré quel autre, ce qui est problématique en l'absence d'une datation suffisamment fiable, on peut les considérer comme les œuvres d'un même atelier. Il s'agit des tours jumelles de Morienval (avec le transept et l'étage inférieur remanié du clocher-porche) ; du clocher de Noël-Saint-Martin, qui ne compte plus qu'un seul étage ; du clocher de Saint-Gervais de Pontpoint ; probablement du clocher nord de Saint-Pierre de Senlis ; et sans doute aussi du clocher de Roberval avant sa reconstruction. Tous ces clochers partagent aussi leur position latérale, alors que la position la plus fréquente dans la région est au-dessus de la croisée du transept. Le plan de l'église semble venir de la Meuse et de la Moselle, mais a été sans doute importé dans la région avant la construction de l'église de Rhuis, avec, comme première réalisation de ce type, l'abbatiale de Saint-Riquier de la fin du VIIIe siècle, détruite au milieu du XIe siècle. Il ne faut pas non plus oublier les églises carolingiennes depuis longtemps détruites, qui existaient dans toutes les villes importantes de l'Oise. Le modèle direct pour le clocher de Rhuis se trouverait à l'ancienne église Saint-Aignan de Senlis, dont le clocher roman partiellement détruit semble antérieur au milieu du XIe siècle. Tenant compte des liens étroits entre Senlis et Paris, il n'est finalement pas à exclure que les tours de chevet de l'abbaye de Saint-Germain-des-Prés soient à l'origine des clochers de Saint-Aignan, Morienval et Rhuis.

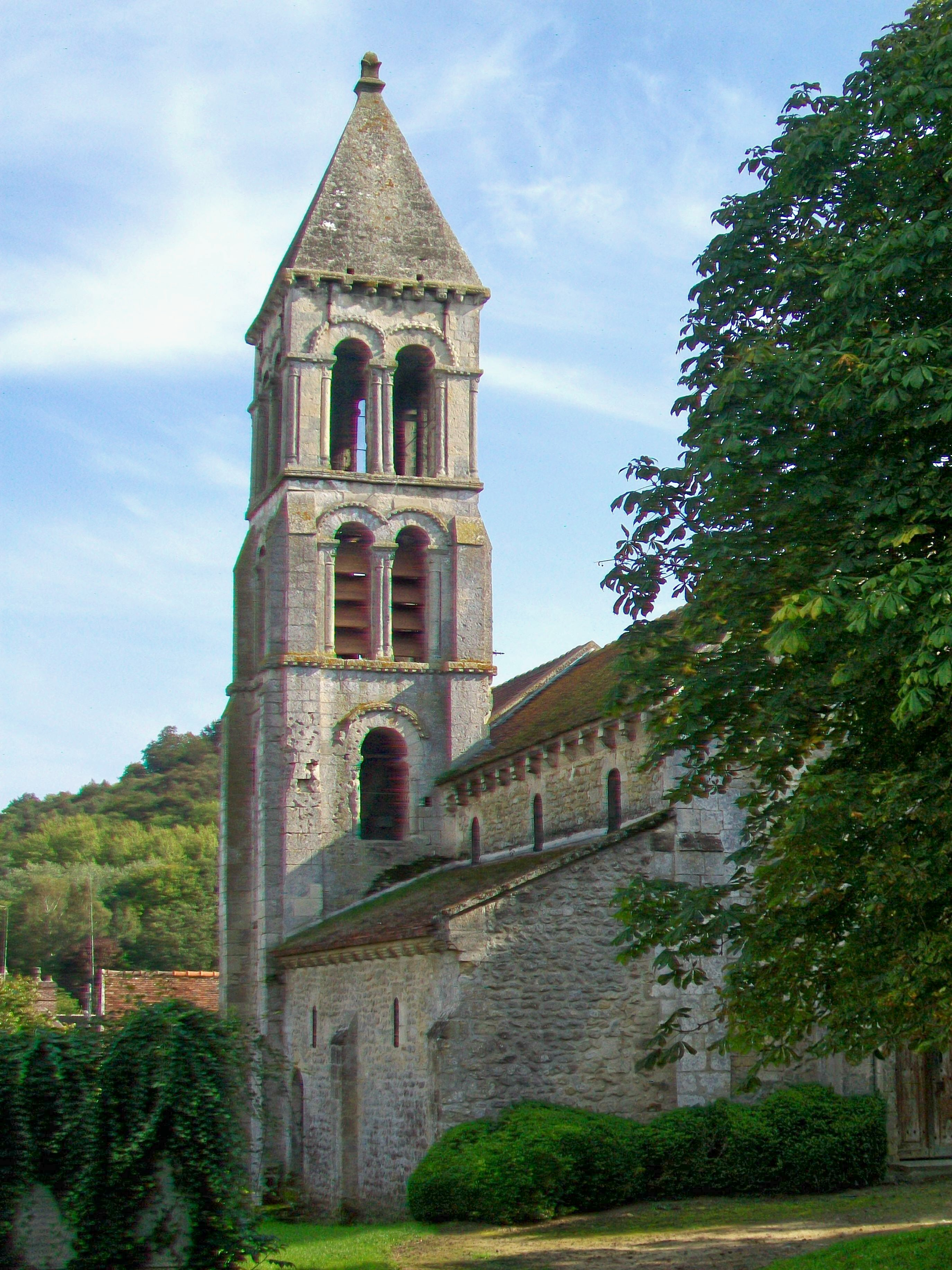
Vue depuis l'ouest.
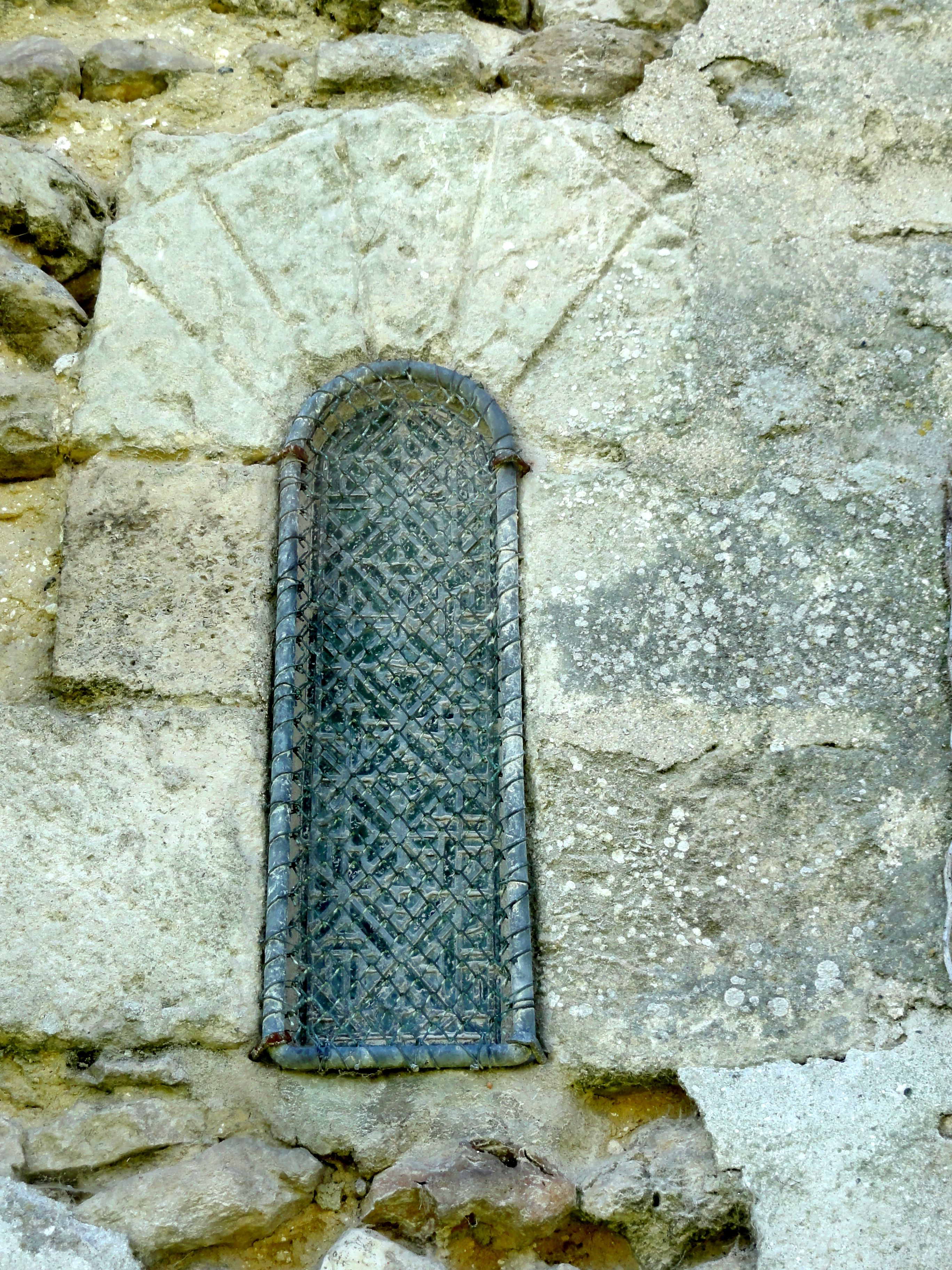
Fenêtre de la base du clocher.
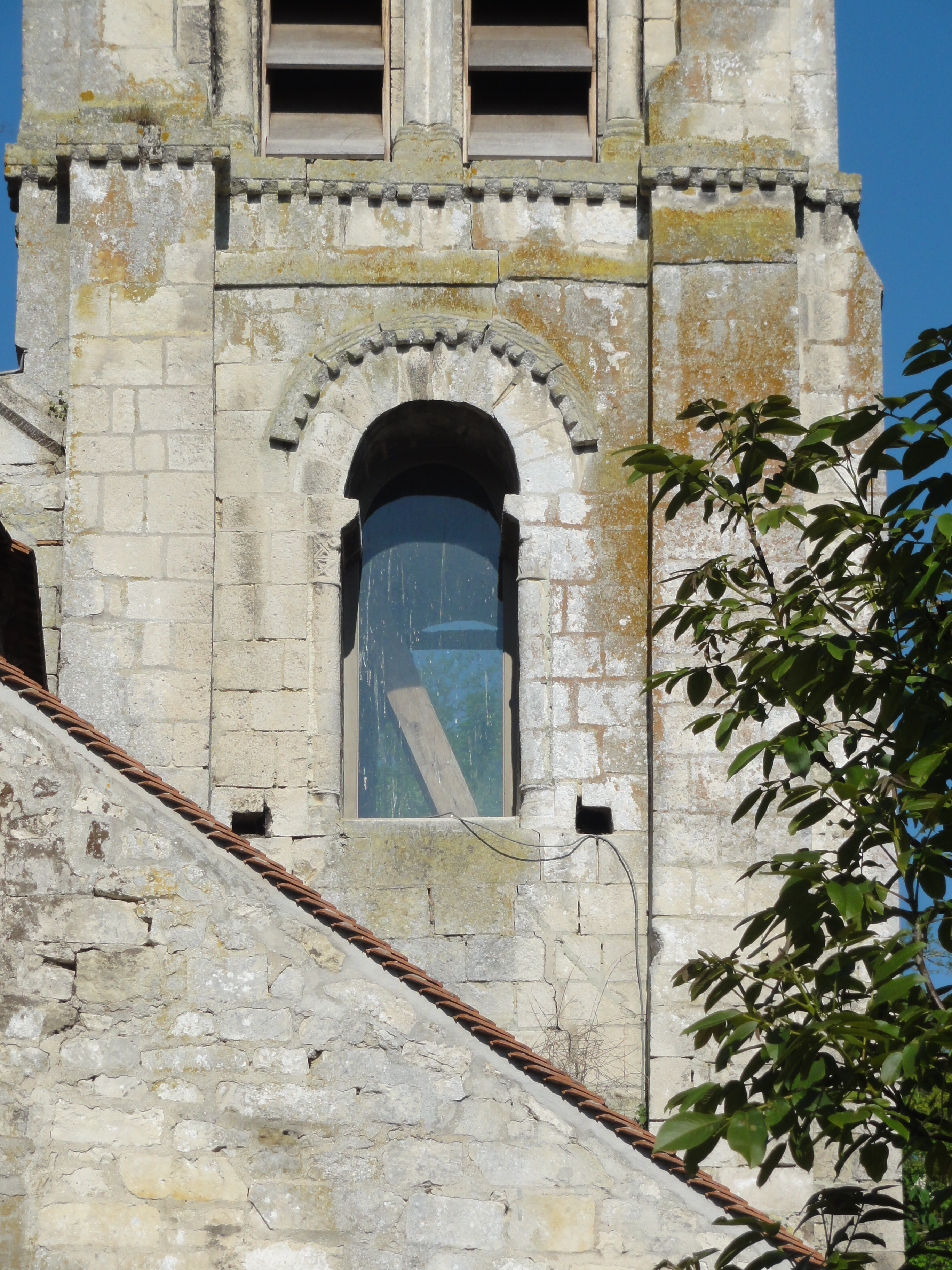
Premier étage.
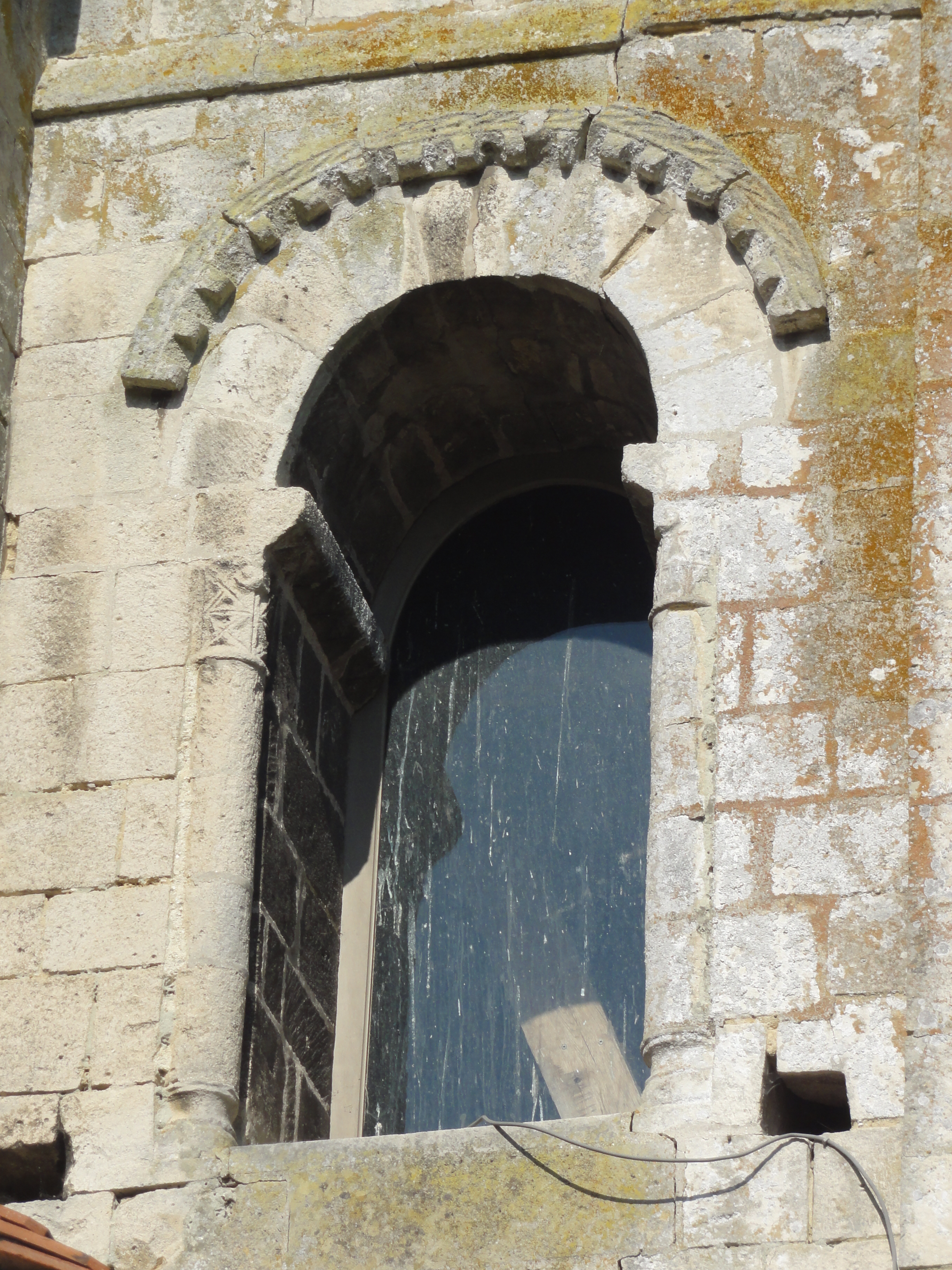
Baie orientale du premier étage.
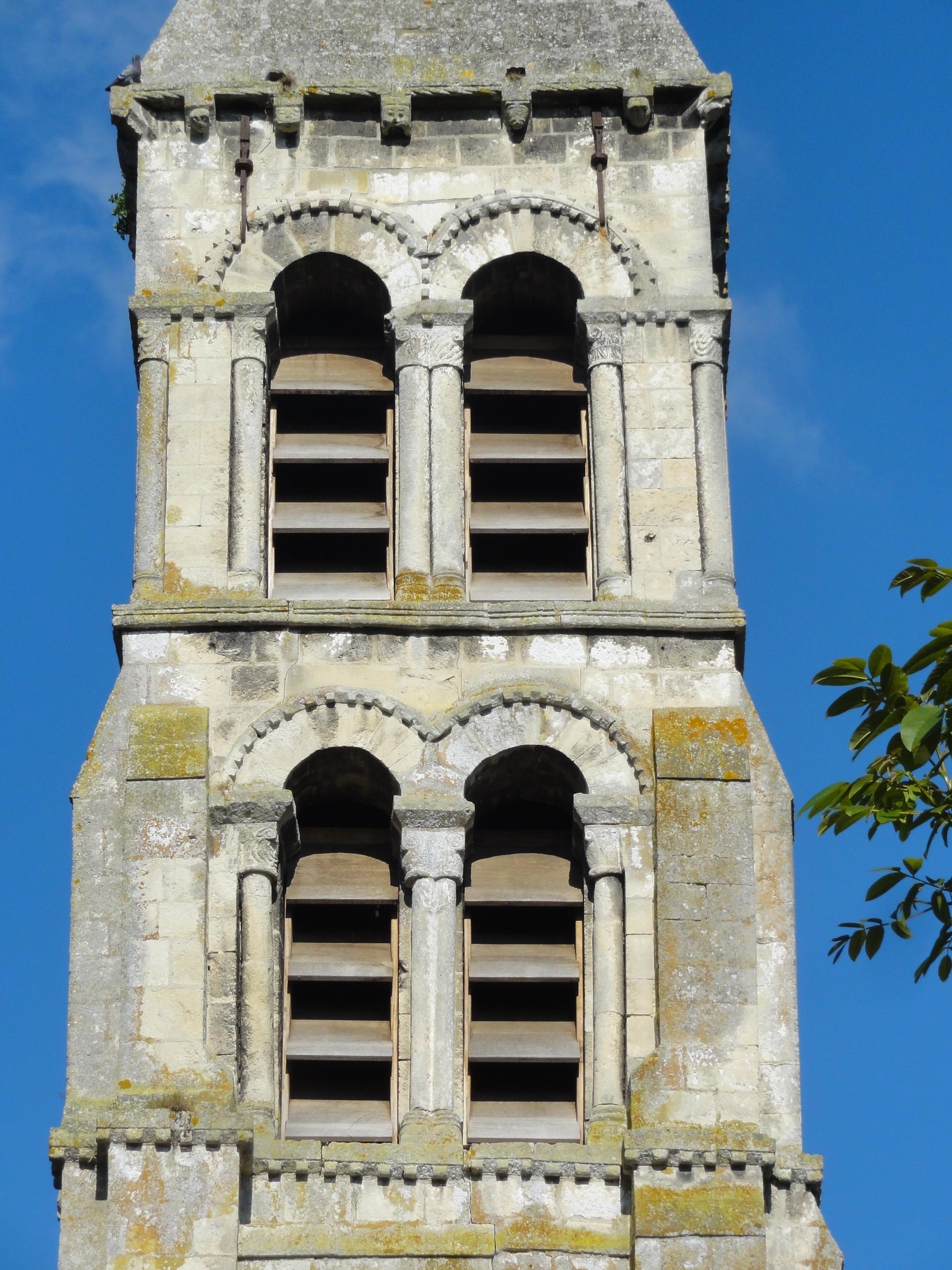
Second et troisième étage.
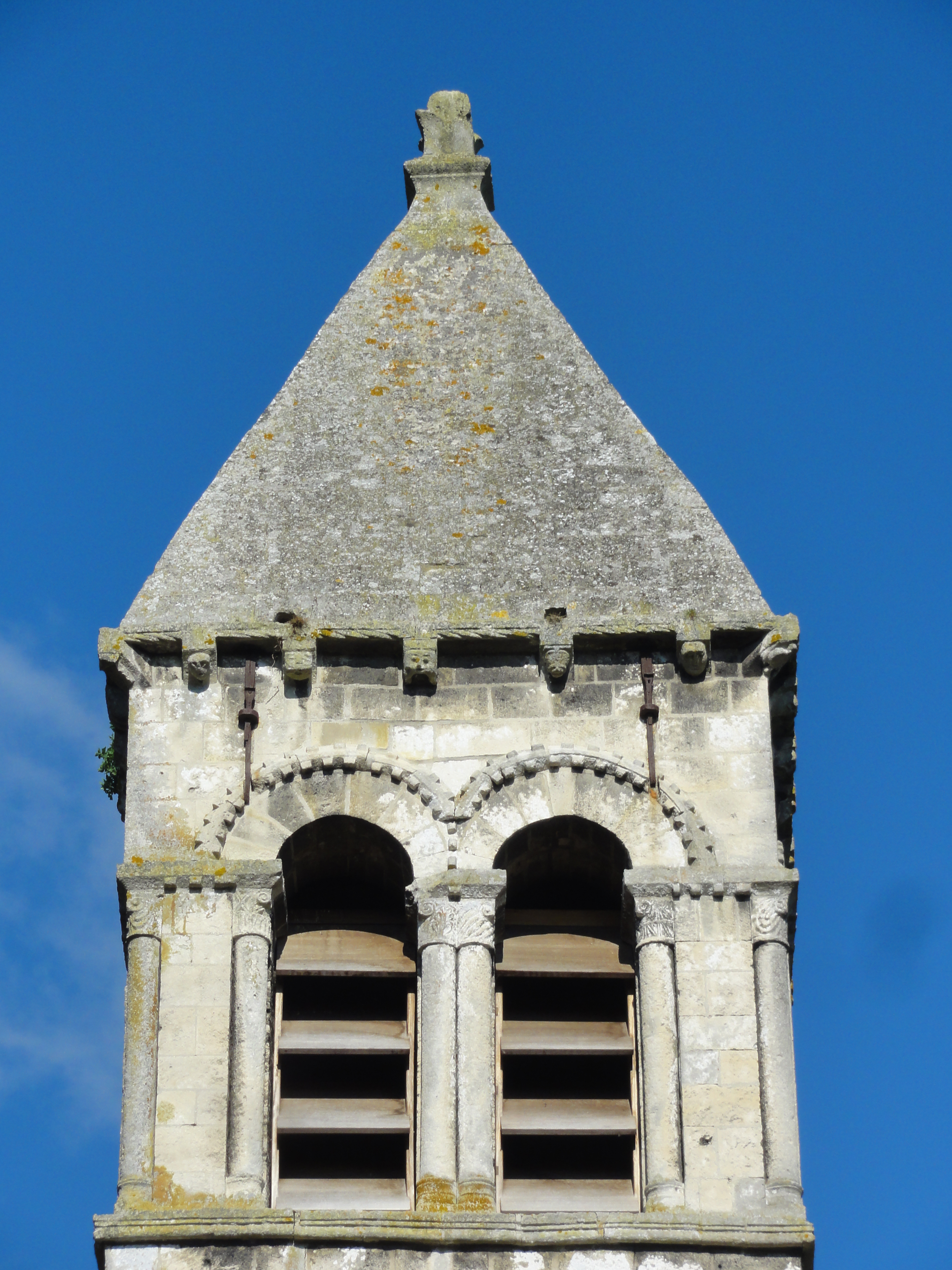
Troisième étage et pyramide.

## Mobilier
L'église ne renferme qu'un seul élément de mobilier classé monument historique au titre objet. Il s'agit de la dalle funéraire à effigie gravée de Jean Bohion et sa femme, datant de 1637. Haute de 200 cm et large de 93 cm, elle représente le couple en vêtements de laïc, les mains rejoints pour la prière. Le décor architecturé se compose d'arcatures en plein cintre, s'appuyant sur des colonnes à chapiteaux, et surmontées d'un fronton sur lequel sont gravés des ailerons. L'ornementation est complétée par des fleurs, des volutes et un ange en vol. L'épitaphe ne reste que partiellement lisible : « Cy gisent honestes personnes Jehan Bohion vivant laboureur de[meu]r[a]nt a Rhuys age de 70 ans [...] femme laquelle est décédée le 29 may mil six cent trente sept. priez Dieu pour leurs âmes ; date : 29 may mil six cent trente sept ».
Le mobilier de l'église est très peu nombreux et n'est pas thématisé par les différentes publications. Les fonts baptismaux se composent d'une cuve octogonale, moulurée à sa limite supérieure d'un bandeau concave et d'un tore largement saillant, et reposant sur un court fût également octogonal. Il est entouré à sa base d'un petit tore abîmé, et repose sur une plinthe à double ressaut biséauté. Ces fonts devraient dater de la période gothique, et se situent au début du bas-côté sud. Le bénitier est peu ordinaire : il se compose de quatre tambours de colonne sur une base sommaire. Une cavité a été creusée dans le tambour supérieur afin de contenir l'eau bénite. L'ensemble représente sans doute un vestige archéologique, car la hauteur est telle que l'on ne peut s'en servir que depuis le haut de l'escalier. Il serait à vérifier si la colonne ne provient pas de l'église ruinée de Lèvemont, dans le Vexin français, rachetée par le baron BiC et transportée pierre par pierre vers son manoir de Saint-Germain-lès-Verberie, où elle a été réédifiée. Deux autres pièces de mobilier non dénuées d'intérêt se trouvent dans le bas-côté nord. Ce sont une stalle individuelle et un autel avec tabernacle et retable en bois, de style classique. L'autel était dédiée à la Vierge Marie, comme le montre son monogramme ornant l'autel. Le tableau de retable s'est malheureusement détaché de son cadre.

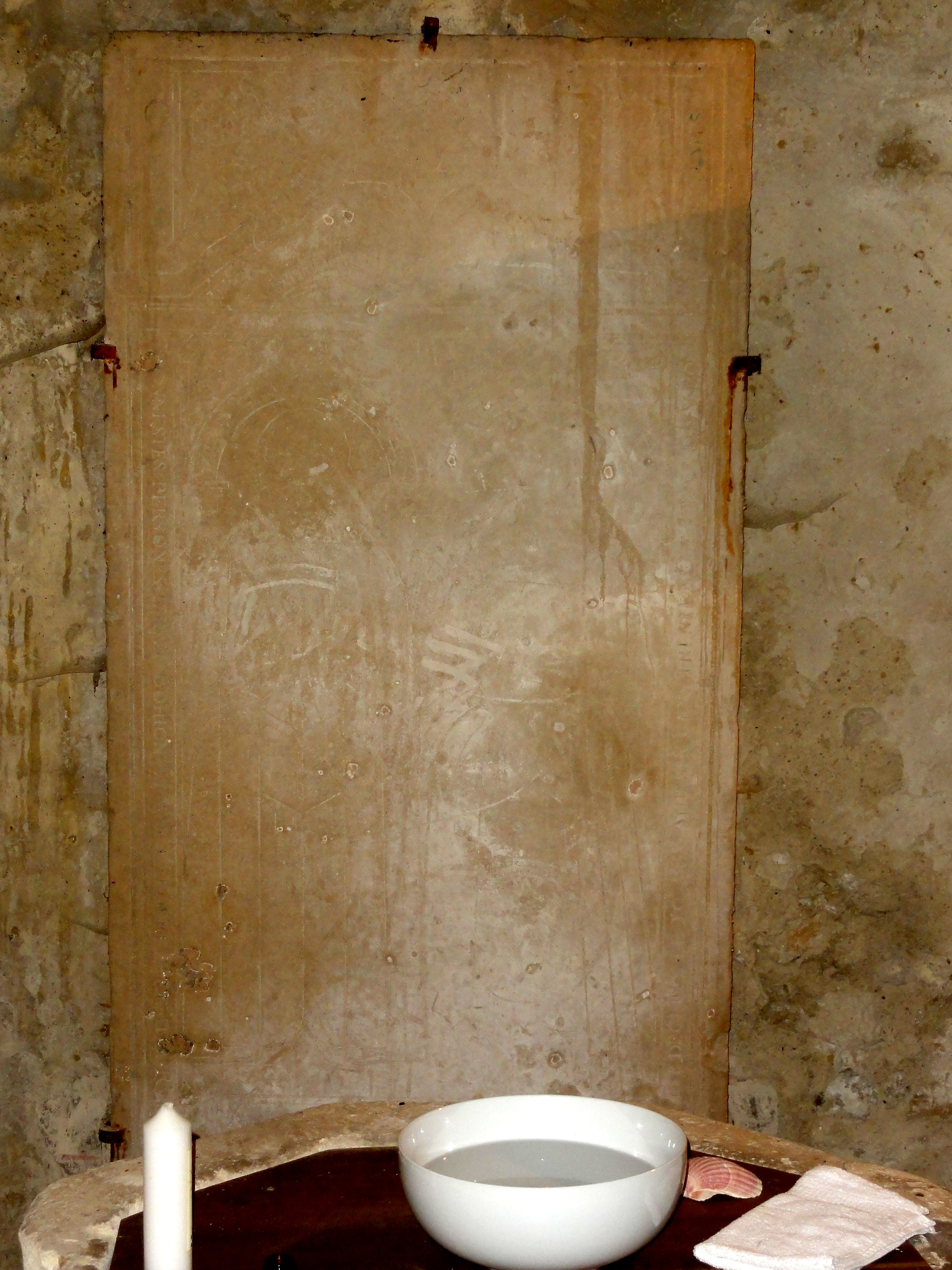
Dalle funéraire de 1637.
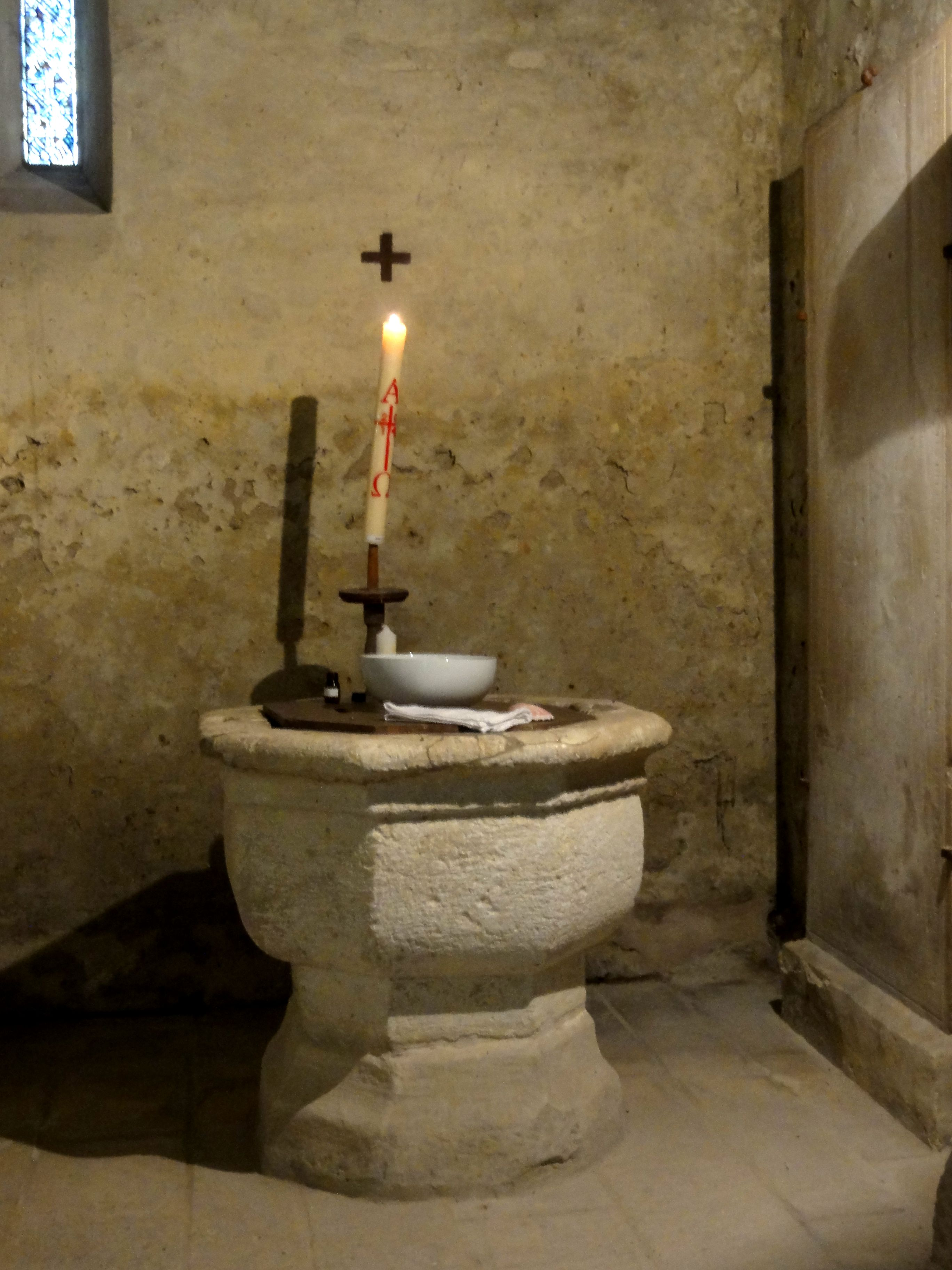
Fonts baptismaux.
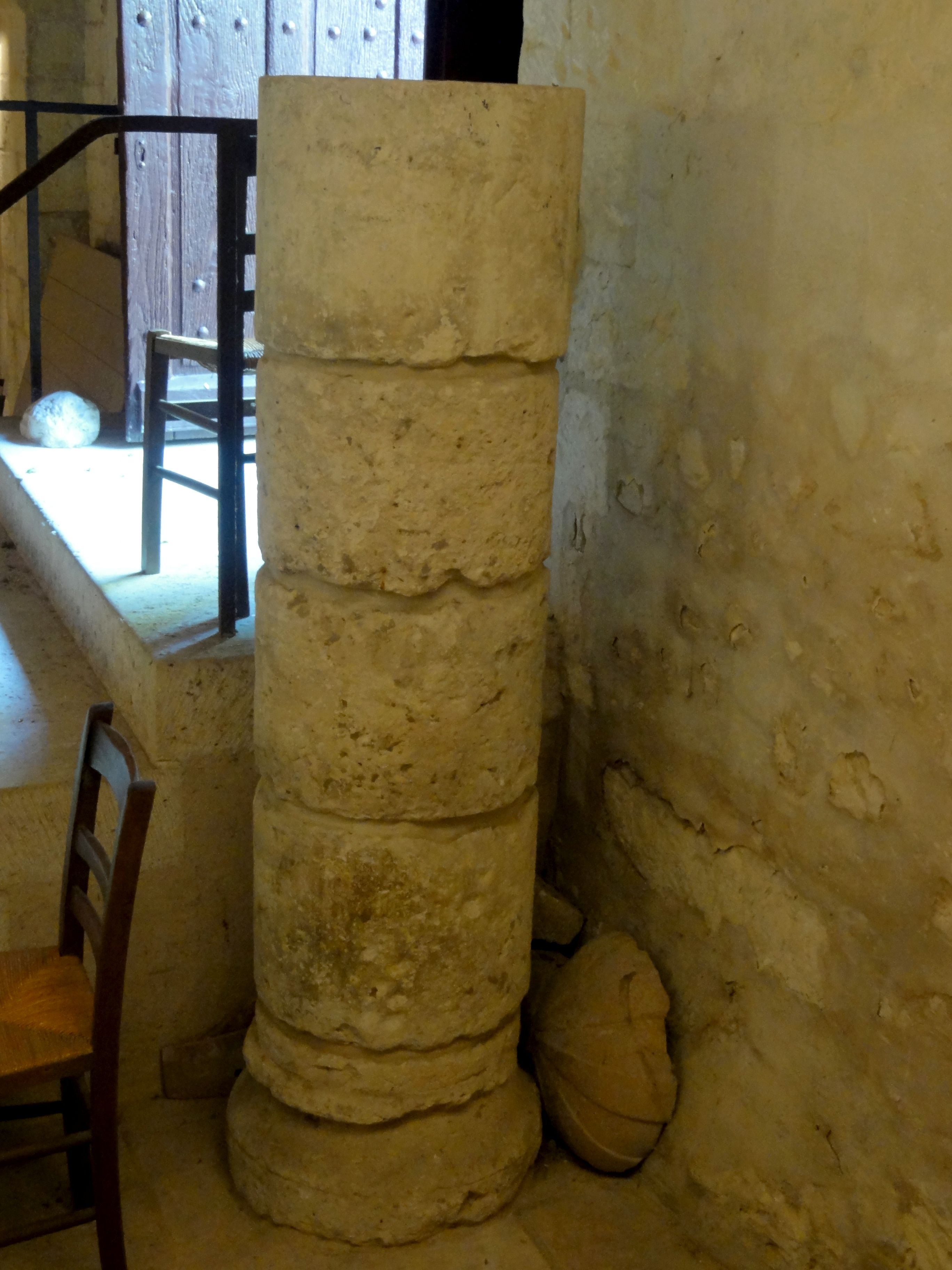
Bénitier.
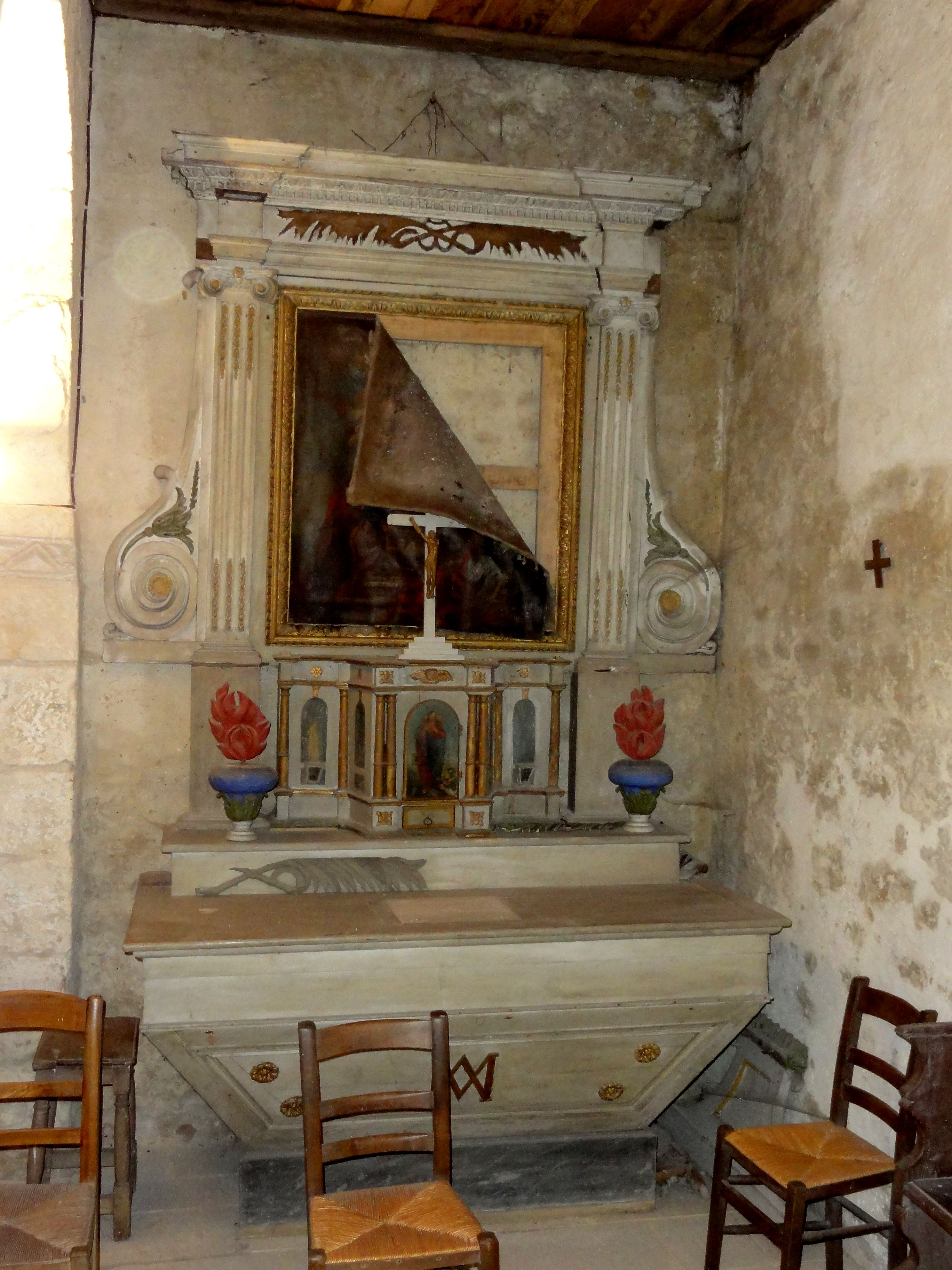
Autel du bas-côté nord.
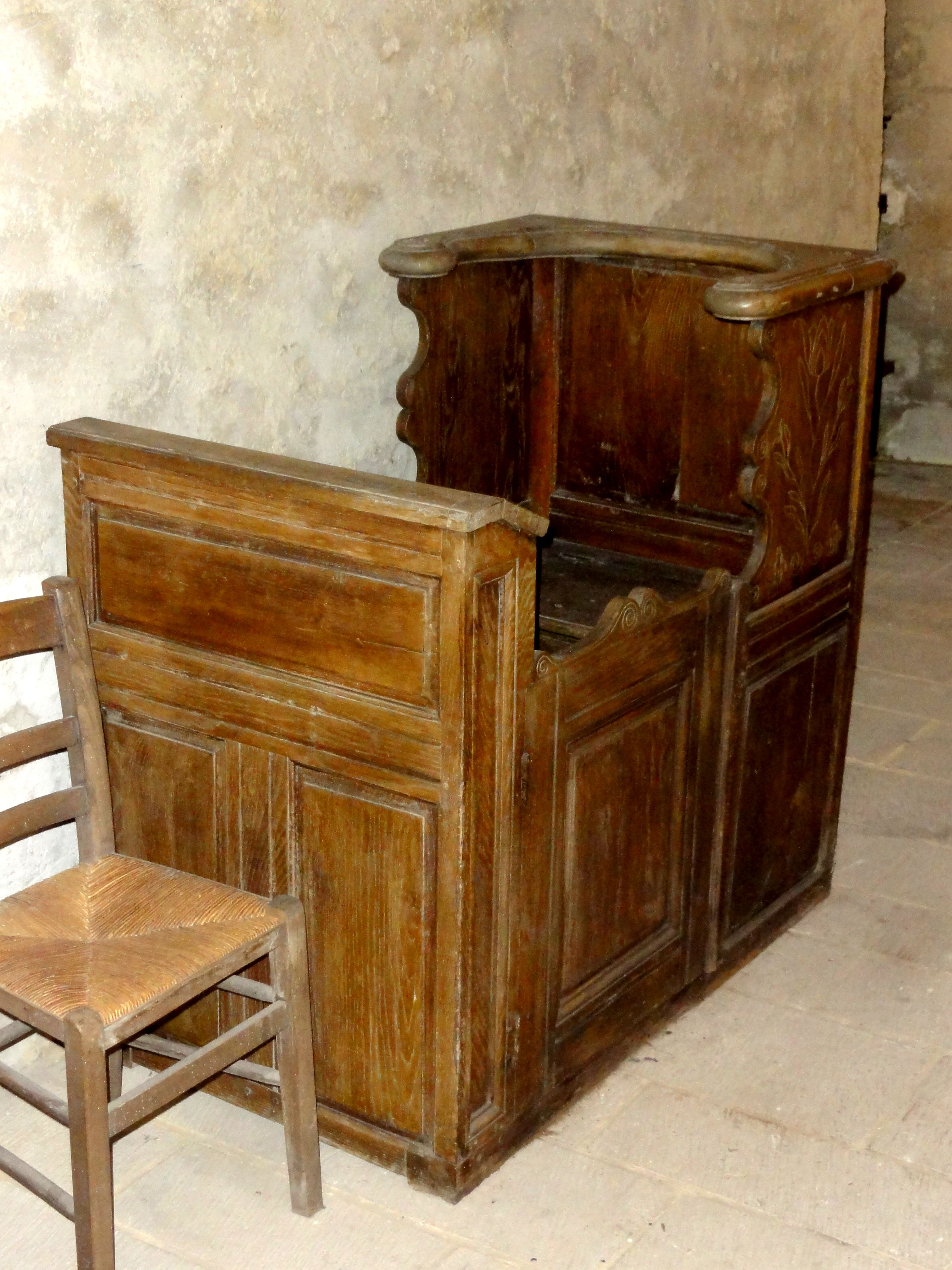
Stalle individuelle.